# 葉

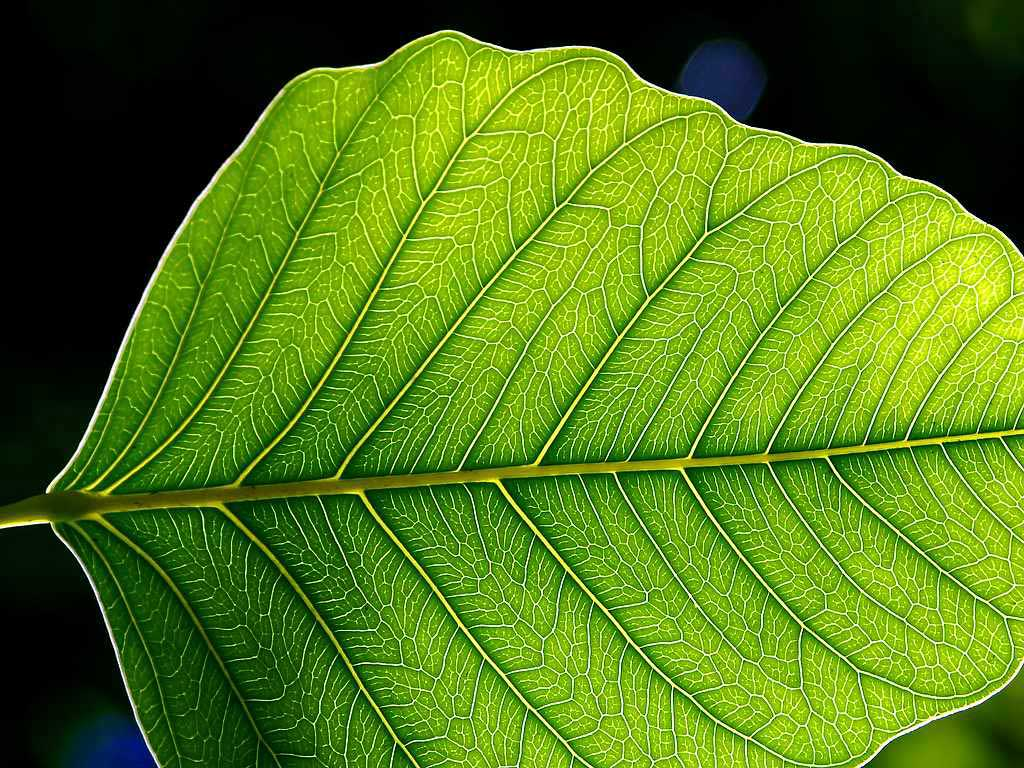
インドボダイジュ（クワ科）の葉。羽状脈（網状脈系）を示す大葉である。

葉（は、英: leaf、独: Blatt）は、陸上植物の植物体を構成する軸性器官である茎に側生する器官である。維管束植物の胞子体においては根および茎とともに基本器官の一つで、茎頂（シュート頂）から外生的に形成される側生器官である。普通、茎に側生する扁平な構造で、維管束からなる脈系を持つ。コケ植物の茎葉体（配偶体）が持つ扁平な構造も葉と呼ばれる。
一般的な文脈における「葉」は下に解説する普通葉を指す。葉は発達した同化組織により光合成を行い、活発な物質転換や水分の蒸散などを行う。
葉の起源や形、機能は多様性に富み、明確に葉を定義するのは難しく、茎との関係性も議論があった。茎と同様にシュート頂分裂組織（茎頂分裂組織、SAM）に由来するが、軸状構造で無限成長性を持つ茎とは異なり、葉は一般的に背腹性を示し、有限成長性で腋芽を生じない。維管束植物の茎はほぼ必ず葉を持ち、茎を伸長させる分裂組織は葉の形成も行っているため、葉と茎をまとめてシュートとして扱う。葉は茎に対して、種ごとに特定の葉序をもって配列する。
なお、コンブやワカメのような褐藻類でも、付着器（根状部）・茎状部・葉状部という高度な組織分化がみられる例があり、それぞれ俗に根・茎・葉と呼ばれることもあるが、陸上植物とは別のスーパーグループに属し、構造や機能は大きく異なるため、真の葉とは区別される。
本項では、コケ植物の葉についても触れるが、ほとんどの内容は維管束植物の葉について述べる。初めに#概説にて、葉の多様性について示し、葉の種類を大別する。次に、葉の#外部形態について概説し、具体的な外部形態について、#普通葉の形態および#変形葉の形態で述べる。続いて、#個体発生に伴う変化において、植物の成長に伴い生じる異なる形の葉について説明する。その後、葉の#内部形態について述べる。次に、概説の内容を拡張し、葉の#進化的起源について述べる。葉の器官発生についてを#発生節で述べる。次に、葉とほかの器官との位置関係について#ほかの器官との関係節で述べる。葉が行う生理的な現象については、#生理機能と適応および#葉の老化で述べる。他の生物との相互作用は#生態系における葉節で述べ、地層中に堆積した葉について#葉化石で解説する。最後に#人間とのかかわり節でヒトによる利用について述べる。

## 概説
陸上植物は胞子体（核相 2n）と配偶体（核相 n）の2つの世代が繰り返す生活環を持っている。また、現生の陸上植物はコケ植物、小葉植物、大葉シダ植物、種子植物（裸子植物と被子植物）に分けられ、右のような系統関係となっている。コケ植物以外の現生陸上植物は、いずれも維管束を持ち、まとめて維管束植物と呼ばれる。コケ植物では配偶体世代が優先し、主な植物体を構成する一方、維管束植物では胞子体世代が優先し、主な植物体を構成する。葉はいずれも主な植物体に形成されるため、コケ植物では配偶体（茎葉体）に、維管束植物では胞子体に葉をつける。特殊化した葉を除き、いずれの群にも共通する性質として、頂端から外生的に発生し、茎に側生する器官であること、背腹性を持ち、扁平な構造であることが挙げられる。
コケ植物は、種によって茎葉体を形成するものと葉状体を形成するものが知られるが、葉は茎葉体にのみ存在する。この葉は維管束植物が持つ葉（leaf）と区別して、phyllid と呼び分けられる。ただし、これは上記の通り配偶体に形成されたものであり、構造や発生においても維管束植物の葉とは大きく異なるため、葉を維管束植物に限定して扱うことも多い。
維管束植物において、葉は根・茎とともに胞子体が持つ基本器官の一つである。そのため、葉状突起しか持たないマツバラン類を除く現生の全ての群で葉を持つ。しかし、維管束植物においても葉は複数の起源を持つと考えられており、小葉植物、大葉シダ植物、種子植物はその祖先でそれぞれ独立して葉を獲得したと考えられている。つまり、地上に上陸したばかりの植物は葉を持たず、小葉植物、大葉シダ植物、種子植物のそれぞれの祖先が分岐した後で、それぞれが葉を別々に進化させた。小葉植物が持つ葉は葉脈を原則1本のみ持ち、小葉（しょうよう、microphyll）と呼ばれる。大葉シダ植物と種子植物の葉はまとめて大葉（だいよう、megaphyll, macrophyll）と呼ばれるが、大葉は最大で11回独立に進化してきたと考えられている。特に、大葉シダ植物トクサ類の持つ楔葉（けつよう、sphenophyll）、その他の大葉シダ植物や化石裸子植物が持つ羽葉（うよう、frond）、裸子植物針葉樹類が持つ針葉（しんよう、needle）、被子植物の持つ広葉（こうよう、broad leaf）などが区別される。種子植物の葉は、羽葉とは異なり求基的に成長する。
また、葉は植物の器官の中で最も多様性を示す。異なる種の植物が形の違う葉を形成するだけでなく、一つの植物の中でも成長や環境に伴い葉形が変化する異形葉性を示す。葉は複数の形態や働きを持ち、光合成を行う普通葉（ふつうよう、foliage leaf）以外にも、胚発生時に最初に形成される子葉（しよう、cotyledon）、小型化して芽や花を覆う鱗片葉（りんぺんよう、scale leaf）、大葉シダ植物や裸子植物の胞子嚢をつける胞子葉（ほうしよう、sporophyll）、被子植物の花を構成する花弁や雄蕊などの花葉（かよう、floral leaf）などが区別される。葉の形、機能は多様性に富み、古くから葉の定義や茎との関係は議論の的であった。ゲーテ以降、葉を抽象的な概念に基づいて定義しようという試みが形態学者によりなされてきたが、ザックス以降、発生過程や生理的機能、物質代謝、そして遺伝子の発現や機能などに解明の重点が置かれている。

## 外部形態

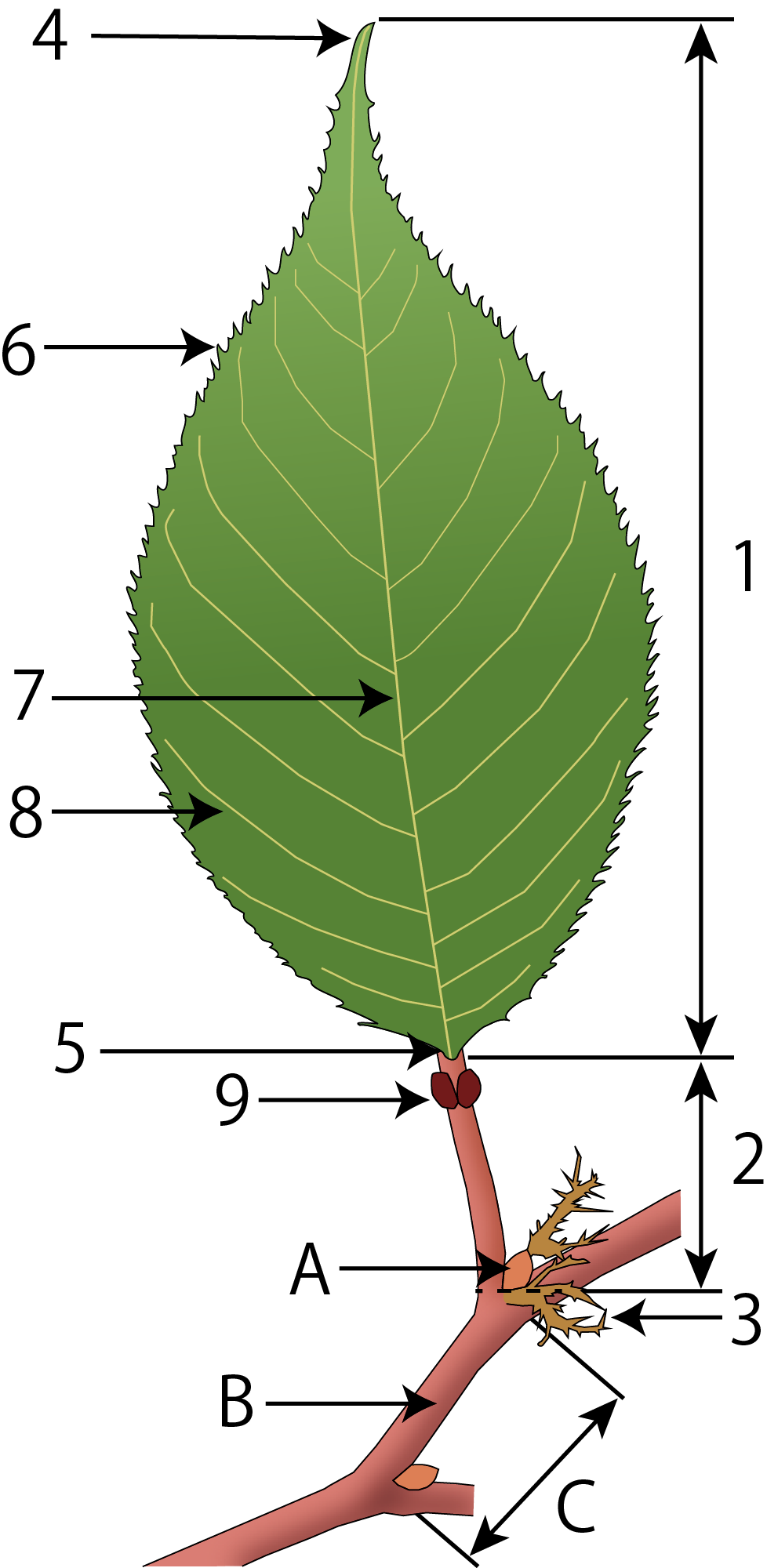
エゾヤマザクラの葉の概略図
1. 葉身、2. 葉柄、3. 托葉
4. 葉先、5. 葉脚、6. 葉縁
7. 中央脈、8. 側脈、9. 蜜腺
A. 腋芽、B. 茎、C. 節間

葉の形態は植物の種によって異なり、特に木本植物では同定の重要な鍵となる。一方、体系的な分類は花や果実といった生殖器官に基づいて行われてきた。しかし、生殖器官をつける時期はごく短期間であることが多いうえ、樹木の場合高い位置につけることが多く、野外ではこれを使った同定は難しい。また、樹皮も種ごとの特徴を反映することがあり、生殖器官とは違って用いやすいが、幼木と成木、老木ではそのパターンが変わりやすく、これを同定に用いるのも難しい。これらに対し、葉は年間のうち半分以上はつけていることが多く、成長に伴い変化するものはあるものの、一般的に成長しても特徴が変化しにくく、確かな同定形質となりうる。
葉は一般に扁平であり、日本で見られる植物の葉の厚さは 100–600 μm（マイクロメートル）のものが多い。
ラフィア属 Raphia の葉は20 m（メートル）に達する。これが種子植物で最大であるとされる。ただし、これは羽状複葉であるためいくつかの小葉に分かれており、単葉ではインドクワズイモ Alocasia macrorrhizos が最大で最長となる。大葉シダ植物では葉頂端幹細胞により無限成長を行う種が知られ、コシダ属の一種 Dicranopteris taiwanensis や、Sticheropsis truncata（ともにウラジロ科）では1個の葉が30 m 以上の樹上まで伸びる。

### 葉の構成要素
葉の構成部分は基部から順に、托葉、葉柄、葉身の3部に大別される。
被子植物の葉が持ち、ふつう扁平な光合成を行う主要な部分を葉身（ようしん、lamina, blade）という。葉身の組織は葉脈、葉肉、表皮からなる（#内部形態も参照）。葉身の形態は多様であり、それを表すために、左右相称平面図形を表す体系的な用語に加え、心形、腎臓形や矛形などの用語が用いられる。葉身の先端は葉先（葉尖、ようせん、leaf apex）、葉身の基部は葉脚（ようきゃく、leaf base）と呼ばれる。
葉柄（ようへい、petiole）は茎と葉身を繋ぎ、葉身を支持する。葉柄には膨圧により運動を行う葉枕（ようちん、pulvinus）が分化することもある。
托葉（たくよう、stipule）は葉の基部付近の茎または葉柄上に生じる葉身とは異なる葉的な器官である。托葉は葉の展開時の早期に脱落して托葉痕を残すものもある。托葉は単子葉類を含む被子植物が持っており、（スイレン科などの）比較的基部で分岐した双子葉類の科にも一般的に見られることから、原始的な形質であるとされる。托葉の中には鞘状に癒合して茎を取り巻くものもあり、托葉鞘（たくようしょう、ochrea、オクレア、籜）と呼ばれる。
一方、托葉や葉柄を欠く葉も多い。葉柄を欠く葉を無柄葉（むへいよう、sessile leaf）という。また、葉身を欠くものもあり、偽葉（ぎよう、phyllode）と呼ばれる。逆に、葉柄があり、基部に托葉を具えた葉は完全葉（かんぜんよう）と呼ばれる。

### 葉脈

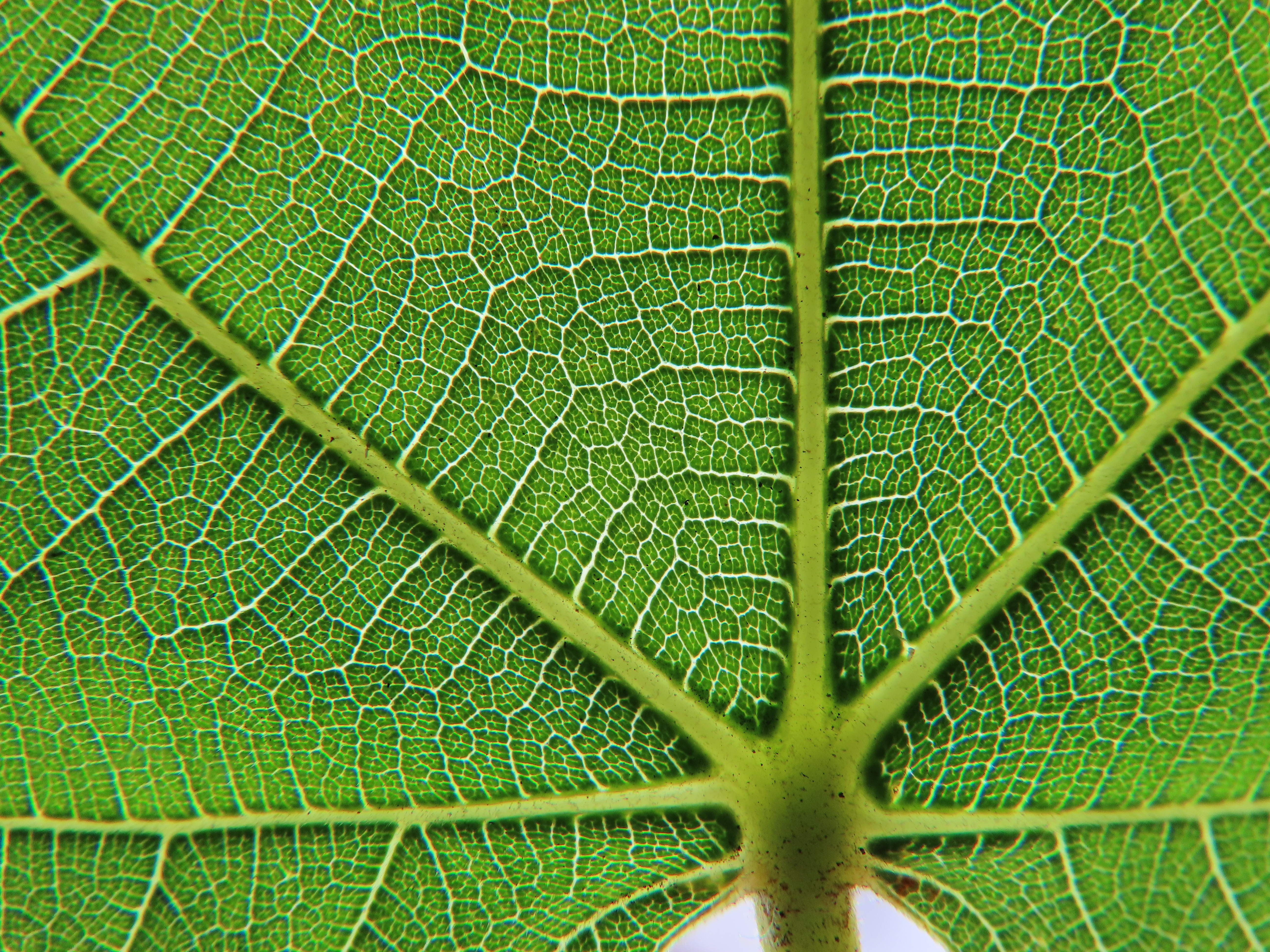
掌状脈系を持つイチジク Ficus carica（クワ科）の葉脈。網状に張り巡らされた細脈が観察できる。

様々な葉脈。
a,b. 羽状脈系; c. 平行脈系; d. 掌状脈系; e. 二又脈系

葉の維管束である葉脈（ようみゃく、vein, nerve）は、葉の外形において表面に見える筋となって現れる。葉脈は維管束を通じた物質輸送のほかに、光を受けやすい形を維持するために力学的に葉を支持する働きを持つ。葉脈の密度は大葉シダ植物より裸子植物、裸子植物より被子植物のほうが高い傾向にある。
一枚の葉で異なる複数の葉脈がある場合、最も太いものを主脈（しゅみゃく、main vein）、そこから派生した葉脈を側脈（そくみゃく、lateral vein）という。側脈（一次側脈、二次脈）は分岐して二次側脈（三次脈）を形成する。主脈や側脈はさらに細い細脈（さいみゃく、veinlet）を生じ、その間を結合したり、末端で遊離したりする。
葉肉内における葉脈の配列の状態（分岐の仕方）を脈系（みゃくけい、venation）という。脈系は系統によって多様であり、網状脈系・平行脈系・二又脈系・単一脈系に大別される。双子葉類では、典型的には葉脈が網状に連絡する網状脈系（もうじょうみゃくけい、reticulate venation）を持つ。特に、なかでも主脈（中央脈）から側脈が分岐して羽状になる羽状脈系（うじょうみゃくけい、pinnate venation）が双子葉類で最も普通である。網状脈系は薄嚢シダ類のコウヤワラビや、裸子植物グネツム類のグネツム科でも見られる。網状脈系は羽状脈系に加え、主脈が掌状に並ぶ掌状脈系（しょうじょうみゃくけい、palmate venation）と、掌状脈の最下基部から太い一次側脈（二次脈）が分岐する鳥足状脈系（とりあしじょうみゃくけい、pedate venation）が区別される。掌状脈系の中でも、1対の側脈が太く、3本の太い葉脈が目立つ場合は三行脈（さんこうみゃく）と呼ばれる。一方、単子葉類の多くは主脈や一次脈が分枝せず、主だった葉脈が葉先に向かって平行する平行脈系（へいこうみゃくけい、条線脈系、じょうせんみゃくけい、striate venation）を持つ。単子葉類であってもヤマノイモ科やサトイモ科のように網状脈系を持つものも存在する。シダ類やイチョウでは葉脈が二又に分かれる二又脈系（ふたまたみゃくけい、dichotomous venation）を持つ。小葉植物や針葉樹類、エリカ葉を持つ被子植物は、中央脈一本のみを持つ単一脈系（たんいつみゃくけい、simple venation）を持つ。

### 葉縁の形質と裂片
被子植物の葉身の形の変化は多く、葉縁の形態は多様であり、葉身がはっきり分裂して裂片をもつものも多い。特に双子葉類の様々な系統で見られる。
葉縁にみられる鋸の歯のような細かな切れ込みを鋸歯（きょし、serration, teath）という。葉縁は鋸歯の形態により、先端が開出する歯状縁（しじょうえん、dentate）、先端が葉先を向く鋸歯縁（きょしえん、serrate）、円鋸歯縁（えんきょしえん、crenate）などが区別される。鋸歯を持たず、切れ込みもないことを全縁（ぜんえん、entire）という。
凹凸が大きく葉全体の形にかかわるほどの切れ込みがある単葉を分裂葉（ぶんれつよう、lobed leaf）と呼ぶ。この突出部を裂片（れっぺん、lobe）という。それに対して裂片のない葉を不分裂葉という。切れ込みが浅いものを浅裂（せんれつ、lobed, lobate）、やや深く切れ込むものを中裂（ちゅうれつ、cleft）深く裂けていれば深裂（しんれつ、parted, partile）、完全に裂けたものを全裂（ぜんれつ、dissected）という。裂片が放射状に配置し、掌のようになったものを掌状（しょうじょう、palmate）、裂片が左右に列をなし、鳥の羽のようになったものを羽状（うじょう、pinnate）という。裂ける深さと形を組み合わせて、葉の形状を表現することが多く、例えばヤツデの葉は掌状深裂、ヨモギの葉は羽状深裂する。

### 複葉

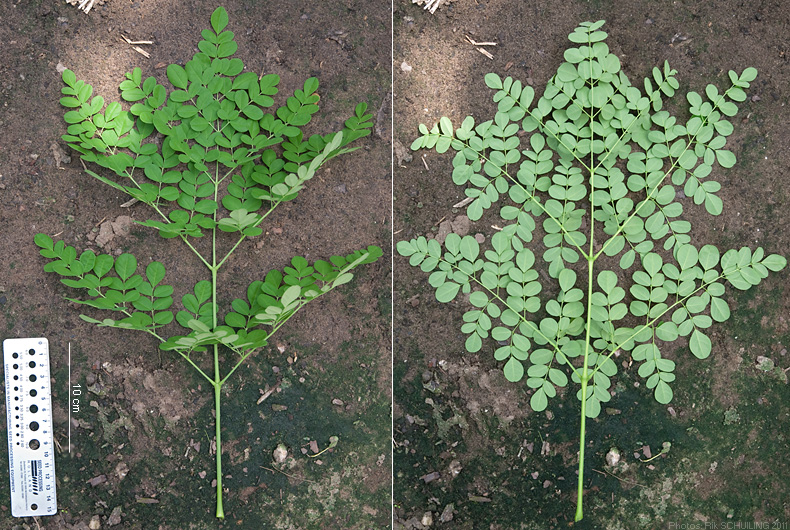
ワサビノキ Moringa oleifera の3回奇数羽状複葉（再複葉）。

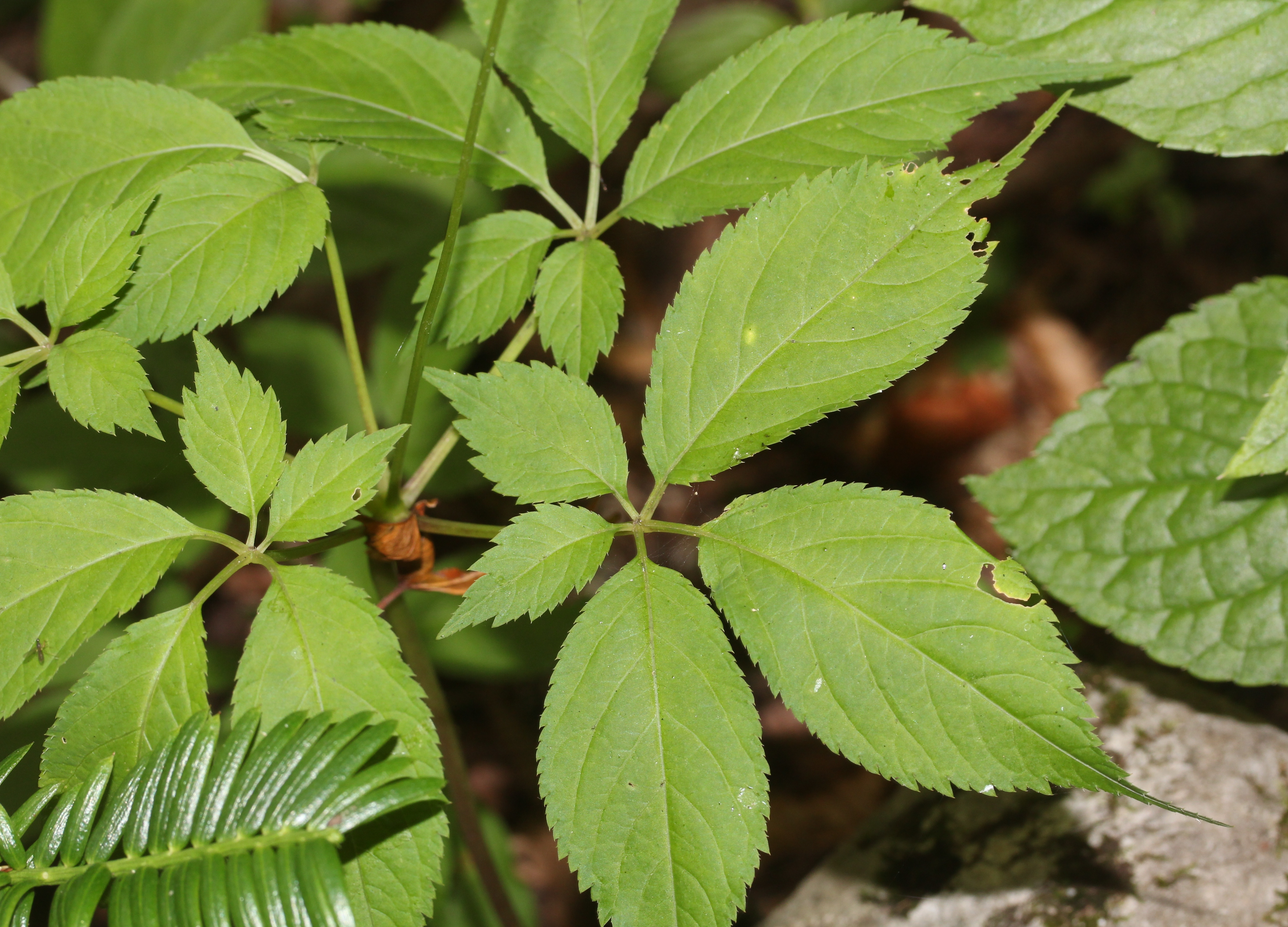
トチバニンジン Panax japonicus の五出掌状複葉

葉身が複数の小部分に分かれた葉のことを複葉（ふくよう、compound leaf）とよぶ。それに対し、葉身が1枚の連続した面からなる葉を単葉（たんよう、simple leaf）と呼ぶ。複葉は単葉の葉身の切れ込みが深くなり、主脈の部分にまで達した状態であると解釈される。
複葉における、分かれている葉身の各片を小葉（しょうよう、leaflet）、小葉が付着する中央の軸部を葉軸（ようじく、rachis）と呼ぶ。小葉が柄を介して葉軸につく場合、その柄は小葉柄（しょうようへい、petiolule）と呼ばれる。葉片が単葉か複葉の一部かは腋芽の有無によって区別され、複葉の小葉柄の基部には腋芽ができない。大葉シダ植物の複葉（羽葉）の場合、小葉に当たる部分は羽片（うへん、pinna）と呼ばれる。薄嚢シダ類の羽葉は多様性に富み、複葉の葉形変化が顕著である。
複葉は葉脈の分岐様式と同様にして、三出複葉、羽状複葉、掌状複葉、鳥足状複葉の4形式に大別される。三出複葉（さんしゅつふくよう、ternate leaf）は、3個の小葉を持つ複葉である。葉軸が伸びて3個以上の小葉を付け、葉軸に沿って左右に小葉が並ぶ複葉は、羽状複葉（うじょうふくよう、pinnate leaf）と呼ばれる。葉柄の先端の1点に放射状に3個以上の小葉がつく複葉は、掌状複葉（しょうじょうふくよう、palmate leaf）という。鳥足状複葉（とりあしじょうふくよう、pedately compound leaf）は、掌状複葉の最下側小葉の柄がさらに小葉柄を生じ、小葉柄の分岐が鳥足状になった複葉である。
三出複葉や羽状複葉では小葉が更に複葉となることがあり、再複葉（さいふくよう、decompound leaf）という。再複葉の反復回数と形式の名称の組合せにより複葉の形が表現される（右図）。

### 質
葉の質感は種によって異なり、分類形質ともなる。キク科では、ツワブキの葉のような質感を革質（かわしつ、coriaceous）、フキの葉のような質感を草質（くさしつ、herbaceous）、コウモリソウのような質感を紙質（かみしつ、chartaceous）、ハマグルマのような質感を肉質（にくしつ、sarcoid, fleshy）と表現する。多くの植物の花冠にみられる、タンポポの花弁のような質感は膜質（まくしつ、membraneceous）、ヤマハハコの花冠のような質感は乾膜質（かんまくしつ、scarious）という。ヒルムシロ（ヒルムシロ科）の葉は膜質である。

### 異形葉性

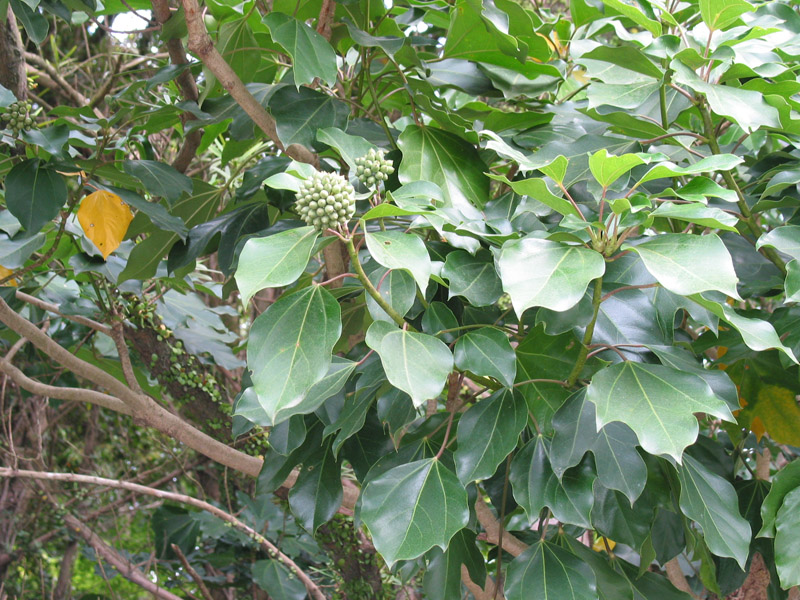
異形葉性を持つカクレミノの葉

一つの植物の中で、その種の特徴として常に2種類以上の異なる形態の葉を持つ現象を異形葉性（いけいようせい、heterophylly）と呼ぶ。より狭義には、1個体に形や大きさの異なる普通葉を持つことを指す。異形葉性を示す葉を異形葉（いけいよう、heterophyll）という。また、2型の異形葉が明瞭に区別できる場合、二形性（にけいせい、dimorphism）という。異形葉性には、環境条件によって異なる形態の葉を形成するヘテロフィリー (heterophylly) および、環境条件が一定でも成長過程で異なる形態の葉を形成するヘテロブラスティー (heteroblasty) が区別される（ヘテロブラスティーについては#個体発生に伴う変化も参照）。
これに類似する語に、不等葉性（ふとうようせい、anisophylly）がある。異形葉性と不等葉性の語義には研究者によって異なり、熊沢 (1979) では、位置関係による葉形変化を「不等葉性」、植物の内的要因に由来する場合を「異形葉性」と区別している。そのため、熊沢 (1979) では直立した茎の日光のある面とそうでない面に形成される陽葉と陰葉の区別も不等葉性に含めている。清水 (2001) では位置関係の中でも、対生や輪生葉序において、1節につく葉の形に異形葉性が見られる場合を特に不等葉性と呼んでいる。針葉樹類のアスナロ（ヒノキ科）、小葉植物のアスヒカズラ（ヒカゲノカズラ科）、イワヒバやカタヒバ、クラマゴケ（いずれもイワヒバ科）では背腹性に応じた不等葉性が見られる。
モミ（マツ科）、クワ（クワ科）、カクレミノ（ウコギ科）、ヒイラギ（モクセイ科）などは異形葉性を示し、1つの個体に分裂葉と不分裂葉が見られる。イブキでは、針形葉と鱗形葉が混じる二形を示す。ツタ（ブドウ科）には、三行脈分裂葉の単葉と三出掌状複葉になるものが見られる。Boquila trifoliolata（アケビ科）は、周囲にある複数の樹種の葉を模倣し、それぞれに擬態した形態をなす能力を持つ。
水生植物の多くの分類群では、すべての葉が水中にあるわけではなく、水葉（沈水葉）と気葉（浮水葉・抽水葉）を分化する（#水生植物の葉を参照）。ロリッパ・アクアティカ Rorippa aquatica（アブラナ科）は水中では切れ込んだ葉を形成するが、地上ではシロイヌナズナに似たほぼ全縁の葉を形成する。これは水没という環境変化に応じて植物ホルモンであるエチレンが葉に作用し、葉形変化が起こることが解明されている。

## 普通葉の形態
葉緑体を持ち、光合成を行う葉を普通葉（ふつうよう、foliage leaf）と呼ぶ。同化葉（どうかよう）とも呼ばれる。普通葉の多くは扁平であるが、針葉樹の針状葉 やネギ属やイグサ属などの単子葉類が持つ管状葉も普通葉に含まれる。
葉の形状から木本植物を大別した場合、広葉樹（こうようじゅ、broad-leaved tree, hardwood）と針葉樹（しんようじゅ、needle-leaved tree, acicular tree）に分けられる。基本的には系統関係と対応しているため、イチョウ（イチョウ科）、ソテツ（ソテツ科）、ナギおよびイヌマキ（マキ科）といった裸子植物は広葉をもつが広葉樹ではない。このうち、マキやナギは、鱗状葉を持つヒノキやイブキ（ヒノキ科）、針状葉を持つマツ科や旧スギ科とともに針葉樹に含まれる。逆にガンコウランやツガザクラ（ともにツツジ科）などの針状の葉（エリカ葉）を持つ広葉樹もある。イチョウやソテツ、ヤシ類はどちらにも含まれない。また、針葉樹の葉は形態によって針形葉、線形葉、鱗形葉に分けられる（下記「#針葉樹の普通葉」節を参照）。

### 楯状葉

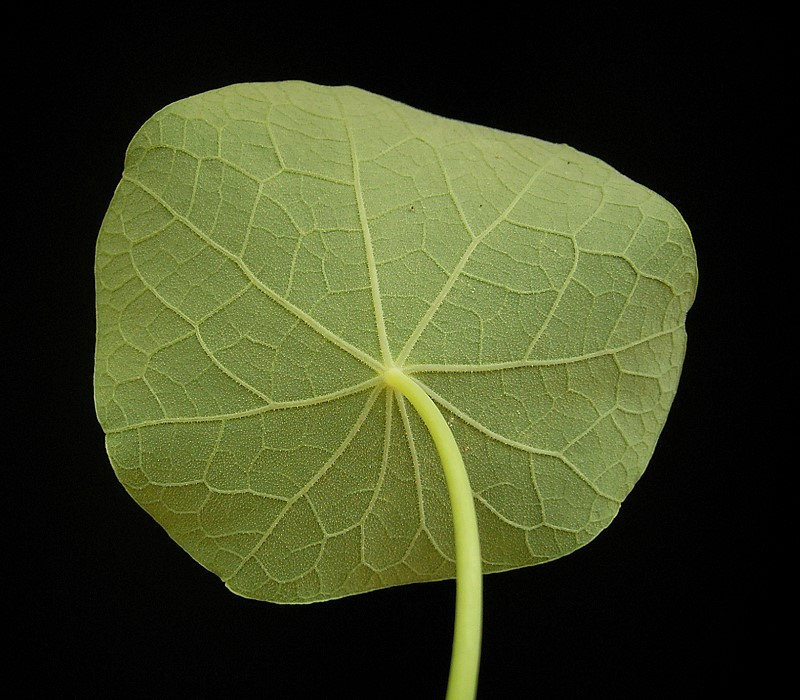
キンレンカ Tropaeolum majus の楯状葉

葉柄の先に雨傘状の葉身を持つ葉を楯状葉（盾状葉、じゅんじょうよう、peltate leaf）という。楯状葉では、普通の葉と背腹性の制御が異なり、裏表の境界を決める仕組みが変化することで形成されると考えられている（#複葉や楯状葉の発生節も参照）。ハス（ハス科）やジュンサイ（ハゴロモモ科）、キンレンカ（ノウゼンハレン科）、サンカヨウ属 Diphylleia、ミヤオソウ属 Podophyllum（ともにメギ科）、テンジクアオイ属 Pelargonium（フウロソウ科）、ハスノハカズラ属 Stephania（ツヅラフジ科）などで見られるほか、ヤブレガサやタイミンガサ（キク科）のように葉身が放射状に分裂しているものもある。
楯状葉葉身の葉縁の拡大があまり進行せず、葉身の葉縁方向への平面成長が進んだ形態は、杯状葉または嚢状葉と呼ばれる。杯状葉（盃状葉、はいじょうよう、aecidial leaf）は奇形として知られており、ラッパイチョウ（イチョウ科）やヘンヨウボク（トウダイグサ科）、シナガワハギ Melilotus suaveolens（マメ科）などによく観察されている。

### 単子葉類の葉

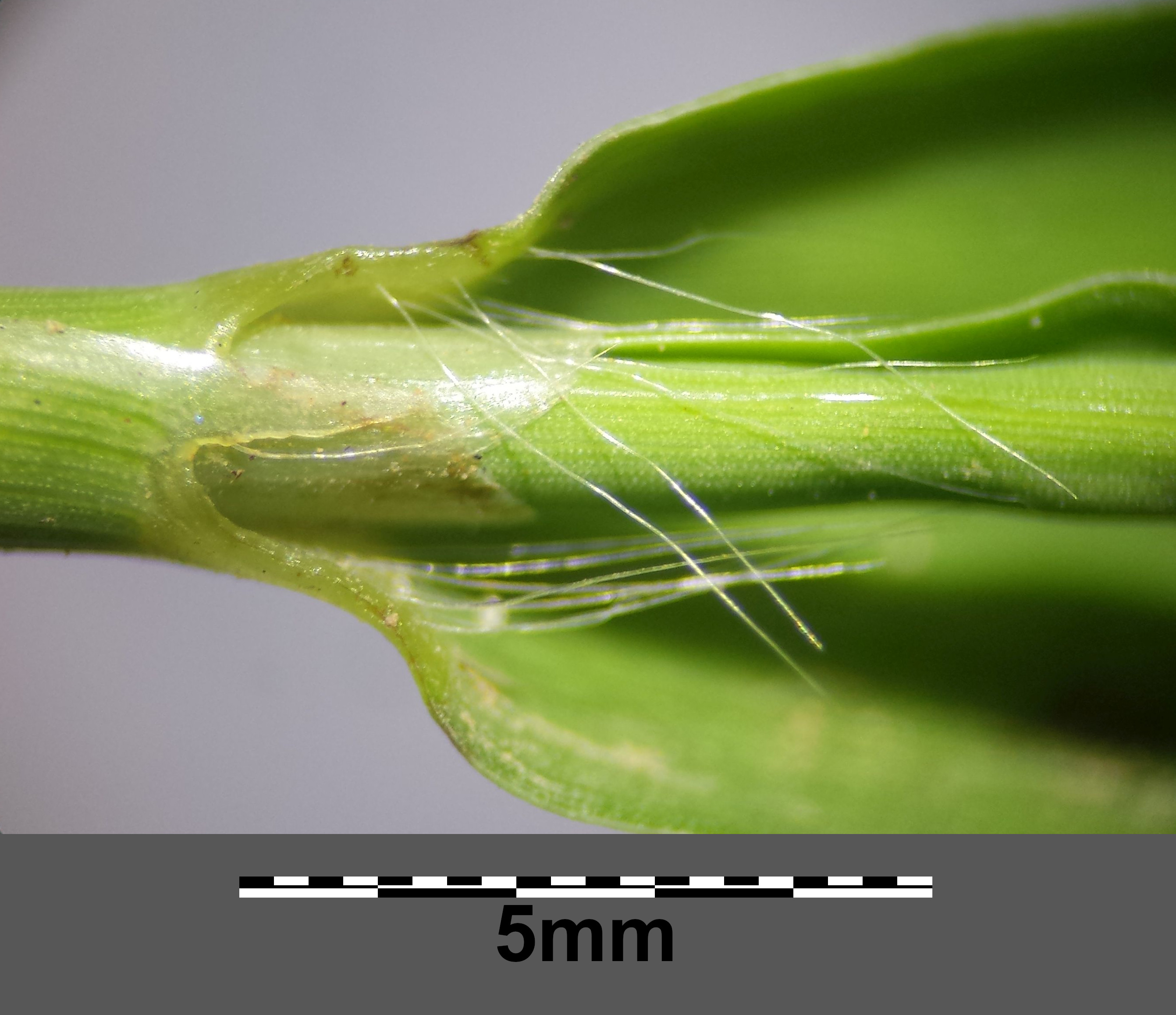
シマスズメノヒエ Paspalum dilatatum（イネ科）のラミナジョイント。葉鞘（左）が茎を抱き、横に張り出した葉耳と毛状の葉舌を持つ。

単子葉植物の葉は、単純な線形から長円形で、葉柄および葉身の分化がないものもあれば、大型ではっきりした葉身を持ち葉柄が分化したもの、葉柄の一部が葉鞘に変化し、茎を包むものなどがある。典型的なものでは、全縁の単葉であり、一次側脈の先端が葉の先端部で融合する閉鎖葉脈系を作り、平行脈葉（へいこうみゃくよう、parallel-veined leaf）である。ヤシ科、ショウガ科、バショウ科では二次側脈も一次側脈に平行に走り、特異的な平行脈を形成する。
単子葉植物の多くは有鞘葉（ゆうしょうよう、sheathing leaf）となるものが多い。有鞘葉は扁平な部分と基部の葉鞘（ようしょう、leaf sheath）からなる。葉鞘と
葉身の境界部分はラミナジョイント（lamina joint）と呼ばれ、そこに葉舌（ようぜつ、ligule）と葉耳（ようじ、auricle）が分化する。葉舌は向軸側に形成された扁平で膜質な付属物である。ヒエ属 Echinochloa のように葉舌を欠くものもある。葉鞘はイネ科、カヤツリグサ科、ツユクサ科、ショウガ科、ラン科などに一般的で、ユリ科の一部にも見られる。葉鞘が托葉と相同かどうかは議論がある。
葉鞘はつねに地上茎の節から生じるわけではなく、地下茎から直接生じて順次内側の葉鞘を包み、筒状となって地上茎のように見えることがある。こうした葉鞘の集まりを偽茎（ぎけい、pseiudostem）と呼ぶ。ガマ科、ショウガ科、テンナンショウ属 Arisaema（サトイモ科）、シュロソウ属 Veratrum（シュロソウ科）、スズラン属 Convallaria（キジカクシ科）などに見られる。
葉身が発達せず、葉鞘だけの葉を鞘葉（しょうよう、sheath leaf）と呼ぶ。鞘葉はイグサ科のイグサやミヤマイ Juncus beringensis、カヤツリグサ科のワタスゲやホタルイ属 Schoenoplectus、ハリイ属 Eleocharis などに見られる。これらでは稈の基部に小数個の鞘葉が重なり合っている。また、ホシクサ属 Eriocaulon（ホシクサ科）では茎の下部に常に1個の鞘葉がある。
また、有鞘葉のうち花序に腋生するものを苞鞘（ほうしょう、bract sheath）という。スゲ属 Carex の苞は苞鞘であることも無鞘であることもあり、シバスゲ節 Carex sect. Praecoces やシオクグ節 Carex sect. Paludosae の小穂の苞は少なくとも最下が苞鞘である。
単子葉類には、背腹性を失った単面葉を形成するものも多い（#単面葉も参照）。ネギ属 Allium（ヒガンバナ科）の多くやイグサ属 Juncus（イグサ科）の単面葉は管状葉（かんじょうよう、tubular leaf）と呼ばれ、円筒単面葉である。アヤメ科やショウブ（ショウブ科）の単面葉は剣状葉（けんじょうよう）と呼ばれ、扁平単面葉である。
ヤシ科の葉は裂開によって形成され、掌状複葉（しょうじょうふくよう、palmate leaves）や羽状複葉をなす。同様の細裂を持つ葉はパナマソウ科にも知られる。穴あき（あなあき、fenestration）によって複葉的な葉が形成される場合や、被子植物の複葉と同様に小葉原基が分化するものも知られる。

### 針葉樹の普通葉

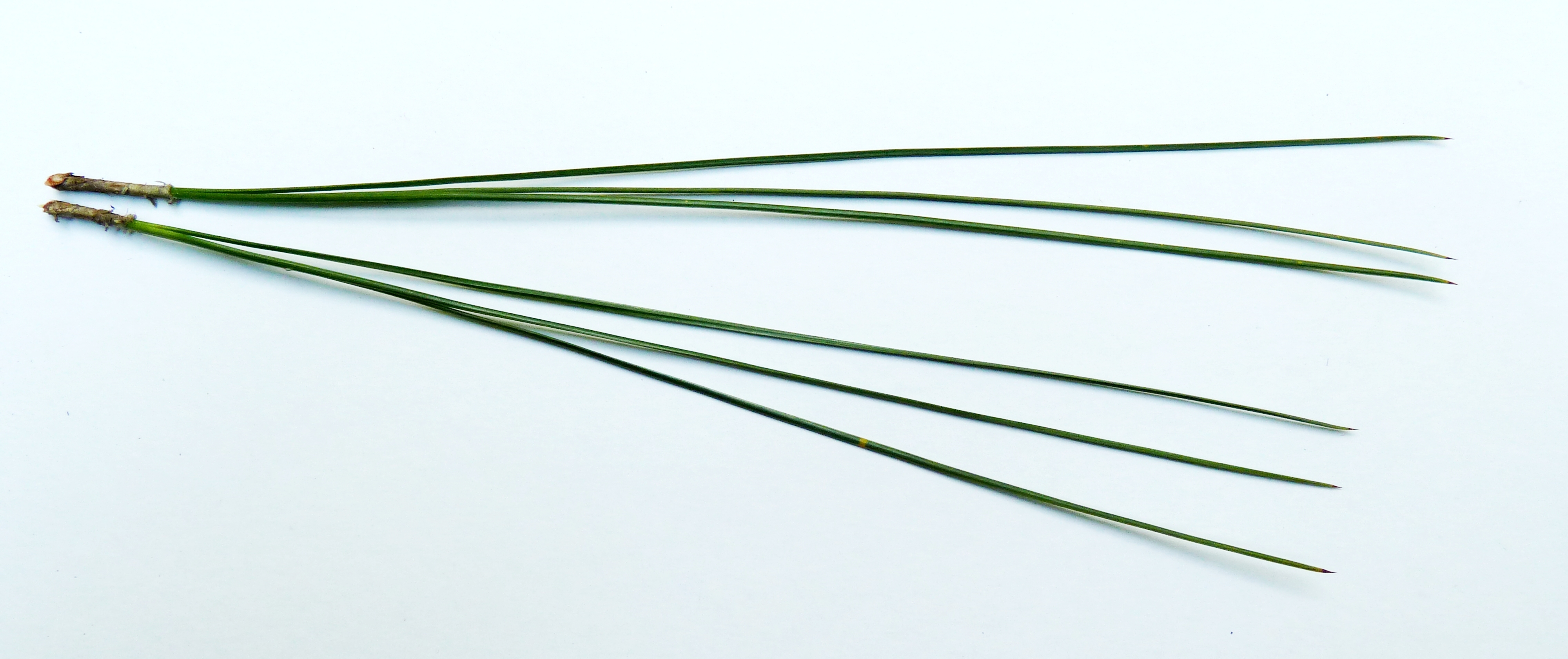
テーダマツ Pinus taeda の短枝。3本の針形葉を持つ。

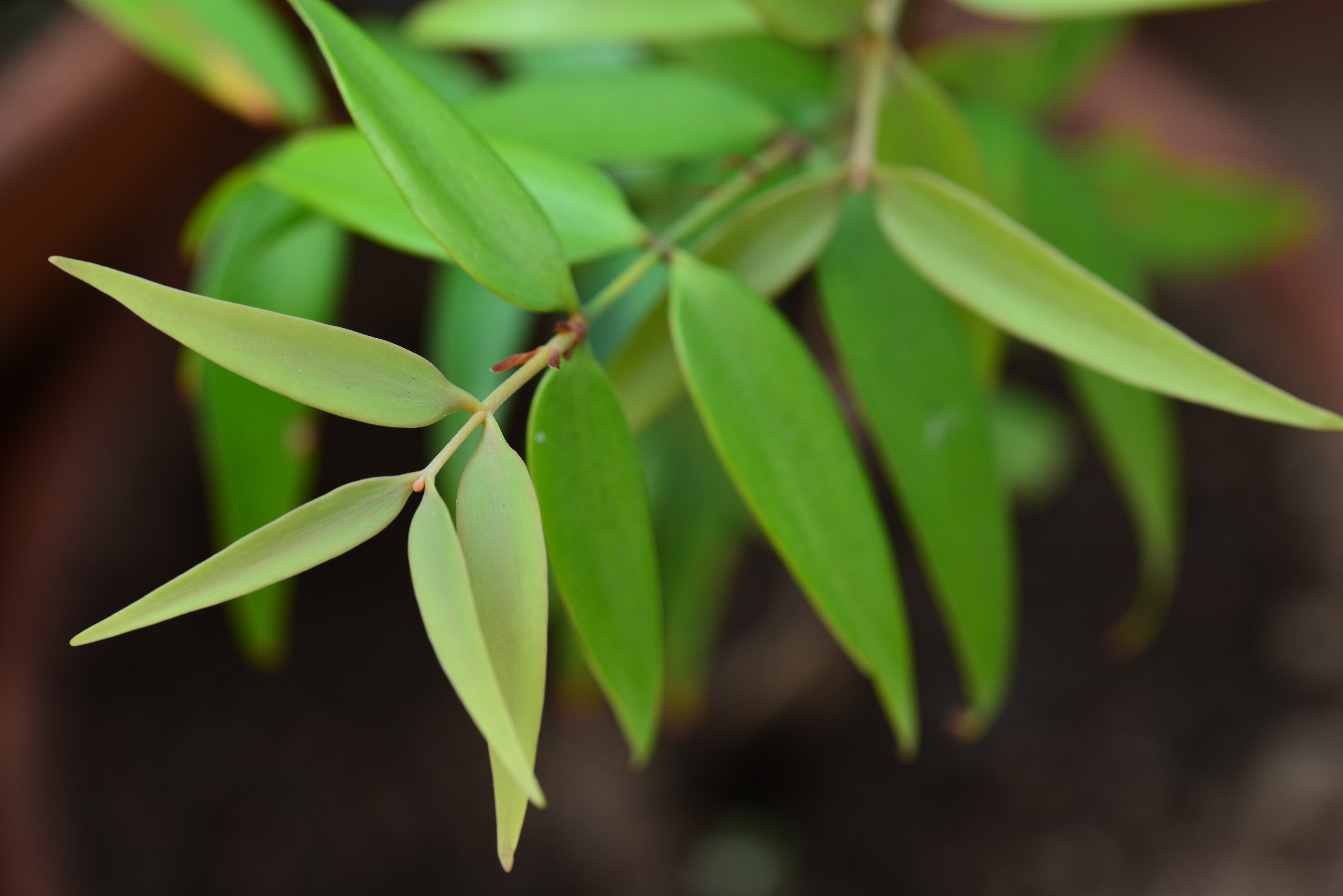
幅広い葉を持つ （ナンヨウスギ科）

古くから針葉樹類と言われた裸子植物の系統は、分子系統解析が進んだ現在ではマツ科と残りの針葉樹類（広義のヒノキ目）の2系統が含まれることが分かっている。現生針葉樹類の普通葉は全て単葉である。その中でも、多くの針葉樹類の葉は細くて先細りとなるため、針葉（しんよう、needles）と表現される。ただし、ナギモドキ属 Agathis やナンヨウスギ属 Araucaria（ナンヨウスギ科）、ナギ属 Nageia（マキ科）では著しく幅の広い葉を持つ。ヒノキ科以外の多くの針葉樹類の葉は長枝に発生し、螺旋葉序または互生葉序となる。ヒノキ科では全て十字対生葉序か輪生葉序である。
現生針葉樹の葉は、その形態によって針形葉、線形葉、鱗形葉と呼び分けられる。Laubenfels (1953) は現生針葉樹類の葉を、その3つにナギなどの幅広い葉を加えた4つのタイプに分類した。同種であっても同一個体内に複数の形態の葉を形成することがあり、ビャクシンの葉は通常、鱗形葉であるが、ときどき針形葉を交じる。
針状で扁平ではないものを針形葉（しんけいよう、または針状葉、針葉、needle leaf）という。スギは針形葉が螺旋状につき、葉の基部が小枝と一体化している。マツ属 Pinus ではシュートに長枝と短枝が分化し、針形葉が短枝に分類群ごとに1–5本の一定の数ずつつく。この短枝は俗に「松葉」と呼ばれ、基部には薄い膜状の鱗片葉を持つ。クロマツでは短枝に2本の針形葉、ダイオウマツは短枝に3本の針形葉、ゴヨウマツは短枝に5本の針形葉をつける。また、マツの葉は等面葉である。
幅が狭く扁平なものを線形葉（せんけいよう、または線状葉、線葉）という。中脈が明らかで、背軸面には気孔が気孔帯がみられることが多い。モミ、ツガ（マツ科）、カヤ、イヌガヤ（イチイ科）などには2本の気孔帯が認められる。イヌマキ（マキ科）の線形葉は中脈が顕著である。コウヤマキ（コウヤマキ科）の線形葉は短枝につく2本の葉が合着したものである。
扁平な葉が十字対生して茎を包んでいるものを鱗形葉（りんけいよう、または鱗状葉、鱗葉、scale like leaf）と呼ぶ。ヒノキ科の普通葉に多く、ヒノキやサワラ、アスナロやコノテガシワに見られる。

### エリカ葉

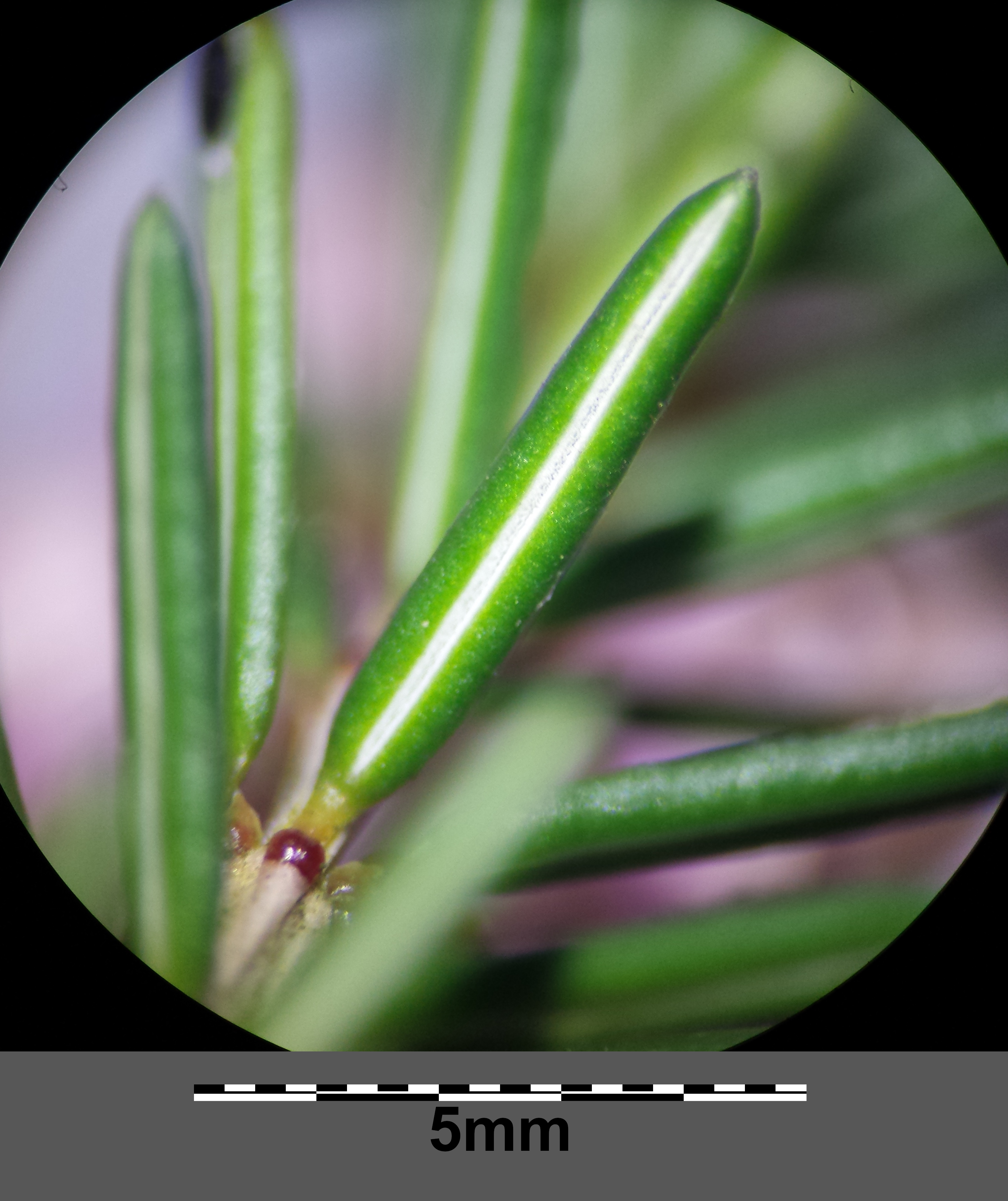
の葉の背軸面。

エリカ葉（エリカよう、ericoid leaf、石南状葉）はツツジ科のガンコウラン属 Empetrum やツガザクラ属 Phyllodoce、エリカ属 Erica などが持つ小さく針状の葉で、重複葉（ちょうふくよう、duplicate leaf）とも呼ばれる。
葉縁付近の背軸側（腹側）に襞状の突起ができ、葉の背軸側に空洞部分ができることで気孔をその空洞の内側にのみ持つようになっている。左右の葉縁が背軸側に折れ曲がったように見えるが、実際は発生の途上に背軸側の基本組織中に新たに生じた分裂組織から二次的に作られたものである。この部分を重複葉身（ちょうふくようしん、duplicate blade）という。気孔が分布する空洞に面していない部分は厚いクチクラに覆われ、クチクラ蒸散を極度に減らしている。また、気孔の分布する空洞部分と外界を連絡する溝の両側は毛が覆い、空気の流通を妨げている。逆に葉の向軸側の表皮下には日射の強い高山において光合成効率を上げるため柵状組織が発達している。こうした構造により蒸散を最小限に抑え、高山に適応している。

### 硬葉
地中海気候地域の樹木に見られる、小型で硬く、厚く革質の葉を硬葉（こうよう、かたば、sclerophyll）という。コルクガシ（ブナ科）やオリーブ（モクセイ科）が代表種である。日本ではウバメガシ（ブナ科）が硬葉を持つ。夏季には降雨量が少なく乾燥し、冬季には温暖で降水量が多い夏乾冬雨の気候に生育し、硬葉樹林を構成する。

### 水生植物の葉
水生植物の葉は水辺環境に適応して特殊化しており、水面との位置関係により沈水葉、浮水葉、抽水葉が区別される。水生植物の多くの分類群は異形葉性を持ち、同じ個体でも水中の水葉と空気中の気葉とで葉形の分化が見られることが多い。これらの葉は形態的、生態的に特徴が異なっており、この異形葉性により、水中、水面、空気中という異なる環境に適応している。また、ホテイアオイ（ミズアオイ科）などの浮遊植物では浮き袋（うきぶくろ、air bladder）を持つ。
沈水葉
沈水葉（ちんすいよう、submerged leaf）は、水中にある沈水性（ちんすいせい、submergence）を持つ葉である。一般に軟弱で、機械的組織の発達が悪い。沈水葉の多くは、葉身が薄く、細裂する形態的特徴を持つことが多い。表皮系にクチクラ層や気孔を欠くため、水中の二酸化炭素や栄養塩類を葉の表面から取り込むことができる。バイカモ（キンポウゲ科）、マツモ（マツモ科）、タヌキモ Utricularia vulgaris（タヌキモ科）、クロモやセキショウモ（トチカガミ科）、エビモ（ヒルムシロ科）など見られ、これらは全ての葉が沈水性を持つ。バイカモの沈水葉は葉身が発達せず、軸状の裂片が立体的に分枝する構造をしている。
浮水葉
浮水葉（ふすいよう、または浮葉、floating leaf）は、水面に浮かぶ浮水性（ふすいせい、floatage）を持つ葉である。気孔は水面と反対の向軸面（上面）にある。浮葉植物の浮水葉は、葉柄に空気を含む構造を持っていたり、鋸歯を発達させて表面張力を働かせたりするなど、水面に浮かぶための性質を発達させている。浮葉でも水に面した下面はクチクラ層や気孔が少なくなる。水位が急に上昇してもそれに対応するために、葉柄が急激に伸びて水没を防ぐ性質が発達している。デンジソウ（大葉シダ植物デンジソウ科）、ヒツジグサ（スイレン科）、ジュンサイ（ハゴロモモ科）、ヒシ（ミソハギ科）、トチカガミ（トチカガミ科）、ヒルムシロ（ヒルムシロ科）、アサザやガガブタ（ミツガシワ科）などが持つが、若い葉では沈水性を持つことが殆どである。イチョウバイカモ Ranunculus nipponicus （キンポウゲ科）は多くが沈水葉だが、僅かに水面上か水中にある扇形の浮水葉も持つ。
抽水葉
抽水葉（ちゅうすいよう、または挺水葉、emergent leaf）は、水面に抜き出る抽水性（ちゅうすいせい、emergence）を持つ葉である。浅水域に生える、ハス（ハス科）、コウホネ（スイレン科）、オモダカやクワイ（オモダカ科）、ガマ（ガマ科）などが持つ。ハスやコウホネは若い葉は浮水性を持つ。

## 変形葉の形態
葉は地上の茎に付属し、扁平で光合成を行うのが典型であるが、付く位置や形、機能においてさまざまな特殊化がみられる。こうした葉と相同と考えられるものの光合成を担うわけではない器官と普通葉とを合わせて総称的に葉的器官（ようてききかん、phyllome, foliar appendage、フィロム）と呼ぶこともある。葉的器官には普通葉や子葉、芽鱗、苞、花器官などが含まれる。そのうち、普通葉とは異なる形態や機能を有する葉を総称して変形葉（へんけいよう）という。

### 鱗片葉
一般的に光合成を行わず、普通葉に比べ著しく小型化した葉を鱗片葉（りんぺんよう、scale leaf, scaly leaf）と呼ぶ。鱗片状になった葉を一般的に言う語であり、保護の役割を持つことが多い。裸子植物の鱗片葉は雄性胞子嚢穂（雄性球花）、イチイ科の雌性胞子嚢穂（雌性球花）、マツ科の長枝等にみられる。被子植物では根茎や匍匐枝にふつうに見られ、低出葉や高出葉としても現れる。普通葉との間には中間的なものも見られる。
裸子植物の雌性胞子嚢穂（雌性球花、球果）を構成する鱗片葉は種鱗（しゅりん、ovuliferous scale, seed scale）と苞鱗（ほうりん、bract scale）の2種類からなり、それらが癒合して種鱗複合体（しゅりんふくごうたい、seed scale complex）を構成する。種鱗複合体は果鱗（かりん、fructiferous scale, cone scale）や苞鱗種鱗複合体とも呼ばれる。
鱗片葉はさらに特殊化し、その位置により様々に呼び分けられる。芽を覆う鱗片葉は芽鱗（がりん、bud scale）と呼ばれる。芽鱗は腋芽を欠く。
花芽を腋にもつ鱗片葉は苞（ほう、bract）、または苞葉（ほうよう）と呼ばれる。苞は1つの花または花序を抱く小型の葉であり、位置や形によってさらに総苞（そうほう、involucle）、苞、小苞（しょうほう、bracteole）、苞鞘、苞穎などに分けられる。サトイモ科にみられる花序全体を包む大型の総苞は仏炎苞（ぶつえんほう、spathe）と呼ばれる。ブナ科にみられる殻斗（かくと、cupule）も総苞の一つである。
生殖シュートにおいて、胞子嚢とそれに由来する構造以外の要素は葉に由来すると考えられている。萼片、花弁、雄蕊、心皮（雌蕊）といった被子植物の花を構成する鱗片葉（葉的器官）を花葉（かよう、floral leaf）または花器官（はなきかん、floral organ）という。雄蕊や雌蕊は胞子葉（ほうしよう、sporophyll）が変形してできたものであり、これを実花葉（じつかよう、fertile floral leaf）という。それに対し、直接生殖器官を分化しない萼片と花弁（花被片）は裸花葉（らかよう、sterile floral leaf）と呼ばれる。被子植物では心皮によって囲まれる胚珠は、珠心が内珠皮と外珠皮に包まれた構造をしている。この外珠皮は、発生遺伝学的にも形態的にも葉的性質を持ち、葉と相同であると考えられている。
シュートにおける位置によって、シュートの下部に形成される鱗片葉は低出葉と呼ばれる。シュートの上部にある高出葉も、総苞片・苞・小苞などの鱗片葉が含まれる（#個体発生に伴う変化も参照）。

### 胞子葉
胞子葉（ほうしよう、sporophyll）は、生殖に直接関連し、胞子形成機能を持ち、胞子嚢を付ける葉の総称である。実葉（じつよう、fertile frond, fertile leaf）とも呼ばれる。なお、これに対して生殖器官を分化せず光合成を行う通常の葉を栄養葉（えいようよう、trophophyll）や裸葉（らよう、sterile frond, sterile leaf）という。胞子葉の形態は分類群によって多様である。
リニア類などの裸茎植物では、胞子嚢は茎に頂生していた。のちに葉が進化することにより、胞子葉が生まれた。
小葉植物では、小葉の出現に伴って胞子嚢がそれに接近し、胞子葉が生じたと推定されているが、小葉は胞子嚢を頂生する軸が退化してできたと考える仮説もある。小葉植物の胞子嚢は葉腋か葉の基部の向軸面に付き、胞子葉が集まって胞子嚢穂を形成するものもある。ミズニラ科やイワヒバ科では異型胞子性を持ち、大胞子葉と小胞子葉の区別を生じる。
大葉シダ植物では、胞子嚢をつけた枝系が変形して大葉の胞子葉が生じたと考えられている。大葉シダ植物の胞子葉では、胞子嚢は胞子嚢群を形成して背軸面や葉縁に付着する。胞子葉は胞子を付けない栄養葉とは多少とも異形葉性を示し、特にゼンマイやクサソテツ、サンショウモなどの胞子葉では葉身を欠く。一方栄養葉と見かけ上変わりない形態の葉に胞子嚢を分化して胞子散布後は栄養葉と同等の機能を持つ種も多く、そのような葉を栄養胞子葉（えいようほうしよう、trophosporophyll）という。ハナヤスリ科の葉は、胞子葉と栄養葉が合体した構造をなす。大葉シダ植物でもトクサ類やマツバラン類は明瞭な胞子葉を欠く。
種子植物の胞子葉は著しく変形しており、大胞子葉と小胞子葉の区別を生じ、両者で大きく形態が異なっている。
裸子植物のそれぞれの胞子葉は集合し、小胞子葉は雄性胞子嚢穂、大胞子葉は雌性胞子嚢穂（球果）を形成する。小胞子葉の形態は分類群によって異なり、グネツム類では被子植物の雄蕊に似ており、イチョウ類では枝状である。ソテツ類や針葉樹類では葉状で、背軸面に胞子嚢をつける。大胞子葉も同様で、グネツム類では胚珠はコップ状の苞に包まれ、イチョウ類では軸端に胚珠がつく。ソテツ類では大胞子葉の葉縁または楯の内面に付着する。針葉樹類は大胞子葉と考えられている種鱗の向軸面に胚珠が付着している。
被子植物では小胞子葉は雄蕊となり、軸状や幅の狭い葉状に変化している。大胞子葉は心皮となり、胚珠を向軸側から包み込んでいる。

### 巣葉

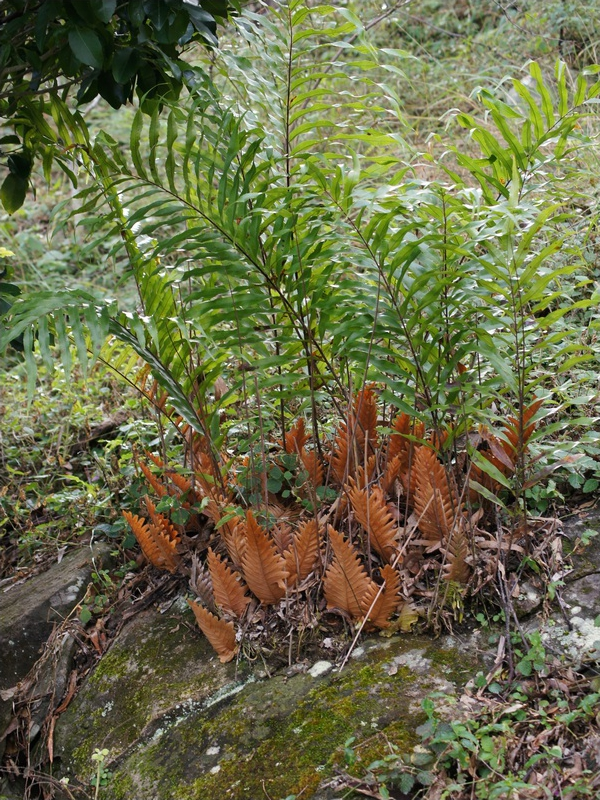
カザリシダ属の一種 （ウラボシ科）は、緑色の羽状複葉である普通葉と褐色の巣葉を持ち、着生する。

薄嚢シダ類ウラボシ科のカザリシダ属 Aglaomorpha やビカクシダ属 Platycerium は異形葉性を示し、普通葉や栄養胞子葉のほかに、椀状となって根茎を覆う巣葉（そうよう、nest leaf）をもつ。被根葉とも呼ばれる。
ビカクシダ属の普通葉は二又分枝した葉身を持ち、直立または懸垂する。一方巣葉は葉柄を持たず、円板状である。初め緑色をしているが、葉緑体を失い、褐色となって死細胞で構成されるようになる。巣葉と基質の隙間に土や枝葉を抱え込むことによって、着生していても肥沃な環境を作り出している。
カザリシダ Aglaomorpha coronans では最下の1–3対の羽片が巣葉の性質を持ち、それより上の羽片が普通葉の性質を持つ、部分的な二形となる。ハカマウラボシ Aglaomorpha fortuneiでは、普通葉でない葉は基部が最も広い、掌を直立させたように見える巣葉を作る。ハカマウラボシの巣葉は早いうちに褐変し、胞子嚢をつけることなく植物体基部を保護し、腐植質や水分を蓄える。

### 根葉
水生シダ類のサンショウモ（サンショウモ科）の葉は異形葉性を示し、水面に浮かぶ2枚の浮葉（気葉）のほかに、水中に分枝した根状の根葉（こんよう、root leaf）を持つ。根状葉とも呼ばれる。これは沈水葉の1つである。

### 捕虫葉
食虫植物が持つ、昆虫などの動物を捕らえるように変形した葉を捕虫葉（ほちゅうよう、insectivorous leaf）という。捕虫葉の形は様々で、様々な捕虫の方法がある。モウセンゴケ類 Drosera の捕虫葉は葉縁や葉の表面に長い腺毛を持ち、触れると粘液を出して葉身を巻き込み虫を捕まえる。ムシトリスミレやコウシンソウ（タヌキモ科）の捕虫葉は表面に腺毛と無柄の腺が密生し、前者からは粘液、無柄腺からは消化液を分泌し、虫を捕らえる。
捕虫葉が嚢状に変化して、捕虫嚢（ほちゅうのう、insectivorous sac）を形成するものもある。嚢状葉（のうじょうよう、pitcher）または嚢状捕虫葉とも呼ばれる。タヌキモ属 Utricularia の葉は葉身が小さな捕虫嚢となっており、内部を減圧することで虫を吸い込む。ウツボカズラ属 Nepenthes の葉は葉の先が葉巻きひげとなり、その先が捕虫嚢となっている。サラセニア属 Sarracenia では葉柄が漏斗状の捕虫嚢となっている。特にムラサキヘイシソウでは、その形成過程が明らかになっている。シロイヌナズナのような平面葉と同様に向背軸を規定する遺伝子が発現するが、葉の基部側の細胞分裂の方向が変化することにより、嚢状葉が形成される。ウツボカズラ属やサラセニア属の捕虫嚢内部には毛が生えて虫の脱出を防いでいる。

### 葉巻きひげ

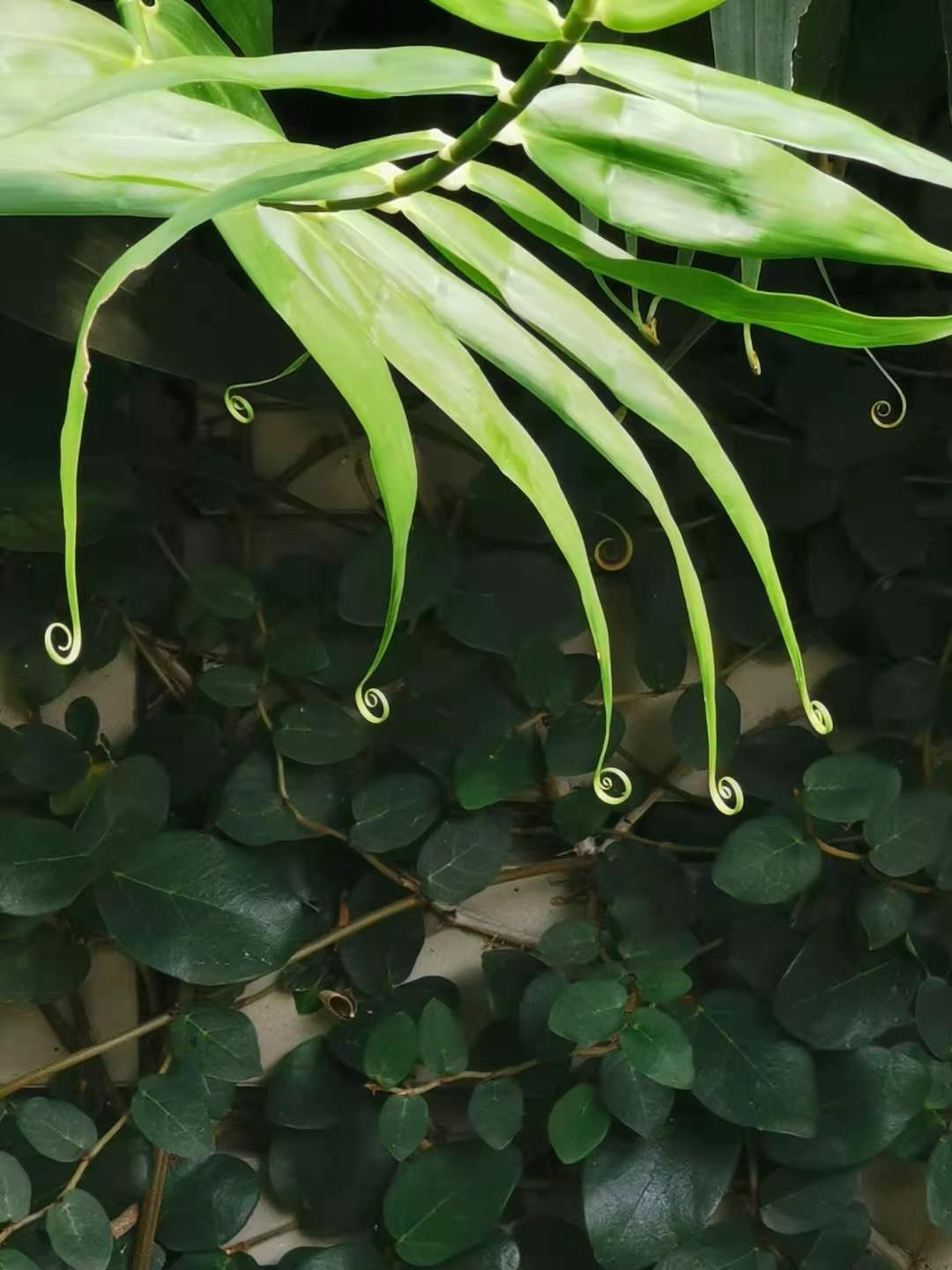
トウツルモドキ Flagellaria indica の葉巻きひげ。

植物が持つ巻きひげのうち、托葉や葉柄、小葉や葉身の一部を変形させてできたものを葉巻きひげ（はまきひげ、または葉性巻きひげ、leaf tendril）という。バイモ（ユリ科）では上部の葉の先や葉全体が、トウツルモドキ（トウツルモドキ科）では葉の先が巻きひげとなる。マメ科のソラマメ属 Vicia やレンリソウ属 Lathyrus では頂小葉が巻きひげに置き換わった羽状複葉である巻きひげ羽状複葉を形成する。タクヨウレンリソウ Lathyrus aphaca では、葉身が巻きひげとなってしまった代わりに托葉が光合成器官となる。
シオデ属 Smilax（サルトリイバラ科）では托葉が巻きひげとなる。ボタンヅルでは葉柄、カザグルマ（ともにキンポウゲ科）では小葉柄が巻きひげとなる。
ウリ科が形成する巻きひげは枝であると解釈されており、数本の糸状の巻きひげ（細ひげ）が巻きひげ托と呼ばれる共通の柄によって茎に付く。細ひげをつける巻きひげ托は蓋葉と側枝が合体したものであると考えられている。それぞれの細ひげは葉であると考えられ、最も長い細ひげは蓋葉、それ以外の細ひげは側枝上の葉であると考えられている。カボチャの巻きひげには、刺激感受部位の細胞に感覚膜孔（かんかくまくこう、sensitive pit）の存在が知られている。
なお、葉巻きひげに対し、葉ではなく茎が変形してできた巻きひげになったものは茎巻きひげと呼ばれる。

### 葉針

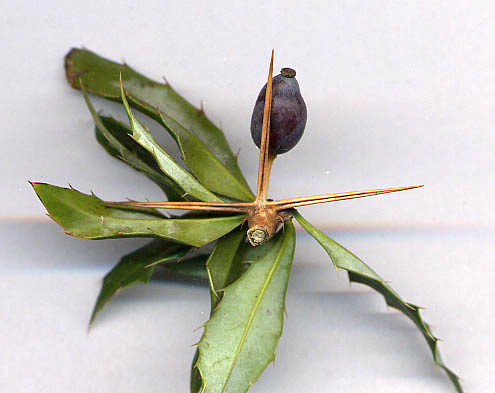
メギ属の一種 （メギ科）の葉針

葉針（ようしん、leaf spine/needle/thorn）は、葉全体または複葉の小葉、托葉などが硬化して鋭い突起に変形したものである。光合成の機能を持たない。葉針では葉身の成長が抑制され、厚壁細胞からなる中央脈のみが発達している。特に托葉が変化した葉針を托葉針（たくようしん、stipular spine）という。葉針に対し、茎が変化したものは茎針、根が変化したものは根針といい、相似器官である。
多肉植物であるサボテン（サボテン科）の刺（とげ）は葉針の一種である。また、メギやヘビノボラズ（メギ科）では、長枝上に単一または三岐した葉針を生じ、その腋に短枝を形成し、普通葉をつける。ニセアカシア（マメ科）は托葉針を持つ。

### 多肉葉
柔細胞が多量の貯蔵物質を具え、多肉質になった葉を貯蔵葉（ちょぞうよう、storage leaf）という。ユリ属 Lilium やネギ属 Allium の鱗茎（地下茎）は肥厚した貯蔵葉が集合してでき、これを構成する葉は鱗茎葉（りんけいよう、bulb leaf）と呼ばれる。鱗茎葉は鱗片葉の一つであるとされる。クロユリ（ユリ科）のもつ鱗茎葉は米粒から豆粒大の立体形をしている。
多肉植物はサボテンのように葉を矮小化させるものもある一方、葉を多肉化させ、多肉葉（たにくよう、succlent leaf）を形成するものもある。多肉葉はハマミズナ科、ベンケイソウ科、リュウゼツラン科、ワスレグサ科ツルボラン亜科のアロエ属などに知られる。リュウゼツランやアロエの葉では、葉肉が貯水組織となっている。
ハマミズナ科の葉は高度に多肉化することが多く、マツバギクやリトープス属 Lithops、コノフィツム属 Conophytum などがよく知られる。フェネストラリア属 Fenestraria では、太い棒状の等面葉を形成する（#等面葉も参照）。リトープス属、コノフィツム属、フェネストラリア属などの多肉葉の頂端は葉緑体を欠く窓（leaf window）となって半透明を呈す。窓はキク科のミドリノスズや弦月 Curio radicans、ワスレグサ科ツルボラン亜科のハオルチア属 Haworthia、コショウ科のペペロミア･コルメラ Peperomia columella などにも見られる。このような植物は、窓植物（レンズ植物）と呼ばれる。
ベンケイソウ科のクラッスラ属 Crassula では、背腹性が明瞭で背軸側に同化組織が偏っている多肉葉が球果のように密に重なり合って茎に着生する。

### 偽葉

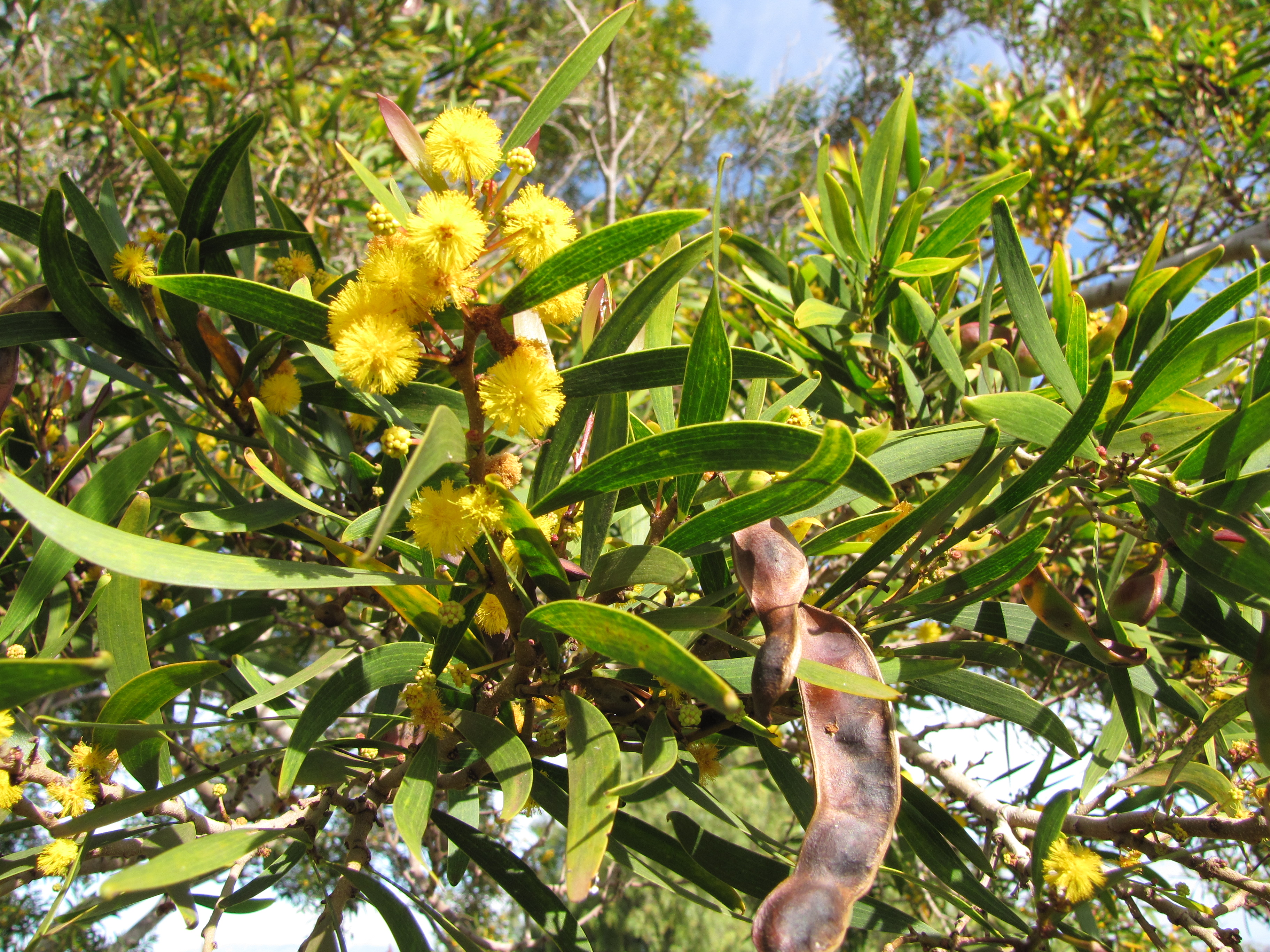
ソウシジュ （マメ科）の偽葉。

アカシア属は、他のマメ科と同様に羽状複葉を持つものが見られる一方、単葉状の葉を形成する種が知られ、この葉を偽葉（ぎよう、phyllode）または仮葉（かよう）という。ナガバアカシア Acacia longifolia やサンカクバアカシア Acacia cultriformis の成葉は扁平な偽葉、スギバアカシア Acacia verticillata には針状の偽葉が形成される。これは葉身が退化し、葉柄が変化して形成されたものであると考えられている。それを裏付けるように、植物体が発芽してすぐは羽状複葉を形成するが、その後に形成される葉は次第に葉柄が左右から圧し潰されたように扁平で薄い構造となり、その先端の複葉部分が退化する。葉柄部分だけでなく、葉軸全体が扁平となって形成されたと考えた研究者もいる。
カタバミ属 Oxalis で も仮葉は知られる。扁平な偽葉を持つ Oxalis fruticosa や、仮葉の先端に3小葉を付ける Oxalis rusciformis などの例がある。

## 個体発生に伴う変化
多くの植物は、成長段階により異なる形態の葉を形成する。発生に伴う形態の変化はヘテロブラスティーと呼ばれ、個体発生においては、実生で最初に作る子葉から始まり、シュート基部に形成される低出葉、普通葉（初生葉、成形葉）、シュート末端に形成される高出葉のように変化する。このうち、子葉や低出葉、高出葉は変形葉とされる。変形葉は、低出葉や高出葉のようにシュートにおいて低位置や高位置に形成されることが多い。低出葉も高出葉も鱗片状で、若い器官の保護に機能する。普通葉でも、幼形（juvenile form、独: Jugendform）の初生葉と成形（adult form; 後続形、独: Folgeform）の後生葉は異なることが多い。

### 子葉
種子植物胞子体の個体発生において、最初に形成される葉（葉的器官）を子葉（しよう、cotyledon）という。子葉の形は通常、普通葉に比べて単純で、葉身は全縁で、葉柄は欠くか短い。子葉は普通葉と違って、シュート頂分裂組織に由来する側生器官ではなく、シュート頂分裂組織が分化する以前に胚から直接発生する器官である。種子植物の胚発生において、シュート頂分裂組織の予定領域が決定されることに伴い、それに隣接して生じる。シュート頂分裂組織に由来する側生器官ではないものの、モデル植物であるシロイヌナズナの leafy cotyledon1 (lec1) 変異体の解析から、普通葉と相同であることが分かっている。なお、園芸界では、双子葉植物の実生において、展開した地上生子葉または地表性子葉を双葉（ふたば）といい、それに対して普通葉を本葉（ほんば）という。
かつての植物分類体系では、子葉の枚数に基づいて被子植物を子葉が2枚の双子葉類と子葉が1枚の単子葉類に分類してきたが、分子系統解析により双子葉は共有原始形質であり、系統的には正しくないことが分かっている。双子葉植物の子葉は対生し、ふつう同形で主軸の子葉節につく。裸子植物は多子葉性で、2本から15本の子葉を持つ。双子葉類の中でも2枚の子葉が合着して擬似単子葉となるものや、多子葉性を持つものも知られ、異数子葉と総称される。
双子葉類の実生では、地上にある地上性子葉（ちじょうせいしよう、epigeal cotyledon）と地中にある地中性子葉（ちちゅうせいしよう、hypogeal cotyledon）が区別される。なお、地上性子葉のうち、胚軸がほとんど伸長せず子葉が地表面に接する場合を地表性子葉（ちひょうせいしよう、mesogeal cotyledon）として区別することもある。
単子葉類の子葉は、ネギ型、カンゾウ型、イネ科型の3型に大別される。ネギ型の子葉は線形で緑色をした地表性のものであるのに対し、カンゾウ型では子葉全体が地中にある。イネ科では、子葉に相当する器官は胚盤（はいばん、scutellum）と呼ばれ、胚本体と胚乳の間に位置する。胚盤は成長すると地上に出て緑色になり、幼葉鞘（ようようしょう、coleoptile）と呼ばれるが、これも子葉であるとされる。胚盤や幼葉鞘は胚発生時に茎頂分裂組織とは独立に分化する。
シクラメンやイワタバコ科の植物では2枚の子葉に大小の差を生じる異形子葉性（いけいしようせい、anisocotyly）を持つ。特にモノフィラエア属 Monophyllaea やストレプトカルプス属 Streptocarpus（イワタバコ科）では、子葉の基部にある基部分裂組織（basal meristem）が発芽後に活性化され、子葉が永続的な発生を続ける。こういった植物は「一葉植物 (one-leaf plants, unifoliate plants)」として知られる。

### 低出葉

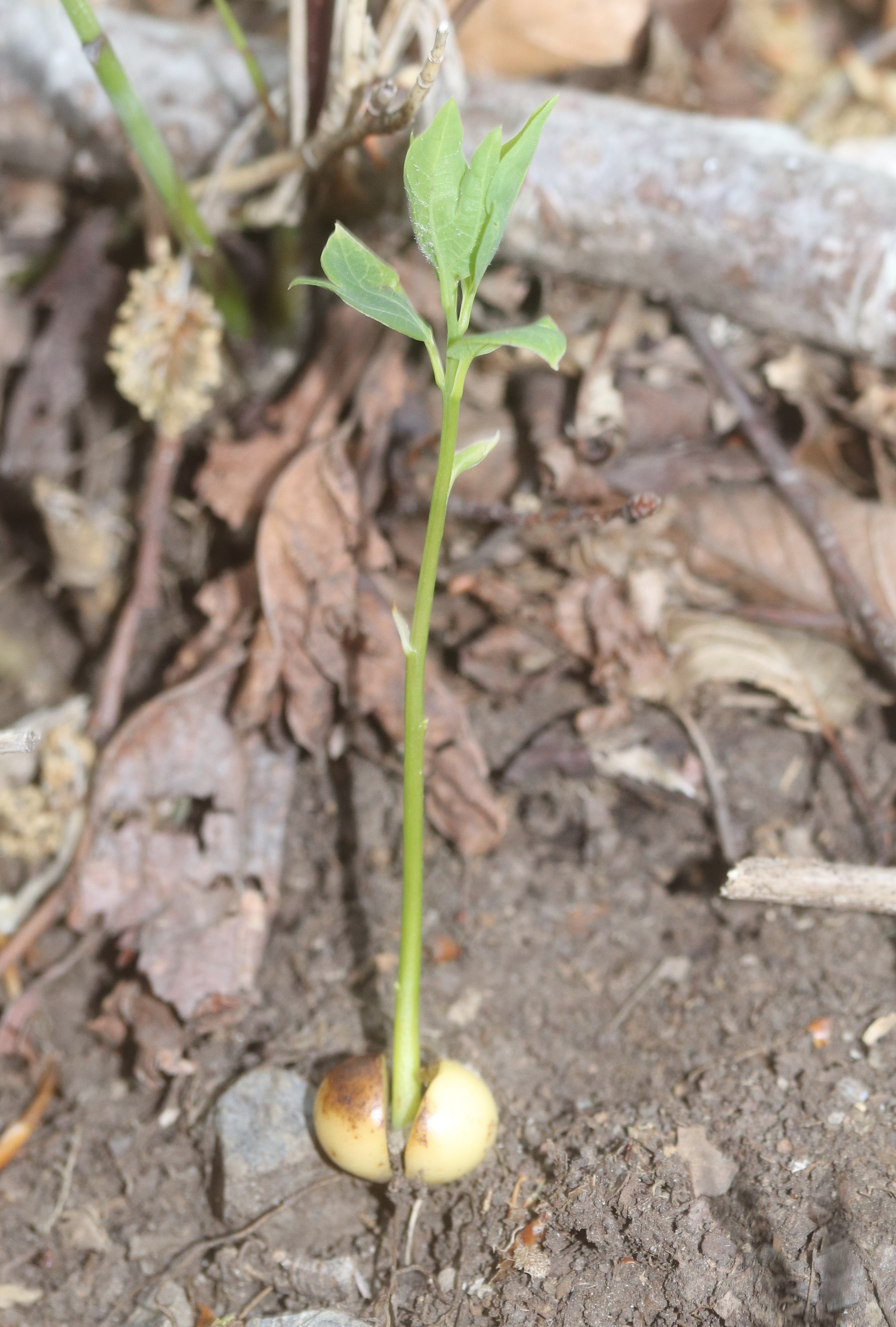
シロモジ Lindera triloba（クスノキ科）の実生。地下性子葉を持つ基部から伸びたシュートには鱗片葉である低出葉が付き、その上に初生葉を展開する。

シュートの下部（低位）に形成される普通葉以外の葉は低出葉（ていしゅつよう、cataphyll、独: Niederblatt）と呼ばれる。小さく鱗片状となっていることが多い。個体発生においては、子葉に続いて、実生の上胚軸の下部に作られる鱗片葉が低出葉である。低出葉は省略されることも多い。クスノキ科のタブノキ属 Machilus、クロモジ属 Linderaなどの実生では、子葉の間から伸びた上胚軸が地上に出ると互生する鱗片葉を形成する。この鱗片葉は次第に普通葉へ移行する。
成熟時の形や機能、構造は分化しているが、普通葉と連続相同器官であると考えられている。低出葉は葉身が発達せず、成形葉の発達が抑制されたものであると考えられている。単子葉類や草本性の真正双子葉類では、幼植物体で地面に近い葉には葉身の成長抑制が見られ、著しい場合には鱗片葉となる。形態はさまざまで、鞘葉、芽鱗、芽鱗に似た托葉だけの葉といった形態が見られる。鞘葉は単子葉類の茎の下部にみられる。芽鱗は鱗芽をもつ木本に普通にみられる。托葉だけの葉はキジムシロ属 Potentilla（バラ科）のキジムシロ、イワキンバイ、ミツモトソウなどにみられる。走出枝や根茎、塊茎といった地下器官に形成される鱗片状の葉も低出葉と相同だとされる。
多くの被子植物では、胚発生の後に限らず、シュート発生の際に周期的に低出葉の形成が起こる。こうして作られた側枝の最下の低出葉は特に前出葉と呼ばれる。

#### 前出葉
前出葉（ぜんしゅつよう、prophyll, fore-leaf）は、側枝の第1節（または第1–2節）に形成された葉である。プロフィルや、前葉とも呼ばれる。前出葉は側芽に最初に作られる葉であり、特殊な形態を示すことが多い。単子葉類では1枚の前出葉が母軸側に生じることが多いが、双子葉類では左右に同形同大の前出葉が1対形成されることが多い。双子葉類や裸子植物では1対の前出葉が蓋葉に対して左右方向に生じる側生前葉となることが多いのに対し、単子葉類では母軸側に形成されることが多く、向軸前葉と呼ばれる。蓋葉と同じ側に重なって形成される背軸前葉は稀である。
ミカン属 Citrus の葉腋に出る刺やイネ科の小穂の第一苞穎および第二苞頴（護頴）、スゲ属 Carex の果胞および小穂の柄の基部に生じる鞘葉は前出葉である。

### 初生葉

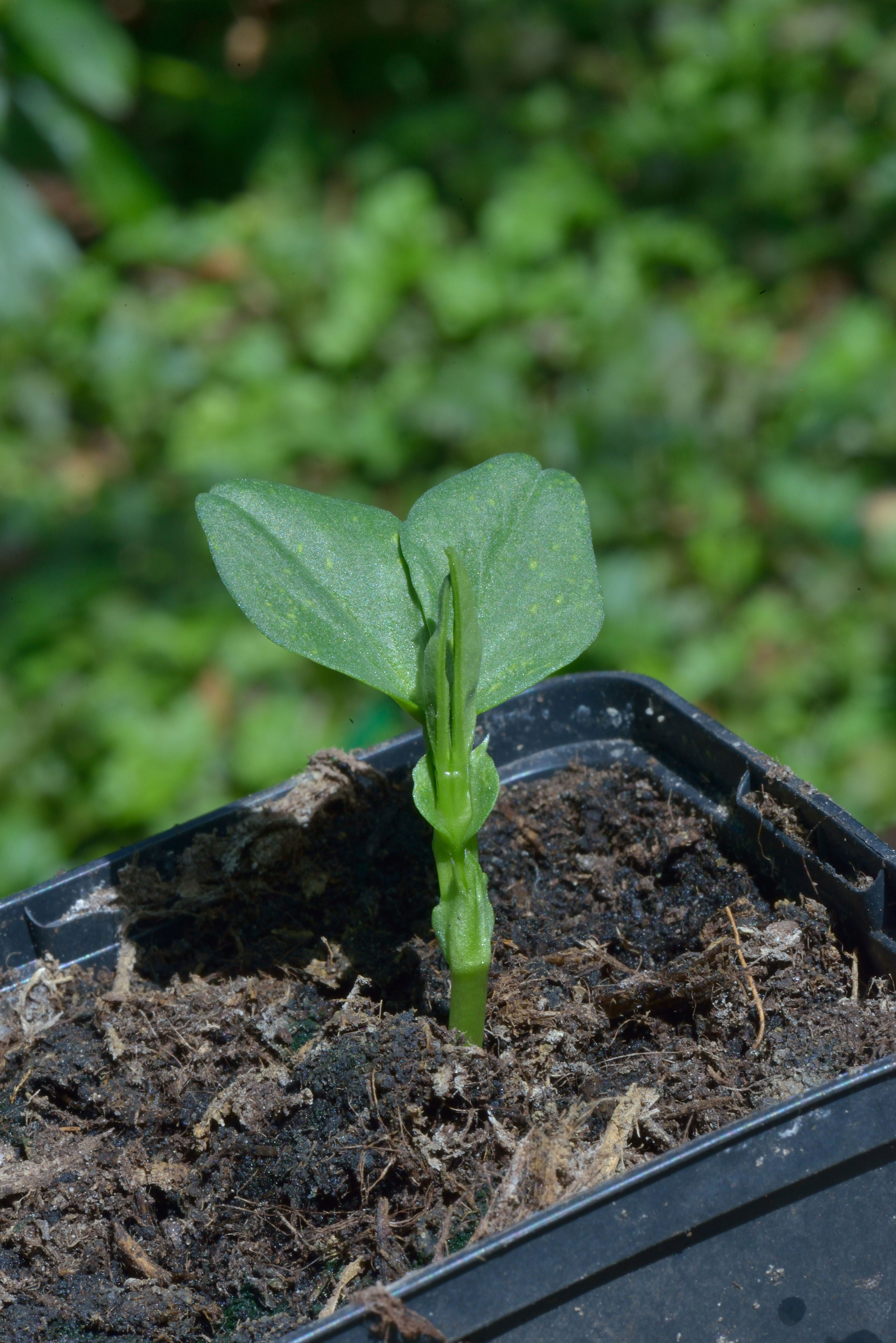
ソラマメ Vicia faba（マメ科）の実生。下部に鱗片状の低出葉、その上に羽状複葉の小葉が1対しかない初生葉をつける。

初生葉（しょせいよう、primary leaf）は、普通葉のうち、発生の早い時期に形成されるものである。初生葉は一般的に、後から付く成形葉に比べて形状が単純になる。低出葉に次いで形成される葉であるが、低出葉が省略された場合、子葉に続いて初生葉が形成される。初生葉も低出葉と同様に、成形葉が早期に発育を停止することによって形成された抑制型であると考えられている。
地下発芽を行うマメ科植物では、初生葉が最初の同化器官となる。ソラマメやインゲンでは、地中性の子葉に次いでまず鱗片状の低出葉をつけ、その後葉柄と葉身が分化した初生葉を形成する。ダイズでは、子葉に次いで形成される初生葉の形態は単葉であり、成形葉は三出複葉であるのと異なる葉形を示す。アカシア属 Acacia の葉身を欠く偽葉を形成する種では、初生葉は葉身が発達する羽状複葉である。

### 高出葉

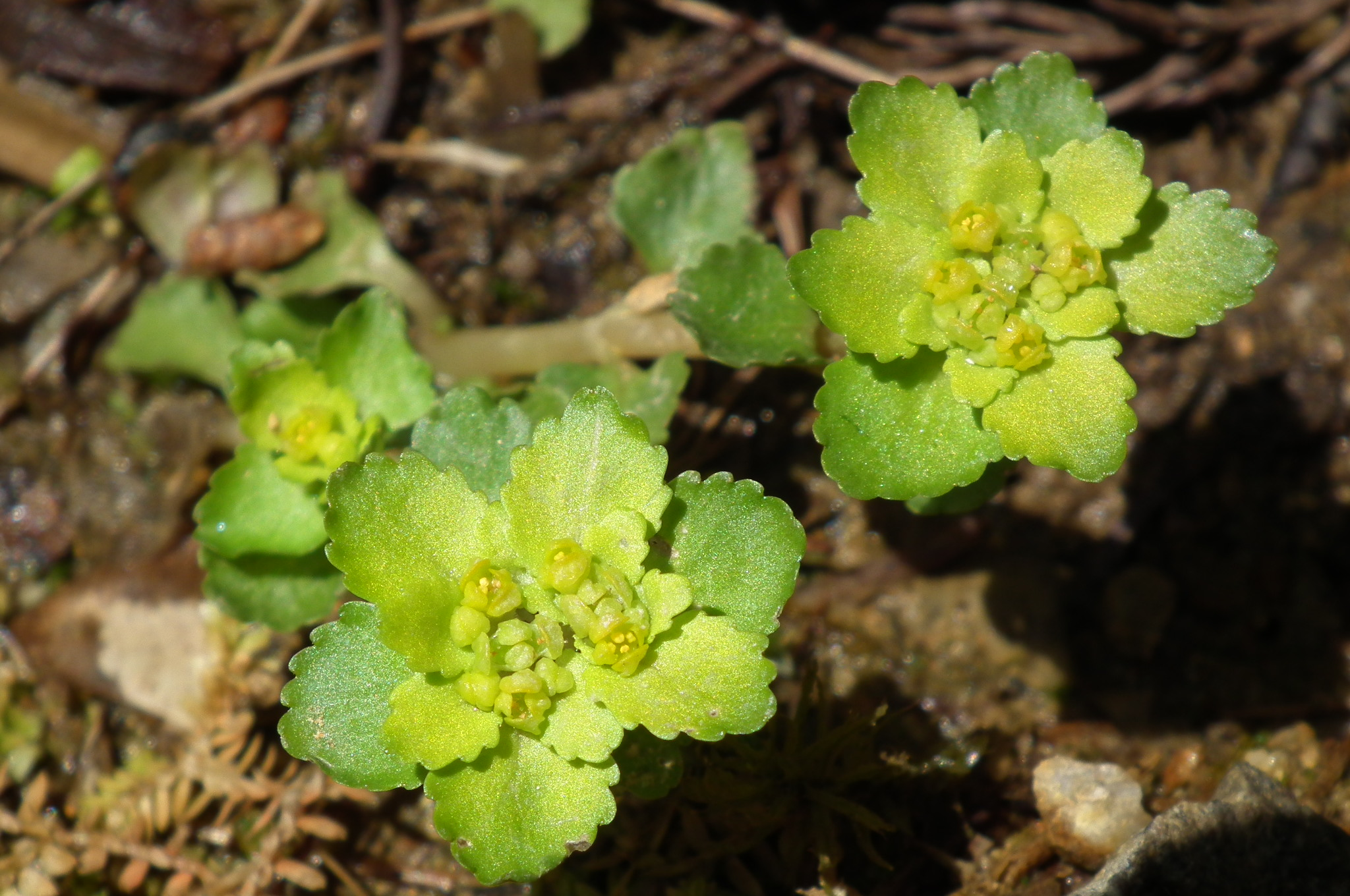
ネコノメソウ （ユキノシタ科）の花序と高出葉

シュートの上部に形成される花葉以外の特殊な葉を高出葉（こうしゅつよう、hypsophyll、独: Hochblatt）と呼ぶ。生殖シュートにおいて、シュート頂に近づくにつれ葉の面積は減少し、形状が単純になるが、こうして形成された葉が高出葉である。つまり、高出葉は必ず生殖域に属する。シュート形成の末期に生じ、普通葉（成形葉）に比べ葉身の発育が抑制されることによって形成される。主に、葉の基部だけが発達する。高出葉の発達の程度は、低出葉とは逆で、末端の開花域に近づくほど大きさが小さくなる。
一般に、花の付近では多かれ少なかれ異形葉性を示す。高出葉は狭義には総苞片、苞、小苞などの鱗片葉が含まれるほか、広義にはシュートの上部にあって変質や退化した葉も含まれる。ウスユキソウ属 Leontopodium（キク科）の頭花群の下に伸びる毛深い苞、トウダイグサ属 Euphorbia（トウダイグサ科）の杯状花序の基部にある対生葉、ネコノメソウ属 Chrysoplenium（ユキノシタ科）の花序に含まれる苞以外の黄色い部分などがその例である。キンポウゲ科の多くでは、高出葉が部分的に着色して次第に花に組み込まれてゆく。スイバ（タデ科）やシュロソウ（シュロソウ科）では、枝先で葉身の発育が抑制されることによって単純に小型の葉が形成される。

## 内部形態

葉の構造
- 毛状突起、: 孔辺細胞、: 気孔、: クチクラ層、: 上面表皮、: 柵状組織（葉肉）、: 海綿状組織（葉肉）、: 下面表皮、: 維管束、: 維管束鞘、: 木部、: 篩部

棒状の概形で放射状の構造を持つ根や茎と異なり、葉は左右相称で、背腹性を持つ。上側は向軸面、下側は背軸面と呼ばれる。
葉の組織系はザックスの分類 (1875) に基づき、表皮系、基本組織系、維管束系の3つに分けられる。葉身ではそれぞれ、表皮、葉肉、葉脈と呼ばれる。

### 表皮系

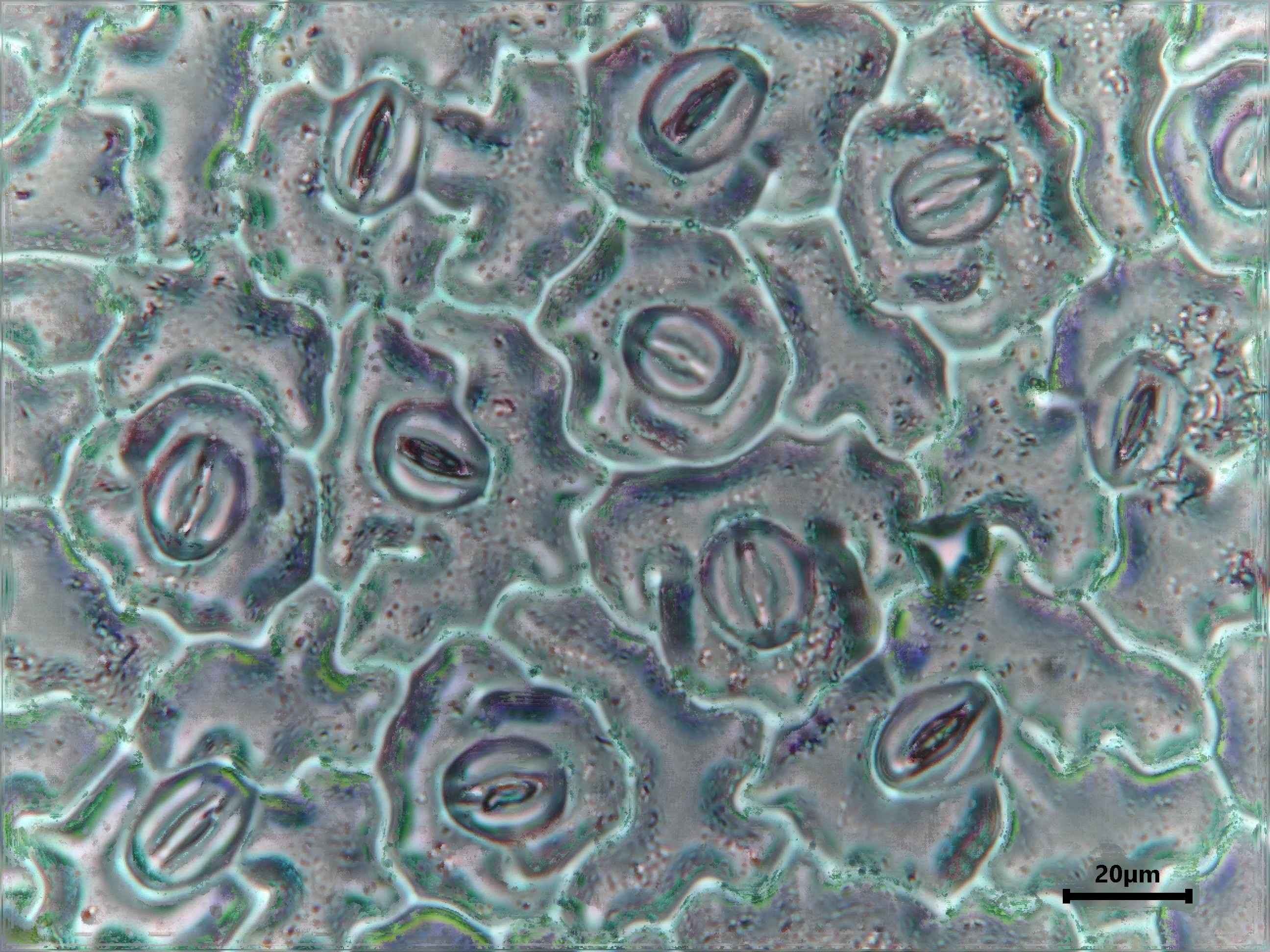
オレガノ Origanum vulgare（シソ科）の葉の表皮に見られる気孔。

表皮系（ひょうひけい、epidermal system）は表皮細胞、気孔や水孔を作る孔辺細胞、毛状突起（毛、鱗片など）などの構造からなる。表皮系は前表皮に由来する。
植物体の表面はふつう1層の表皮細胞からなる表皮（ひょうひ、epidermis）で覆われる。ただし複数の細胞層からなる表皮もあり、多層表皮（たそうひょうひ、multiseriate epidermis）と呼ばれる。表皮細胞の外壁には長鎖脂肪酸または蝋を主成分とするクチクラ（cuticule）が分泌されクチクラ層（cuticular layer）を形成することで体表からの水分蒸散を防いでいる。クチクラを構成する脂質は陸上植物の中で多様性がある。コケ植物の配偶体および胞子体、小葉植物と大葉シダ植物の配偶体ではクチクラは発達しない。被子植物でも、乾燥地域に生育する植物ではクチクラの発達がよい。維管束植物のクチクラには疎水性細胞外生体高分子であるクチンが含まれている。コケ植物のクチクラにはスベリン様の疎水性細胞外生体高分子を持つ。
気孔（きこう、stoma）は2つの孔辺細胞に囲まれた小間隙で、光合成や呼吸、蒸散などのガス交換のための空気や水蒸気の通路である。気孔は背軸面（下面）のみに存在することも多いが、両面にみられることもある。孔辺細胞の外側にはほかの表皮細胞と異なる形態の副細胞に囲まれていることもある。
大葉シダ植物や被子植物の葉において、毛や鱗片、腺などの毛状突起（もうじょうとっき、trichome）は非常に多様で、分類形質として用いられる。毛は紫外線による葉肉の損傷や、気孔からの過剰な蒸散の防止、食害からの防御や耐寒性に寄与していると考えられている。

### 基本組織系

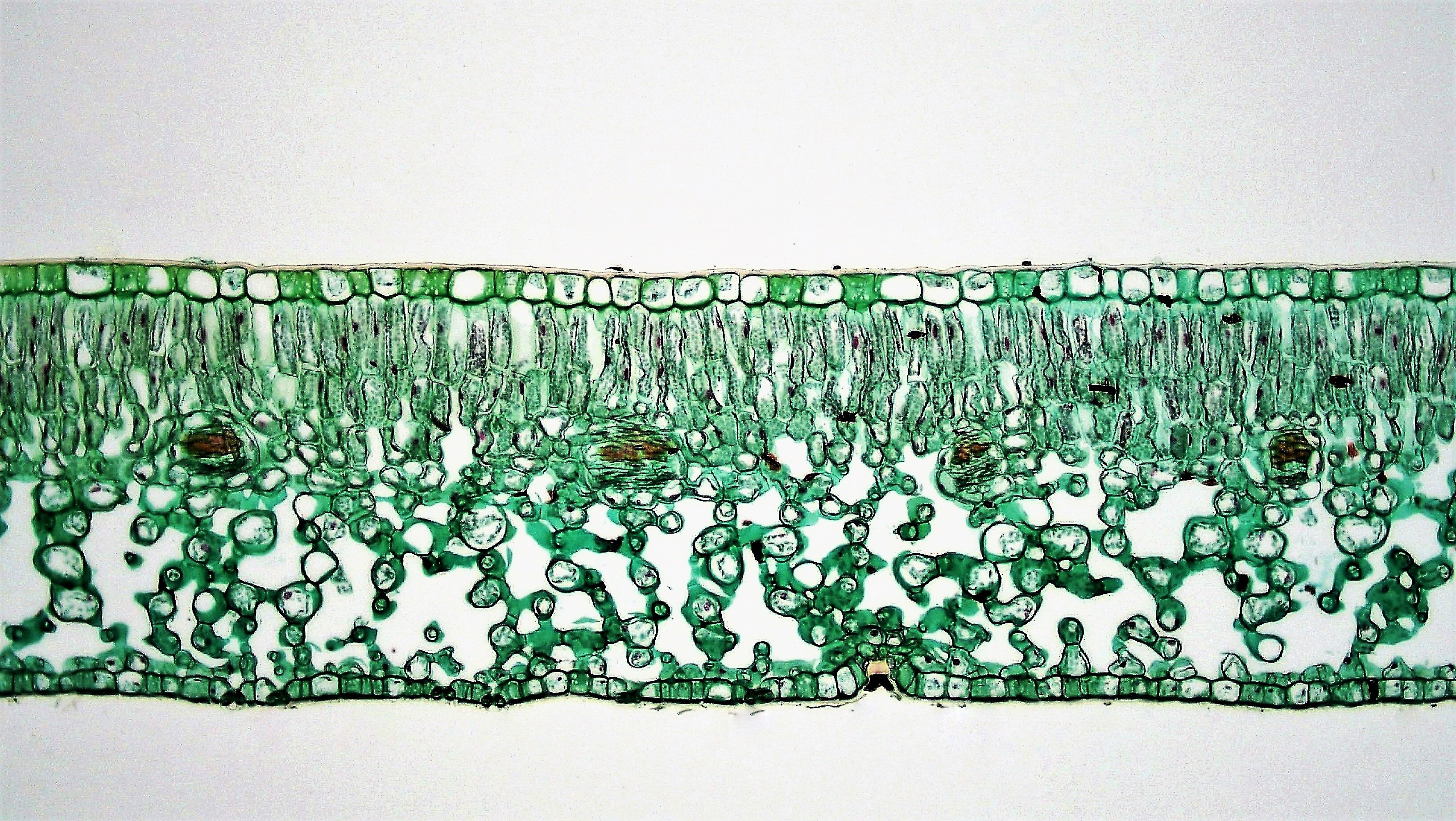
染色されたイボタノキ属 Ligustrum の葉の横断面切片。上面に柵状組織、下面に海綿状組織が発達する。

葉の基本組織系は葉肉（ようにく、mesophyll）と呼ばれ、上下両表皮間に挟まれた柔組織からなる。葉緑体に富み、同化やガス交換に適した組織への分化が起こっている。葉肉は普通葉では同化組織、貯蔵葉では貯蔵組織や貯水組織からなり、鱗片葉ではほとんど発達しない。
被子植物の典型的な普通葉では葉肉は向軸側が柵状組織、背軸側が海綿状組織に分化する。柵状組織（さくじょうそしき、palisade tissue）は向軸側にあり、葉面に垂直な方向に比較的密に並んだ細胞からなる。この表皮直下に1層から数細胞層を構成する細胞を柵状柔細胞（さくじょうじゅうさいぼう、palisade parenchyma cell）という。海綿状組織（かいめんじょうそしき、spongy tissue）は背軸側にあり、形や並び方が不規則で、細胞間隙に富んだ組織である。これを構成する細胞を海綿状柔細胞（かいめんじょうじゅうさいぼう、spongy parenchyma cell）といい、柵状柔細胞から背軸側表皮の間を埋めている。柵状組織の厚さは陰葉より陽葉でよく発達する。
表皮下にある、葉肉の最外層の1から数細胞層の組織を下皮（かひ、hypodermis）という。下皮は葉緑体を持たず、多層表皮の内側の層に似ているが、発生学上表皮と異なり、葉肉と同一の起源を持つ。針葉樹類の下皮は、多くは1–2層の繊維状の厚壁細胞からなる。マツ属 Pinus（マツ科）、スギ（ヒノキ科）、コウヤマキ（コウヤマキ科）では気孔を除いた全周にあるが、ツガ属 Tsuga では葉の両縁部分にのみ見られる。イチイ科にはない。被子植物は下皮を持たないことが多いが、モチノキ属 Ilex（モチノキ科）では背軸面表皮の下に内側の葉肉細胞より少し大きな厚壁細胞からなる下皮を持つ。
葉肉の最内層にあり、維管束を囲む厚壁細胞あるいは柔細胞からなる1層の表皮状の細胞層を内皮（ないひ、endodermis）という。大葉シダ植物や裸子植物の葉には内皮があるが、被子植物にはない。また、針葉樹類の針葉には、内皮と維管束の間に柔細胞と仮道管が入り混じった移入組織（いにゅうそしき、transfusion tissue）がある。移入組織は維管束と葉肉を連絡する補助的な通道組織であると考えられる。

### 維管束系
葉の維管束系（いかんそくけい、vascular syetem）は葉脈（ようみゃく、vein, nerve）と呼ばれる。葉脈は茎の維管束と接続し、その部分を葉跡（ようせき、foliar trace, leaf trace）という。
葉脈のうち、主脈や側脈などの太い脈は、維管束の周囲を柔細胞や厚角細胞などの支持組織が包み、背軸側に膨出した肋として現れることが多い。ある程度太い葉脈では、維管束鞘（いかんそくしょう、vascular sheath）が維管束の周りを取り囲んでいるが、細い脈ではこれを欠き、1–2本の仮道管のみからなる。
葉脈の維管束は、向軸側に木部、背軸側に篩部が配置することが多い。ただし、複並立維管束の場合は向軸側にも篩部が現れる（詳細は下小節にて解説）。

### 内部形態から見た葉の区分

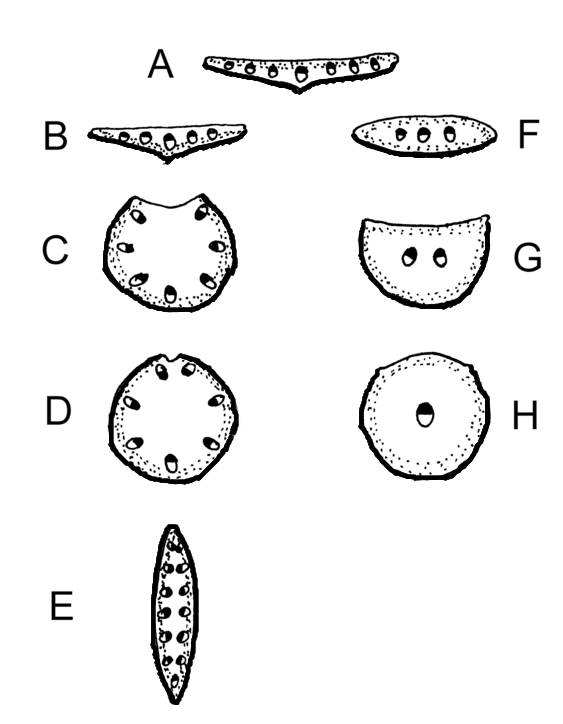
葉における内部構造と維管束の配置
A. 典型的な両面葉、B. 倒立した両面葉、C,D. 円筒単面葉、E. 扁平単面葉、F. 扁平な等面葉、G. 等面葉の針状葉、H. 円形の等面葉

普通葉は、内部形態から以下の3型に分けられる。

#### 両面葉
向軸面に柵状柔細胞、背軸面に海綿状柔細胞が分布し、背腹性がある普通葉を両面葉（りょうめんよう、bifacial leaf）という。典型的な普通葉はこの両面葉である。両面葉では維管束組織は並立構造で、木部は上面、篩部が下面にある。

#### 単面葉
外観では背軸側（裏面）のみが見える葉を、単面葉（たんめんよう、unifacial leaf）という。向軸面（表側）は、基部で若い葉を包んでいる箇所の内側に存在する。これは両面葉の葉身が円筒形または二つ折れとなっていると解釈される。葉の残りの部分は葉柄と葉身に分化していない。単面葉はユリ科、ショウブ科、アヤメ科、ヒガンバナ科、イグサ科などの単子葉類の一部の種にみられる。
単面葉は原則として、円筒状である。円筒単面葉は、タマネギやアサツキ、ネギなどのネギ属 Allium（ヒガンバナ科）のほか、イグサ科にみられる。
アヤメ属 Iris（アヤメ科）の葉は、二次的に扁平になったと考えられ、扁平単面葉と呼ばれる。扁平単面葉は正中面方向に扁平となっており、円筒単面葉を左右から圧し潰した構造をしている。アヤメやシャガなどの、アヤメ科の各種にみられ、ショウブ（ショウブ科）のような剣状葉もこれである。ネギ属でも、リーキは扁平単面葉を持つ。アヤメ属は両面の表皮下に柵状組織、海綿状組織がある。スイセン属 Narcissus（ヒガンバナ科）では上下表皮下に柵状組織、中央に海綿状組織がある。ハナショウブ（アヤメ科）では葉身に「中央脈」と呼ばれる隆起線が1本縦走するが、両面葉の中央脈には相当しない。シャガでは、扁平単面葉が水平に傾いて、二次的に背腹の区別を生じている。上面は濃緑色、下面は気孔を多く持ち淡緑色となっており、これを後天的両面葉（secondary dorsiventral leaf）という。扁平単面葉の形成は、両面葉とは異なるメカニズムで形成されており、DROOPING LEAF という遺伝子が関与していることが分かっている。
維管束は閉じた環状に配列し、それぞれの維管束は木部が内側を向いている。そのため単面葉は、両面葉の向軸面（上面）が成長せず、葉全体が背軸面（下面）に包まれ、維管束配列の弧が閉じることでできると考えられている。扁平単面葉は以下に示す等面葉とは異なり、木部を中心に向けた並立維管束が閉じた環を描く。

#### 等面葉

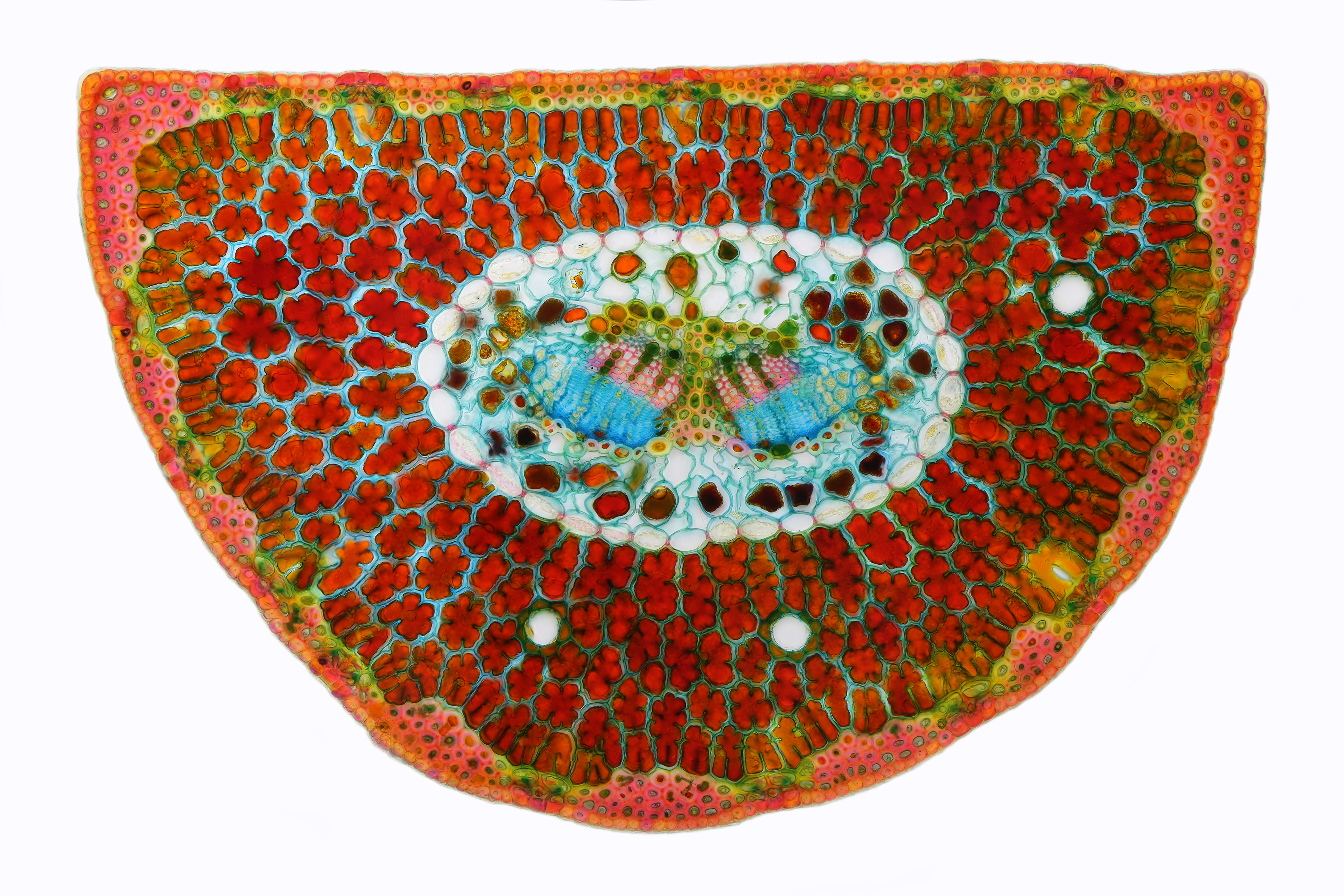
染色されたボスニアマツ Pinus heldreichii（マツ科）の葉の横断面。

発生上は維管束の特徴で背腹性が分かるが、外観では区別ができないようになっている葉は、等面葉（とうめんよう、equifacial leaf）と呼ばれる。
等面葉は典型的にはユーカリや、 Calothamnus sanguinea（ともにフトモモ科）にみられる。日本で見られるアカマツやクロマツなどのマツ科の針状葉は形態から背腹を判断できるが、慣習的に等面葉とされる。なお、短枝当たりに1枚しか葉をつけないモノフィーラマツ Pinus monophylla では、ほぼ円柱状の葉を持ち、表面からの観察では裏表はわからない。針葉樹類やイネ科の葉は柔細胞が葉肉中にほぼ均等に分布する。等面葉の維管束は両面葉と同様に木部が上、篩部が下に配置される。等面葉の葉身は鉛直に立っていることも多い。
マツバボタン（スベリヒユ科）やベンケイソウ科の棒状の多肉葉は等面葉であるとされる。ハマミズナ科の多肉葉の基部でも両面性を示すが（等面葉）、葉身部では中心に木部を向軸側に向けた太い維管束があり、それを取り囲むように木部を内側に向けた維管束が環状に配列する単面葉となる。

### C4植物の葉

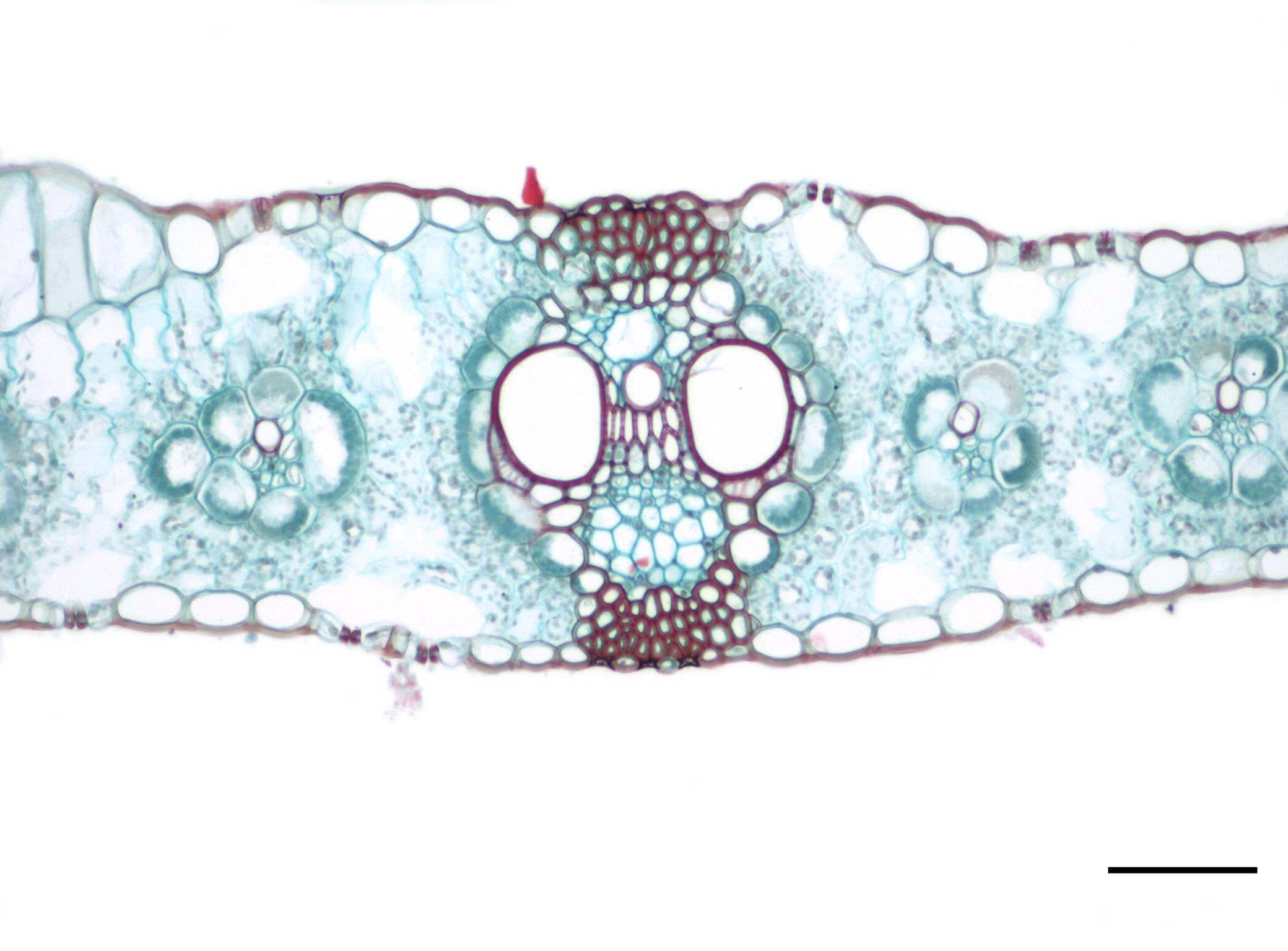
染色されたトウモロコシ の葉の断面。維管束鞘の周囲に葉肉細胞が放射状に配置するクランツ構造を示す。

C4植物の葉には、維管束鞘が2重となっており、内側はメストム鞘（メストムしょう、mestome sheath）と呼ばれる。これを欠くC4植物もある。その外側には比較的大きな柔細胞からなる環状葉肉（かんじょうようにく、kranz）がある。こちらは必ず存在し、葉緑体に富んでいる。維管束の外側を維管束鞘が、その外側を葉肉細胞が放射状に取り囲むこの構造を、ドイツ語の「花環 Kranz」からクランツ構造（クランツこうぞう、Kranz anatomy）という。それ以外の葉肉細胞では柵状柔細胞と海綿状柔細胞の区別が不明瞭である。また、葉脈間の距離がC3植物に比べて短く、空気間隙も少ない。

### 斑入り葉

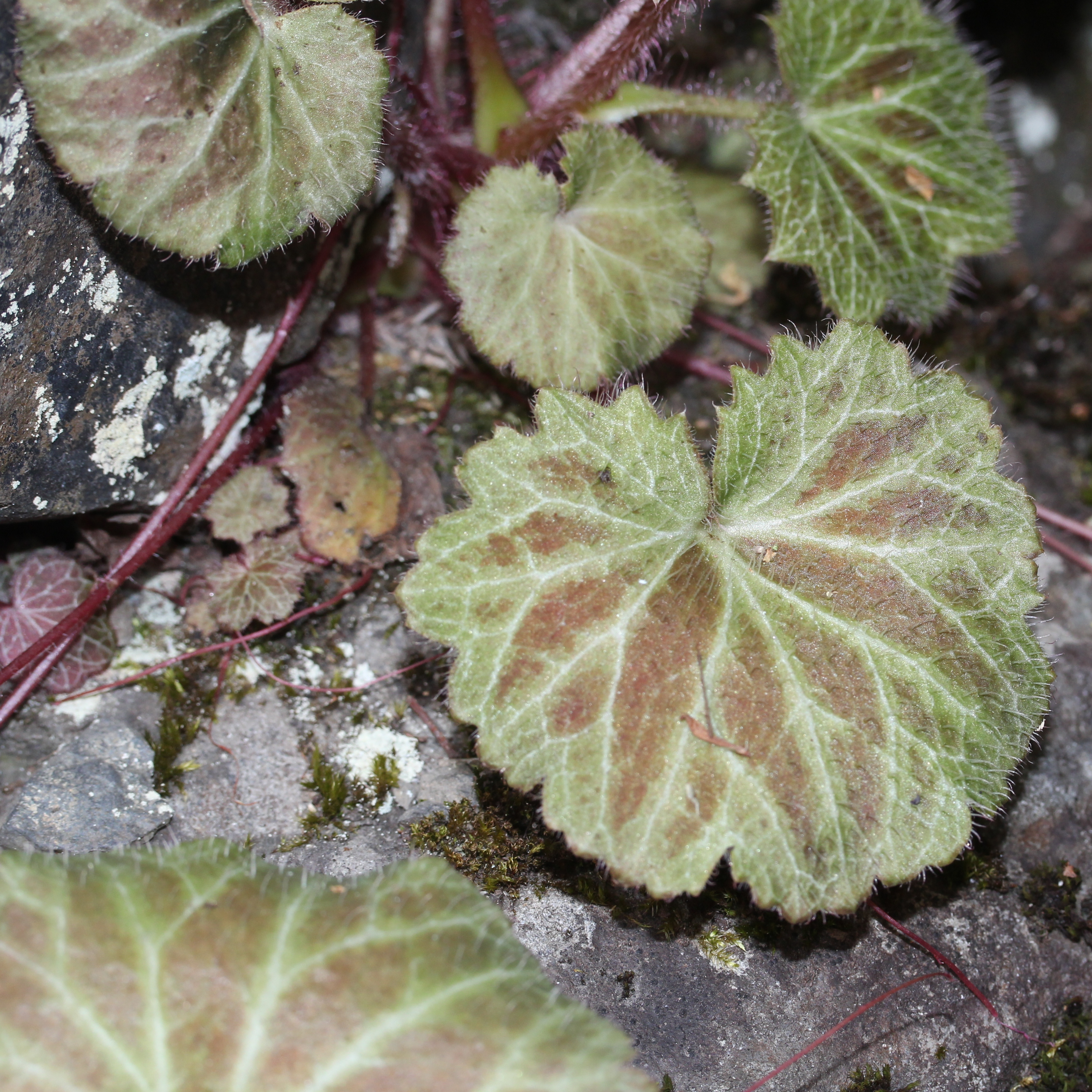
細胞間隙により斑入り葉となるユキノシタ Saxifraga stolonifera（ユキノシタ科）

本来1色である植物の組織が2種類以上の異なる色の部分があるように見える場合を斑入り（ふいり、variegation）という。斑入りは葉にも見られ、斑入り葉または斑葉（variegated leaf）と呼ばれる。斑入り葉にはいくつかの成因のものが含まれ、多くはクロロフィルの欠失により白色の部分を持つタイプのものである。これはマサキ（ニシキギ科）やジンチョウゲ（ジンチョウゲ科）、アジサイ（アジサイ科）などで見られる。
クロロフィルの欠失以外の要因による斑入りは構造斑入り（structural variegation）と呼ばれる。表皮下細胞層に多量の空気を含む細胞間隙がある部分を持つ葉も、その部分が白色となり斑入りをなす。細胞間隙による斑入り（air space type variegation）は、ユキノシタ（ユキノシタ科）やシクラメン（サクラソウ科）、カンアオイ（ウマノスズクサ科）の葉に知られる。
表皮細胞の変形によっても斑入りは現れる。ムラサキカタバミ（カタバミ科）の葉では、表皮細胞が特に大きい部分があり、それが斑となる。
クロロフィル以外の色素を持つ細胞により呈色し斑入りとなる葉もある。タデ科のミズヒキでは上面表皮に、ミヤマタニソバは下面表皮に色素のある組織を持つ。サルトリイバラ（サルトリイバラ科）やホトトギス（ユリ科）、ゼラニウム（フウロソウ科）では葉肉組織に色素を持つ。
斑入りの外見には、外縁だけが異色になる覆輪（ふくりん）、刷毛で撫でたような異色部の分布を示す掃込（はきこみ）、中央で半分が異色となる切斑（きりふ）、横に異色の筋が入る虎斑（とらふ）、縦に異色の筋が入る条斑（じょうはん）、全て異色のうぶなどが区別される。

## 進化的起源
葉の進化的起源は系統によって異なり、コケ植物の茎葉体（配偶体）が持つ葉 (phyllid)、小葉植物の胞子体が持つ小葉、そして大葉シダ植物および種子植物の胞子体が持つ大葉は独立に進化してきた。このうちコケ植物の葉は配偶体に形成される点で、他の葉とは根本的に異なっている。
維管束植物の葉は茎に側生し、有限成長性で、維管束を持ち、背腹性を持つ性質が共通する。大葉は形態の変異に富み、針葉などもこれに含まれる。また、大葉植物の内部系統でも、葉は最大で11回独立に進化してきたと考えられている。特に、大葉シダ植物の胞子体が持つ羽葉やトクサ類の楔葉は被子植物の大葉とは異なる起源を持っていると考えられている。大葉シダ植物の中ではマツバラン目では、葉を持たず、茎には葉状突起が側生する。
葉の起源を含む包括的な維管束植物の形態進化はヴァルター・マックス・ツィンマーマンが提唱した仮説、テローム説によって解釈される。古典形態学の概念では生物がある「原型」を変形させることで進化したと考えられており、テローム説もその流れに則っている。陸上に進出した当時の陸上植物は葉を持たず、二又分枝を行う軸的器官により植物体が構成されていた。ツィンマーマンはそれに基づき、そういった植物は形而上学的な単位である「テローム」及び「メソム」と呼ばれる軸から体が構成されていたと考え、それが癒合や扁平化などの変形をし陸上植物の根や茎や葉を形づくったと考えた。二又分枝の末端の枝をテローム、それ以外のテロームを繋ぐ軸をメソムと呼び、二又分枝の体制はそれらの軸を単位として構成されていたとした。
また、前川文夫は葉の系統学的解釈について、自身の提唱した葉類説（ようるいせつ、concept of leaf-class）に基づいて説明しようと試みた。この学説では、同じ系統発生上の起源を持つ葉を葉類（ようるい、leaf class）として類型化し、構造や機能に基づいて類型化した葉態と合わせて植物が二元的に分類された。

### 大葉
大葉（だいよう、または大成葉、megaphyll, macrophyll）は葉身に多数の葉脈が形成される葉である。真葉（しんよう、euphyll）とも呼ばれる。種子植物の大葉と大葉シダ植物のシダ類が持つ羽葉、そして大葉シダ植物のうち基部で分岐したトクサ類がもつ楔葉が大葉に含まれる。これらの葉はかつては相同であると考えられたこともあったが、現在では何れも進化的起源や性質が異なり、平行進化したと考えられている。

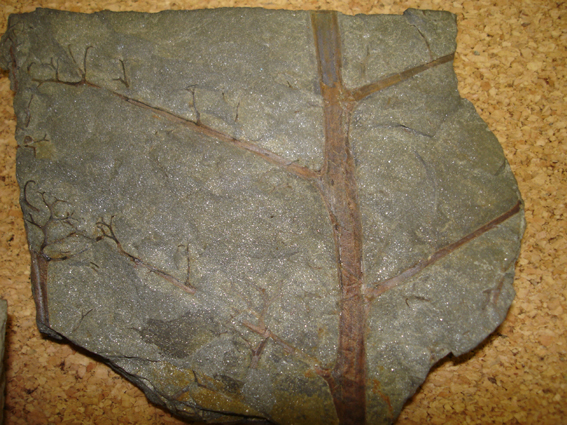
大葉シダ植物の基部で分岐したラコフィトン の化石。主軸と側軸に分かれているが、枝は二又分枝を行っている。

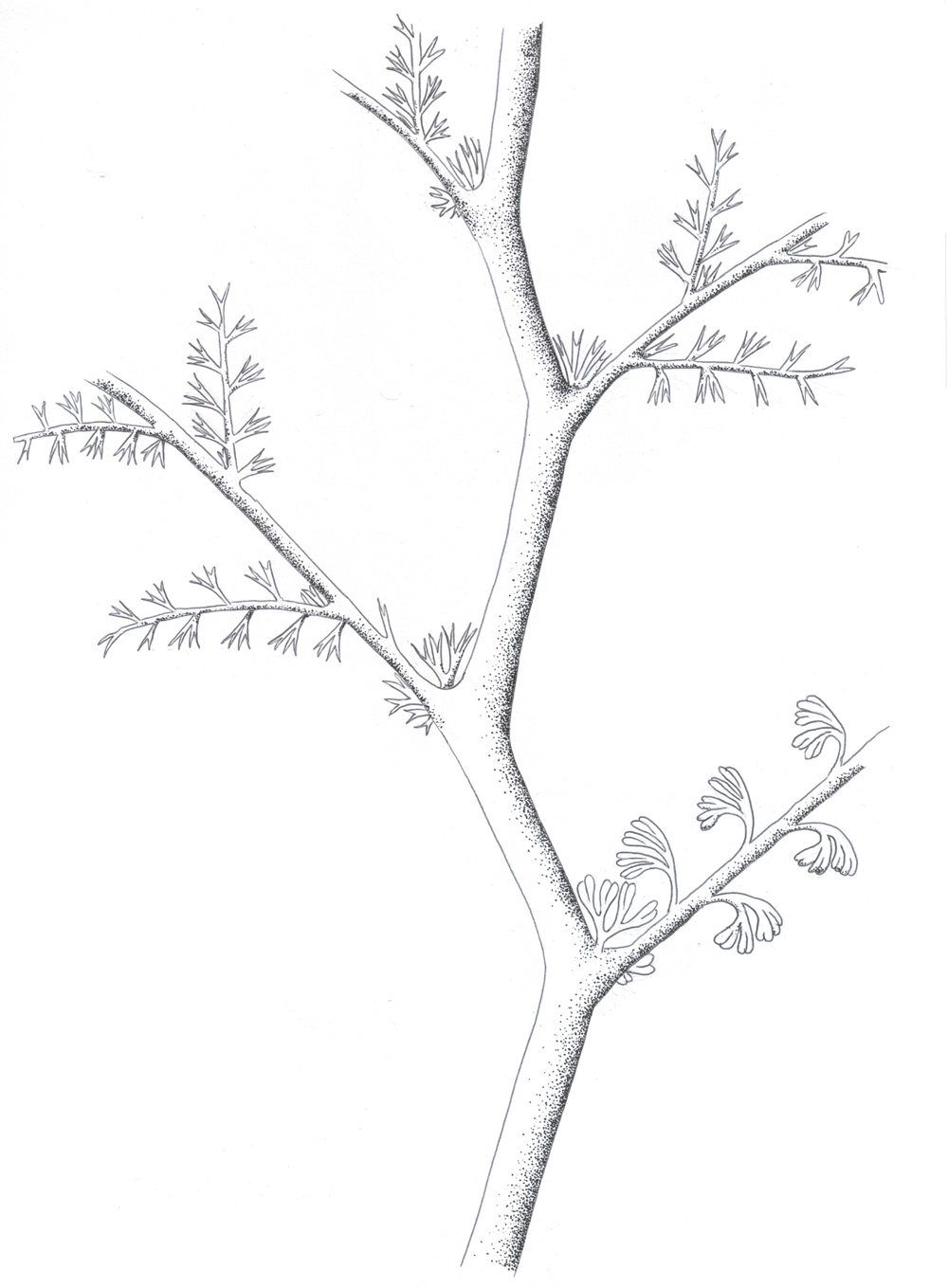
の復元画。第3枝には側方に扁平な付属物をつけた。

大葉植物（特に被子植物と大葉シダ植物）の葉跡の上側の髄と皮層を繋いでいる部分には一次木部細胞に接して柔細胞が形成されている。大葉シダ植物の羽葉では茎から葉原基に向かって葉跡が伸長する。羽葉の葉跡の上にある柔組織を葉隙（ようげき、leaf gap）と呼ぶ。それに対し、被子植物の葉は葉跡が葉原基から茎に向かって伸長する求基的葉である。被子植物の葉跡の上にある柔組織は空隙（くうげき、lacuna）と呼ぶ。それぞれの葉の起源も形成過程も異なるため、葉隙と空隙は相同ではないと考えられている。葉隙や空隙の存在は小葉との識別点とされてきたが、葉隙の有無は完全に系統を反映しているわけではない。トクサ類や種子植物の真正中心柱では葉柄に入る葉跡が多数あり、それぞれが茎の維管束から仮軸分枝によって供給されるため葉隙はなく、メシダ科など薄嚢シダ類でも網状中心柱が小型化すると葉跡が仮軸分枝するため、見かけ上葉隙がなくなる。
大葉植物の葉はテローム説における癒合および扁平化により形成されたという解釈がなされている。大葉の完成には、テローム軸が癒合および扁平化することに加えて背腹性と左右相称性の獲得が必要であった。現生大葉植物のステム群であるトリメロフィトン類 Trimerophytopsida では、二又分枝の2本の枝に強弱が生じ不等二又分枝を行うか、無限成長をする主軸と側軸の分化が起こり、単軸分枝するようになった。また、側軸が平面に展開する傾向があった。この2つの性質は大葉の形成途上と考えることができ、葉の祖先である軸が側生器官の特徴を獲得した段階であると考えられる。軸の癒合による葉面形成はトリメロフィトン類ではまだ進んでおらず、そこから派生した各系統で葉面形成が起こったと考えられている。この後の進化の順番は大葉シダ植物と種子植物で違いがあり、シダ類の羽葉では、背腹性の獲得が起こってから側軸系の有限成長性の獲得が起こったのに対し、種子植物の大葉では側軸系が有限成長性を獲得してから背腹性の獲得が起こったという進化が考えられている。
テローム説では二又分枝を行っていた植物が持つテローム軸が癒合し、扁平化することで大葉植物が持つ扁平な葉が形成されたと考えられているが、すでに出来上がった枝が癒合することはないため、テローム説を現代的な生物学に対応させて考えれば、複数の器官の集まりである枝系を作っていた発生遺伝子系が1つの器官である葉を作る発生遺伝子系へと進化したと解釈できる。しかし、現生植物の葉でシュート頂分裂組織で機能する遺伝子制御系が機能していても、葉にシュート頂分裂組織の遺伝子系が流用されているだけかもしれないという可能性が否定できず、側枝から葉が進化した証拠としては乏しい。また上記の通り、大葉は多数回起源であり、それぞれの葉形成の仕組みが共通しているとは必ずしも言えない。
中期デボン紀から後期デボン紀にかけての種子植物の祖先における扁平な葉身の獲得は、葉の進化において鍵となるイベントであった。この扁平な葉身は光の捕捉効率を最大化させるとともに、背腹性を獲得し、葉に向軸側と背軸側の2領域を作り出した。向背軸極性を決めるのはYABBY遺伝子群とKANADI遺伝子群である。YABBY遺伝子群は被子植物の葉形成に関わり現生裸子植物でも保存されているが、種子植物以外には存在しない。そのため、大葉形成の遺伝子系は種子植物か木質植物の共通祖先でできあがった可能性がある。
石炭紀以前の扁平な葉身を獲得する以前の植物では、気孔密度が小さかった。かつての大気では二酸化炭素濃度が高く、気温も高かったが、当時の気孔密度のまま扁平な葉を形成して太陽光を受けたとすると、蒸散による気化作用が小さいために葉は著しい高温になったと推測される。そのため、葉の扁平化を可能にしたのは、大気中の二酸化炭素濃度の低下による気温の低下という外部要因と、気孔密度の増加により葉が日光を受けてもそれほど温度上昇しなくなったためであるとされる。

#### 羽葉

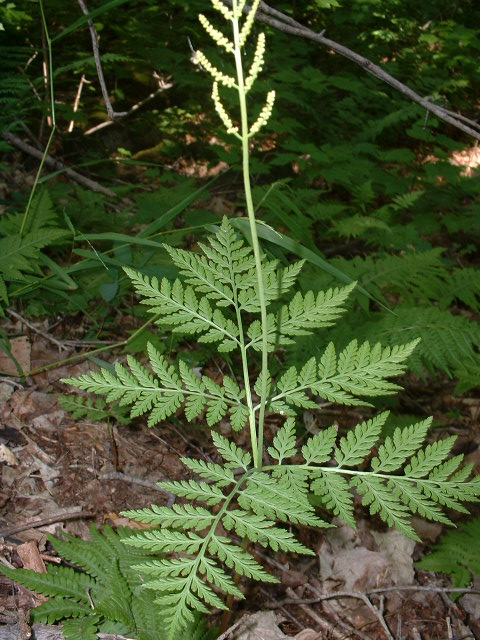
立体的に分枝するナツノハナワラビ Botrypus virginianus の葉

羽葉（うよう、frond）は、シダ状の形態をした大葉である。現生の大葉シダ植物を構成する群のうち、羽葉を作るリュウビンタイ類、ハナヤスリ類、薄嚢シダ類でも、それぞれ独立に葉を獲得した可能性が考えられている。
大葉シダ植物においては、化石植物群であるコエノプテリス類 Coenopteridales のスタウロプテリス科とジゴプテリス科では茎と羽葉の分化が不十分で、不完全な背腹性を獲得していた。葉柄に当たる部分の維管束はまだ放射相称で葉態枝（ようたいし、phyllophore）と呼ばれ、分枝が進んだ頂端付近の羽軸や小羽軸で背腹性が生じる。現在の大葉シダ植物が持つ羽葉では背腹性および左右相称性を獲得している。
大葉シダ植物の若い羽葉はワラビ巻き（fiddlehead）と呼ばれ、頂端を内側に巻いた渦巻き状（circinate）の芽内形態を示す。これは薄嚢シダ類に限らず、リュウビンタイ類でも見られる。ただし、ハナヤスリ科でははっきりせず、大型の葉の初期に見られる程度である。
羽葉には、ハナヤスリ科などのように、立体的分枝を行うものが見られる。ハナヤスリ科では、1つの葉が立体的に分枝して担栄養体（栄養小葉）と担胞子体（胞子小葉）に分化する。担胞子体と担栄養体の共通柄の部分は担葉体（たんようたい、Phyllomophore）と呼ばれる。これは、大葉化が進む過程で原始的な立体二又分枝が残されたものと見なされており、コエノプテリス類の二又分枝系との関連が指摘されている。薄嚢シダ類のアネミア科でもハナヤスリ類のような立体的な葉を形成する。アネミア科の葉は二次的に立体的に変化したと考えられている。真嚢シダ類のリュウビンタイ（リュウビンタイ科）は、葉柄の途中の小羽片や羽片の基部に関節を持ち、そこで屈曲する。

#### 楔葉
トクサ類の楔葉（けつよう、sphenophyll）は節に輪生し、小葉のように葉跡は1本であるが、古い時代のものでは脈が又状分岐するのもあった。
構造が単純化した現生のトクサ属のものは葉緑体を持たず光合成は行わないようになっており、葉の基部が隣同士で融合して袴状の葉鞘を作るものがある。しかし化石植物の楔葉はそれより大型であり、プセウドボルニア Pseudobornia では2回二又分枝した軸に細かい葉片が鳥の羽状につく形態であった。かつては葉隙の有無に焦点が当てられていたこともあり、葉隙ができないトクサ類の楔葉は小葉であるとされていた。

### 小葉
小葉（しょうよう、または小成葉、microphyll）は原生中心柱や板状中心柱から葉隙を形成せず生じ、通常1本のみの葉脈が通る葉である。大きいものでは 50 cm を超えるものもあるが、葉の大きさにかかわらず小葉と呼ばれる。

突起仮説に基づく小葉の起源。

小葉植物の葉の起源は、突起仮説に基づいた解釈が有力だと考えられている。ほかにテローム説の1つであるテローム軸の退縮説、胞子嚢を頂生する軸の退化説がある。後二者の仮説は証拠に乏しいが、完全に否定されたわけではなく、今後の小葉類の分子発生学的研究による解明が俟たれる。
突起仮説は1935年、フレデリック・バウアーによって提唱されたもので、軸の表面に生じた棘状の突起が進化の過程で大きくなり、そこに維管束が入り込むことによって形成されたとするものである。これは化石証拠が得られている。すなわち、小葉植物のステム群であるゾステロフィルム類のソードニア Sawdonia では維管束を持たない突起のみが存在し、現生小葉植物の姉妹群であるドレパノフィクス類のアステロキシロン Asteroxylon では維管束は突起の付け根まで伸び、古生リンボク目のレクレルキア Leclercqia  や現生小葉植物では小葉中に1本の葉脈がみられる。
小葉類のうち現生ではイワヒバ科およびミズニラ科、化石植物ではリンボク科などが有舌類と呼ばれ、小葉の向軸側基部に小舌（しょうぜつ、ligule）と呼ばれる構造を作る。

### 葉状突起

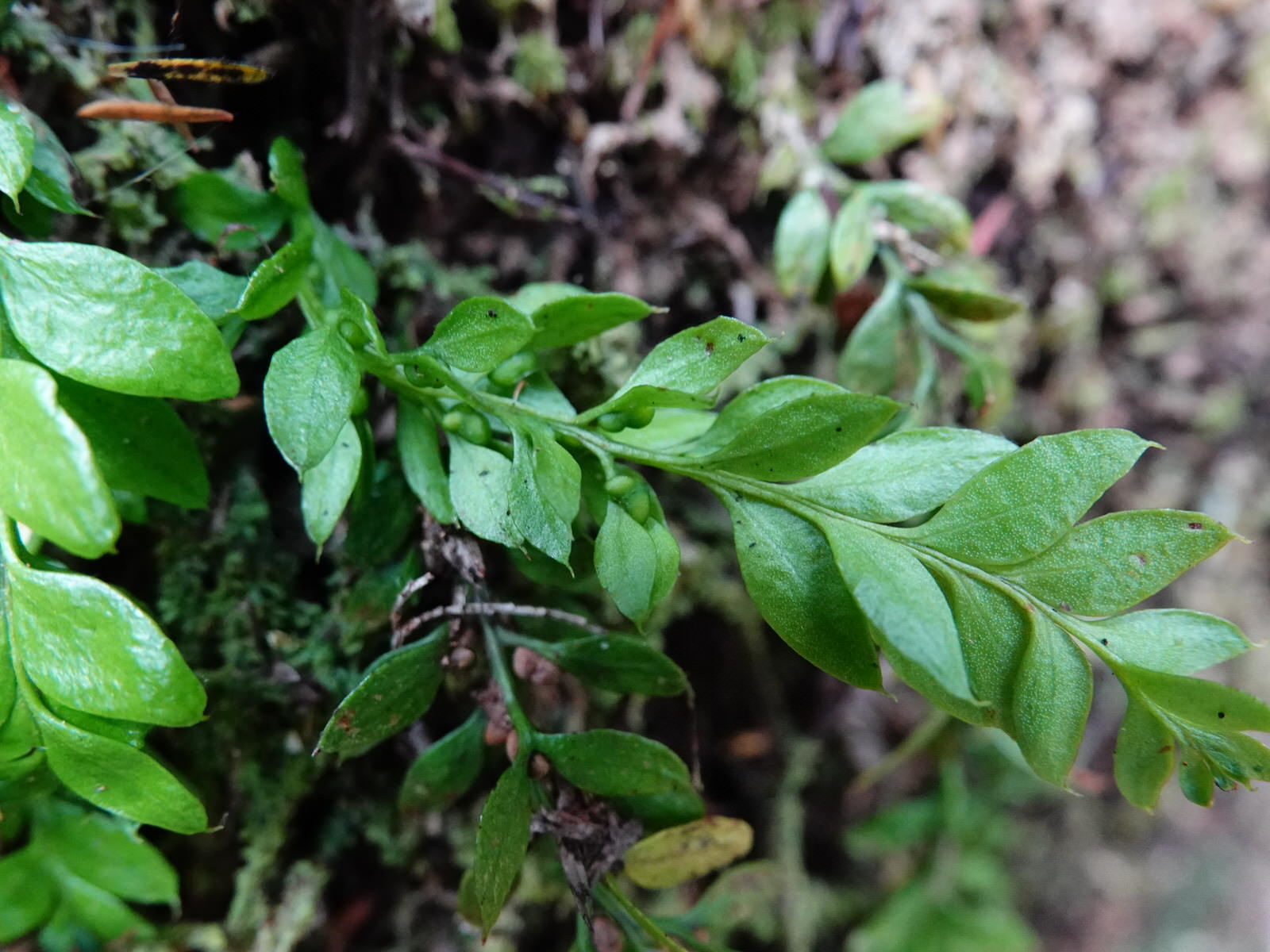
の葉状突起。

大葉シダ植物ハナヤスリ亜綱のマツバラン目では、葉を持たず、茎には葉状突起（ようじょうとっき、foliar appendage）が側生する。マツバラン属 Psilotum の葉状突起には維管束がないが、イヌナンカクラン属 Tmesipteris の葉状突起は葉隙がなく、1本の維管束が伸びている。また、ソウメンシダ Psilotum complanatum では分枝した維管束が葉状突起の基部まで伸びている。これは小葉植物の小葉と類似しているが、別起源である。

### コケ植物の葉
コケ植物の葉 (phyllid, phyllidium)は、ほかの陸上植物が持つ胞子体に形成される葉とは配偶体にできる点で大きく異なり、普通1細胞層からなり、維管束がなく中肋という軸で支持され、維管束植物の葉とは起源も形態も本質的に異なるものである。しかし、茎葉体の頂端細胞から切り出された派生細胞から生じる点は、維管束植物のシュート頂に形成される葉原基と類似しており、平行進化の結果と考えられる。

## 発生

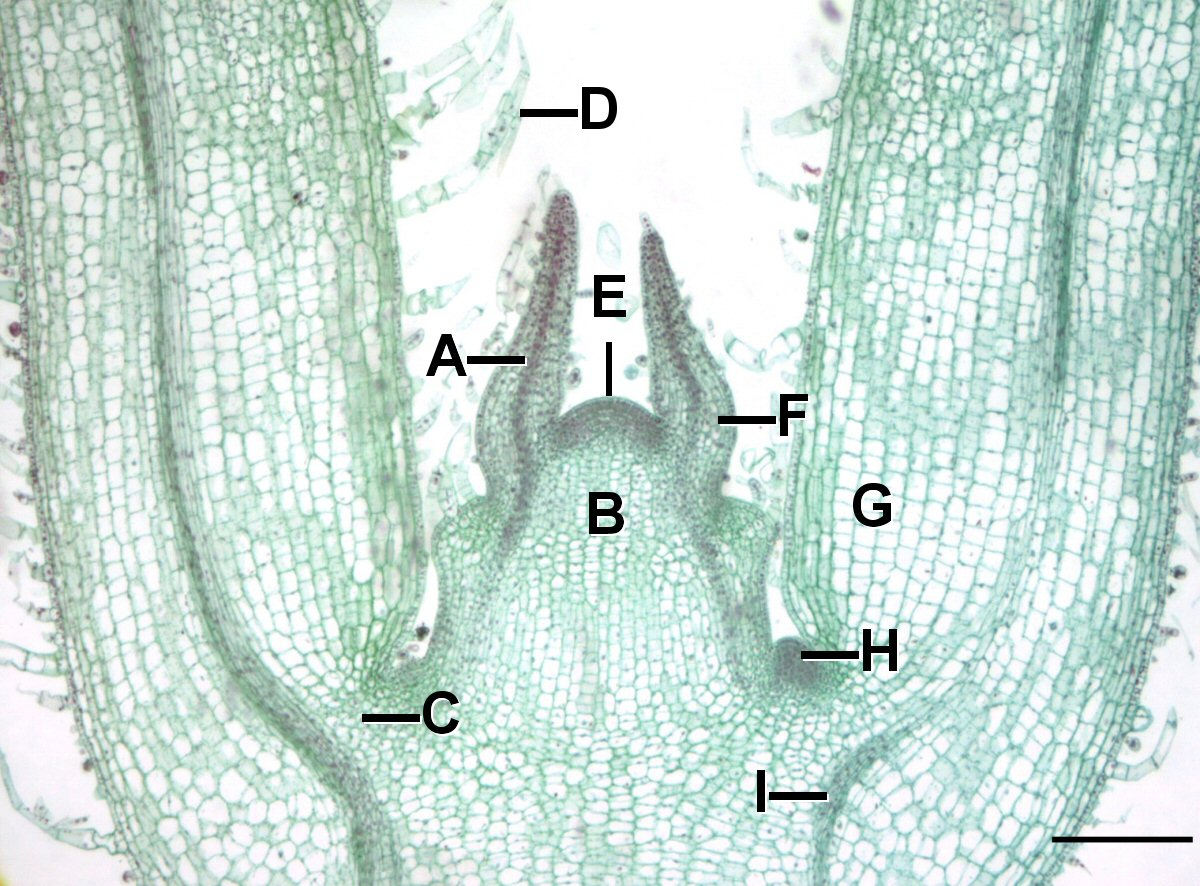
対生のコレウス属 Coleus（シソ科）のシュート頂。
A. 前形成層、B. 基本分裂組織、C. 葉隙、D. 毛状突起、E. シュート頂分裂組織、F. 若い葉原基、G. 拡大した葉原基、H. 腋芽、I. 発生中の維管束組織

葉はシュート頂において葉原基（ようげんき、leaf primordia）として外生的に形成され、発達する。その発生位置によって葉の配列様式（葉序）が決定する。葉原基から葉身・葉柄・托葉が分化し、同時に表皮系・基本組織系・維管束系の組織分化が進行する。
多くの種子植物の葉は、頂端成長を極めて一時的に行い、多くの裸子植物や単子葉類では 0.5 mm 以下、真正双子葉類では数 mm 以下の時に頂端分裂細胞の活動を停止する。その一方、大葉シダ植物の薄嚢シダ類では羽葉の頂端に頂端幹細胞を持ち、特にウラジロ科やカニクサ科では無限成長を行うことが知られている。また、裸子植物でもウェルウィッチア属 Welwitschia では、子葉の後に形成される1対の帯状の本葉が永続光合成器官として、基部にある分裂組織により生涯かけて無限成長を行う。

### 葉原基の形成
葉は、まずシュート頂分裂組織（茎頂分裂組織、SAM）の側方に葉原基として形成される。葉原基に関わる細胞の分裂と肥大によってシュート頂の外形に小さな膨らみとして発生（initiation）する。種子植物のシュート頂分裂組織の細胞は外側からL1、L2、L3の3層の異なる安定的な組織層として組織化されている。多くの被子植物では、葉原基はシュート頂側面の表面付近の1層から数細胞層の並層分裂に由来する。特に真正双子葉類では通常L2の細胞に最初の並層分裂がみられるが、イネ科などでは外側の2層の細胞分裂に由来する。葉原基形成には外衣第1層でのオーキシン極性輸送が必須である。オーキシンが葉原基形成開始部位に集中することで、葉原基形成が開始する。発生した葉原基はシュート頂に突起状に盛り上がり、葉原基突起（ようげんきとっき、leaf buttress）となる。

#### 葉原基形成の時間周期
1つの葉原基が発生してから次の葉原基が発生するまでの時間を葉間期（ようかんき、plastochron、プラストクロン）という。対生葉序では葉原基が同時に2個形成されるため、次の1対が作られるまでの時間を葉間期とする。シュート頂分裂組織から葉原基が突起すると茎頂は最小の大きさとなり、このときを最小期（さいしょうき、minimal area phase）という。逆に葉原基が分離する直前の茎頂は最大の大きさになり、このときを最大期（さいだいき、maximal area phase）という。スイカズラ属 Lonicera（スイカズラ科）では葉間期は1.5–5.5日、成長期のシロツメクサ（マメ科）は86時間（3日14時間）、エンドウでは46時間（1日22時間）であることが分かっている。

#### 葉原基形成の遺伝的基盤
モデル植物であるシロイヌナズナを用いた研究では、シュート頂分裂組織で発現している1型KNOX遺伝子（STM、SHOOT MERISTEMLESS）が、葉原基では発現しないことが分かっており、1型KNOX遺伝子の転写が抑制されることにより有限成長を行う葉に分化すると考えられている。1型KNOX遺伝子はサイトカイニン量を増やし、ジベレリン量を抑制することで細胞分裂を促進し、細胞分化を抑制することで分裂能を維持している。また、葉原基とシュート頂の境界では CUP-SHAPED COTYLEDON 遺伝子（CUC）が発現し、1型KNOX遺伝子の発現境界を規定している。
葉原基形成の開始に先立ちオーキシンが集中すると、1型KNOX遺伝子の抑制が起こる。KNOX1の抑制はARP遺伝子群（ASYMMETRIC LEAVES1/ROUGH SHEATH2/PHANTASTICA ファミリー）により維持される。ARP遺伝子群は向軸側のアイデンティティをもたらすのに寄与する（右図 AS1）。

### 葉の頂端成長
葉原基ははじめ葉頂端分裂組織（ようちょうたんぶんれつそしき、apical meristem of leaf）を形成し先端成長（頂端成長、apical growth）を始めるが、大葉シダ植物以外ではすぐにその活動が衰退する。頂端成長ののち、周縁成長（marginal growth）と介在成長（intercalary growth）を経て葉が完成する。

### 葉の周縁成長と介在成長
頂端成長が衰えると、葉身の形成が開始する。形態的には、葉軸の両側（あるいはやや向軸側）で、左右に葉の周縁分裂組織が2個の襞状に分化する。多くの双子葉類では、SAM の外衣第1層に由来する細胞から周縁始原細胞（marginal initials）が分化し、2層目に由来する細胞から次周縁始原細胞（submarginal initials）が分化する。そのため、葉原基の両翼に多数の細胞が1列ずつ配列する。なお、周縁分裂組織以外の中央部の領域でも、まだ未分化な細胞であり細胞分裂を行うため、周縁分裂組織以外に由来する細胞もある。種子植物では周縁成長も長期間続くわけではなく、大きな葉ではそれ以降に起こる葉身全体の介在成長により葉身の成長が続く。葉の組織分化はこれらの成長のそれぞれの過程で起こる。

#### 背腹軸形成と展開成長の遺伝的基盤

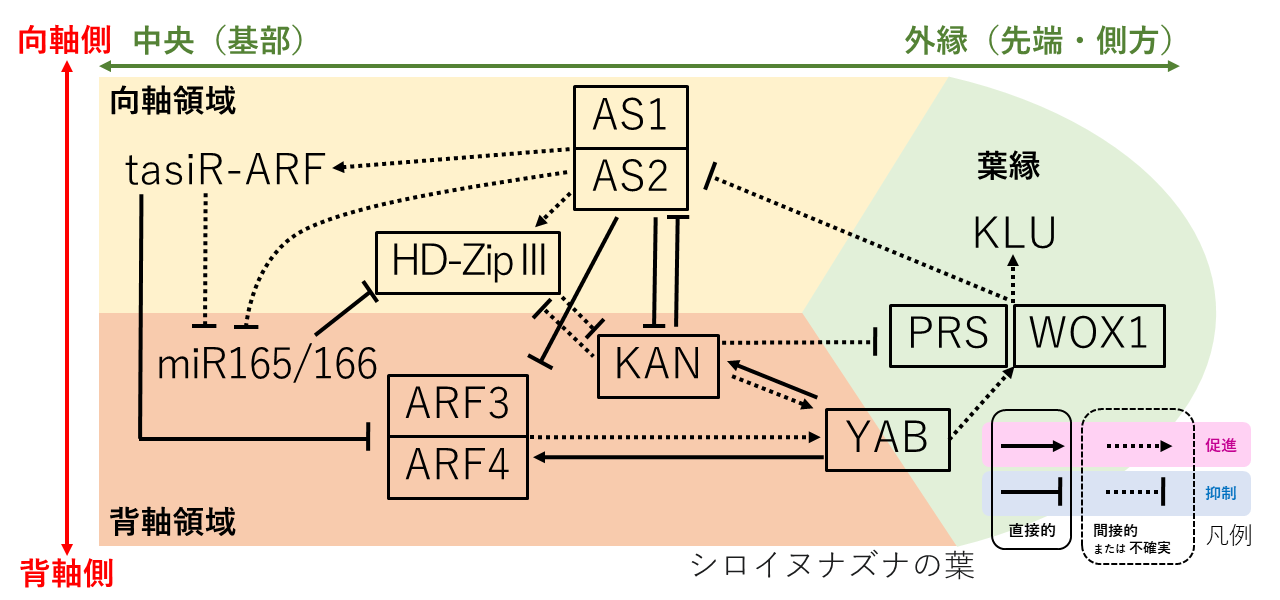
シロイヌナズナ Arabidopsis thaliana（アブラナ科）の葉における向背軸形成の遺伝子発現の制御。

葉身は、葉原基で向背軸が決定され、それぞれの側で発現する遺伝子が互いに両者を抑制しあうことによって形成される。背腹性の確立には、HD-ZIP III 遺伝子群や KANADI 遺伝子群が関与している。向軸側の葉の発生は HD-ZIP III 転写因子によって制御されている。一方、背軸側では HD-ZIP III の発現が miR166 というマイクロRNAにより消去される。背軸側では、KANADI遺伝子群が働いている。KANADI は HD-ZIP III によって抑制され、向背軸極性に拮抗的な役目を果たしていることが分かっている。これら向軸側と背軸側両方の遺伝子の相互作用によって、葉縁部で細胞分裂活性が高くなる。それにより、向軸側と背軸側の境界部分が細胞成長し、扁平な葉面が成長する。この葉身の展開成長にはYABBY遺伝子群が関与していることが分かっている。YABBY は葉縁で働く PRESSED FLOWER (PRS) および WOX1 の転写を促進し、それらがシトクロムP450モノオキシゲナーゼである KLU を促進し、葉身形成に関与していると考えられている。

### 複葉や楯状葉の発生
複葉原基では、本来シュート頂分裂組織で発現し葉原基では発現しない1型KNOX遺伝子や CUP-SHAPED COTYLEDON (CUC) 遺伝子の発現がみられる。そのため複葉とシュートは見かけ上似ているが、発生学的には被子植物の複葉は厳密に有限成長器官であり、発生初期にすべての頂端成長が停止する。葉原基基部の周縁部 (marginal blastozone) にて1型KNOX遺伝子などの働きにより小葉原基が生じ、葉形が複雑化する。
楯状葉では、裏側を規定する遺伝子が葉原基の基部では葉の表側に発現していることで細胞分裂活性の高い領域が円形になり、形成されると推定されている。

### カワゴケソウ科の葉の発生
カワゴケソウ科では、シュートは匍匐性で平面的な根の背面や側方から生じる。カワゴケソウ科のうち特にカワゴケソウ亜科では、ふつう被子植物が持つようなドーム状のシュート頂分裂組織を欠き、新しい葉はすでにある葉の基部から生じる。カワゴケソウ亜科の一番若い葉では、ふつうシュート頂分裂組織で働く WUS (WUSCHEL) が中心で、STM が全体で発現しており、発生が進むと葉の先端で WUS と STM の発現が落ち、代わって葉の形成を促進するARP遺伝子群が発現し始め、葉のアイデンティティを獲得する。

### 単子葉類の葉の発生
イネ科などに典型的な、単子葉類の形成する細長い葉は葉原基基部に分裂組織が残り、細胞が増殖することによって最初に突起した部分を押し上げるようにして葉原基の伸長が起こる。これを介在分裂組織（かいざいぶんれつそしき、intercalary meristem）という。ショウブのような単面葉でも、頂端成長は早い段階で停止し、葉原基の向軸面にある活発な分裂組織により放射方向に発達して、伸長中の葉の上部での周縁成長は抑制される。
ヤシ科の複葉は上記のような小葉原基の成長にはよらず、裂開（れっかい、splitting）によって形成される。

### 大葉シダ植物の葉の発生

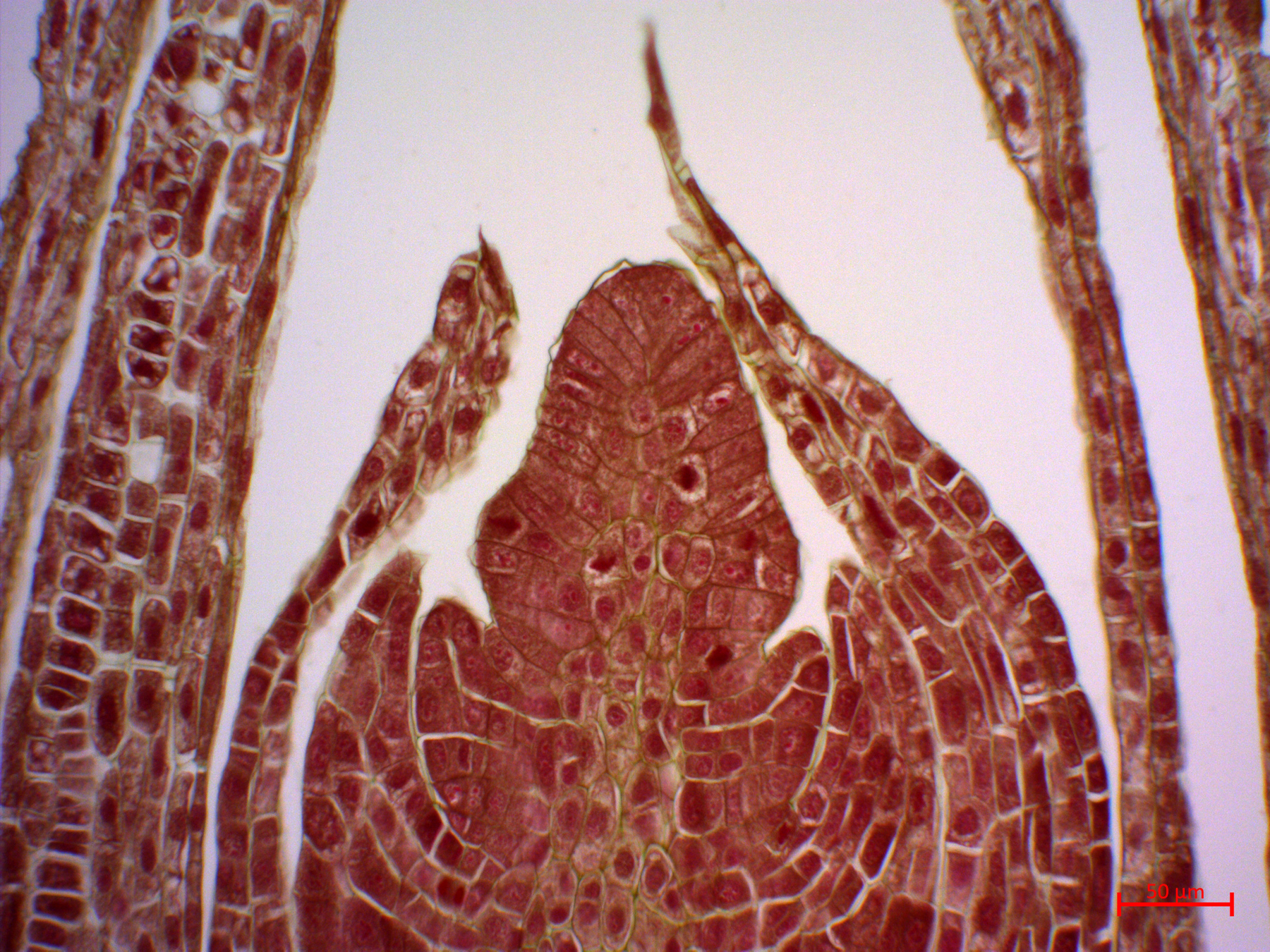
トクサ属 Equisetum のシュート頂。単一の頂端細胞があり、葉原基は輪生する。

薄嚢シダ類のシュート頂分裂組織の先端には、四面体の頂端幹細胞（頂端細胞）があり、葉は頂端細胞から一定の距離離れた頂端分裂組織の表面細胞から生じる。一群の分裂組織中の1細胞が新たな葉原基の頂端細胞となる。トクサの楔葉はシュートに輪生するが、シュート頂分裂組織に複数の葉原基が同時に形成される被子植物の輪生葉とは異なり、四面体型の頂端細胞が3面で順次細胞を切り出し、3つの細胞が分裂して茎や葉原基を形成する。
1つの腋芽とセットとなって1つの単位を形成し、成長と組織形成が求基的に進む被子植物の葉と異なり、大葉シダ植物の羽葉は求頂的に成長する。被子植物の成熟した葉は分裂組織や幹細胞を持たないが、大葉シダ植物のトクサ類の楔葉と薄囊シダ類の羽葉の頂端にはレンズ型（3面体）の頂端幹細胞（頂端細胞）が存在し、2面切り出しを行う。これが頂端成長を行って全ての葉細胞の母細胞となる。特にウラジロ科のウラジロやコシダ、カニクサ科のカニクサ、コバノイシカグマ科のワラビやユノミネシダなどでは数年に亘って頂端幹細胞が分裂を続け、葉の先端部分が無限成長して羽片を作り続けることから、種子植物より茎的な性質を保持している。なお、コケシノブ科の葉縁では1面切り出しの幹細胞が存在する。モデル植物であるリチャードミズワラビを用いた研究では、茎頂端幹細胞周辺と同様に、葉頂端幹細胞周辺でも1型KNOX遺伝子が発現していることが分かっている。
また、葉縁にも幹細胞を持つ周縁分裂組織（しゅうえんぶんれつそしき、marginal meristem）が形成される。典型的な薄嚢シダの葉縁にある周縁分裂組織は4面切り出しである。周縁分裂組織から生じた細胞は一定の様式で分裂を続け、種ごとに特徴的な形態の葉身を形成する。成長段階の後半で、典型的な薄囊シダ類の葉はワラビ巻きと呼ばれる渦巻き状の芽内形態を示す。これはリュウビンタイ科にも見られる。

### 小葉植物の葉の発生

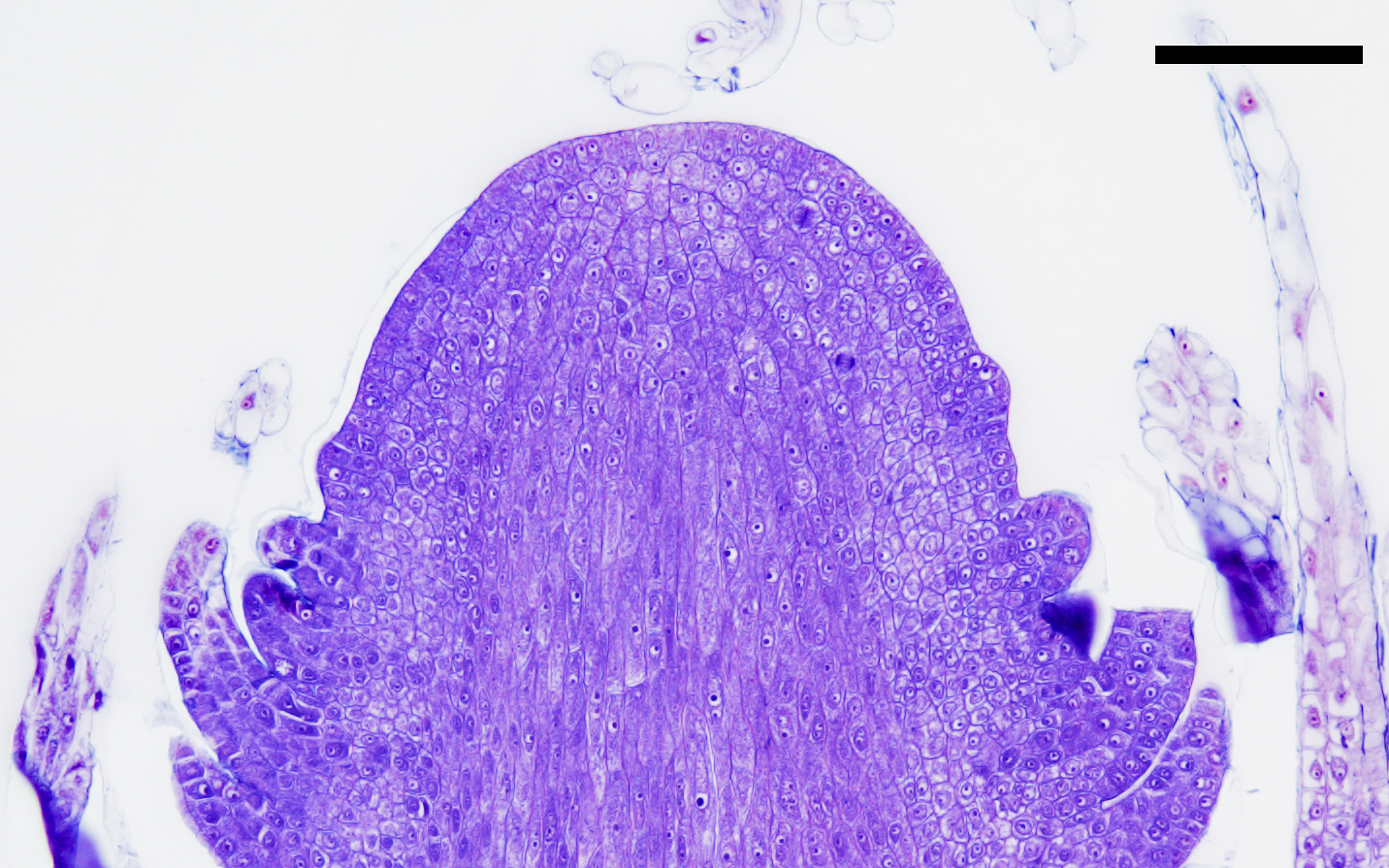
小葉植物ヒカゲノカズラ Lycopodium clavatum nipponicum のシュート頂。葉原基が隆起として観察できる。小葉植物の葉は求頂的に形成される。

小葉植物のイワヒバ科は単一の頂端細胞、ヒカゲノカズラ科とミズニラ科は始原細胞群からなるシュート頂分裂組織を持つ。
イワヒバ科の葉は、シュート頂分裂組織の脇にある表皮細胞から分化が始まる。イワヒバ科の多くは不等葉性を持ち、葉に背葉と腹葉の区別を持つが、両者はほぼ同時に形成され、初期のうちから腹葉原基のほうが大きい。小型の背葉の組織のほうが腹葉よりも先に成熟する。発生初期には、茎から伸びる前形成層が葉を長軸方向に貫き、しだいに一次木部と一次篩部に分化する。イワヒバ科の小舌は葉の向軸側に位置し、2列以上の短い列の表皮細胞が並層分裂して形成される。
ヒカゲノカズラ科では、葉は頂端細胞に隣接した1個から数個の表皮細胞に起源する。葉身の伸長成長、側方への拡張、組織の成熟により、成熟した小葉が形成される。分化しつつある茎の維管束組織から前形成層が葉の基部に糸状に伸び、葉跡となって、葉に1本の葉脈を分化する。
ミズニラ科では、葉は小さい円錐形をなした頂端の基部付近の表層に起源する。内側に形成された次頂端細胞が拡大し、分裂して放射状に伸びる列を形成する。この組織内に前形成層と葉跡が分化する。ミズニラ科のシュートの縦方向の成長は極めて遅いため、葉は密集する。すべての葉は潜在的に胞子葉となりうる。

### コケ植物の葉の発生
コケ植物の葉は、被子植物とは異なる発生機構によって形成されている。
蘚類、特にモデル植物であるヒメツリガネゴケ（ヒョウタンゴケ科）の茎葉体は、配偶体の別のステージであるカウロネマ細胞が形成した側枝始原細胞から、約5%の確率でオーキシンの作用により転写因子ABPが誘導され、茎葉体頂端幹細胞になることで形成される。茎葉体頂端幹細胞から切り出された細胞はセグメント細胞と呼ばれ、並層分裂を行って先端側と基部側の2つの娘細胞を形成する。そのうち先端側の細胞が垂層分裂を行い、形成された茎葉体頂端幹細胞に近い方の細胞が葉頂端幹細胞となる。葉頂端幹細胞は2面切り出しの頂端幹細胞で、1枚の全ての葉を形成する。

## ほかの器官との関係

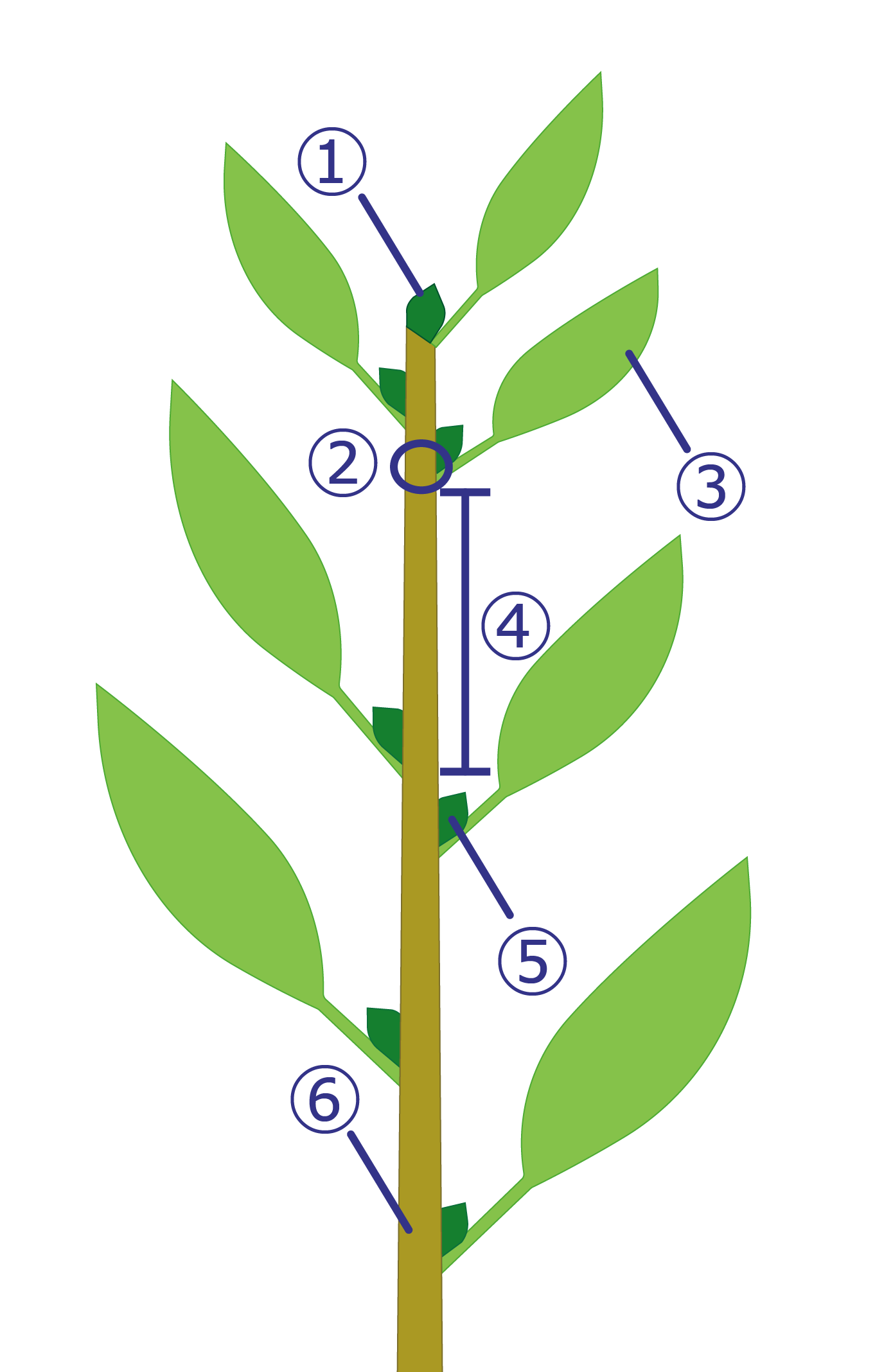
シュートの模式図。
1. 頂芽、2. 節、3. 葉、
4. 節間、5. 腋芽、6. 茎

葉は、軸性器官である茎に側生する器官であり、茎と葉を合わせた構造をシュート（shoot; 苗条）と呼ぶ。
葉は茎に対して、種ごとに特定の葉序をもって配列する。シュートには、葉という側生器官の存在により分節構造が生じる。葉の付く部分の茎は節（ふし、せつ、node）と呼ばれ、節と節の間は節間（せつかん、internode）という。
普通葉と異なる形態をした異形葉はシュート上の位置によって、下部にできる低出葉と上部にできる高出葉が区別される（#個体発生に伴う変化も参照）。また、側枝において第1節に形成される葉は前出葉と呼ばれる。これは側枝に形成される最下の低出葉に相当する。

### 蓋葉
種子植物では、葉が茎に付着する向軸側基部（葉腋）には腋芽（えきが、axillary bud）が形成される。それに対し、腋芽から見て、その下側にあり、それを戴く母軸上の葉を蓋葉（がいよう、subtending leaf）という。母葉とも呼ばれる。
腋芽はシュート頂で葉原基が形成されてからしばらく経つと葉腋に原基が分化し、形成される。腋芽は普通1つの葉腋に対して1個形成されるが、2つ以上生じるものもある。腋芽が複数形成される場合、最初に生じたものを主芽、それ以外のものを副芽という。
生殖シュートに形成される蓋葉は苞となって花芽を保護する役割を持つことも多い。

### 葉序

a. 互生、b. 十字対生、c. 二列対生、d. 輪生

葉序（ようじょ、phyllotaxis）は、茎に対する葉の配列様式である。葉序は節につく葉の枚数により、1節に1枚葉がつく互生葉序と1節に2個以上の葉がつく輪生葉序に分けられる。輪生葉序のうち、1節に2個ちょうどの葉をつける葉序を特に対生葉序と呼び分けることも多く、葉序は普通、互生葉序（ごせいようじょ、alternate phyllotaxis）、対生葉序（たいせいようじょ、opposite phyllotaxis）、輪生葉序（りんせいようじょ、verticillate phyllotaxis）の3つに大別される。
葉原基形成の際の、シュート頂分裂組織における外衣第1層（L1）でのオーキシン極性輸送が葉序を生み出す要因となっている。

### 根生葉と茎生葉

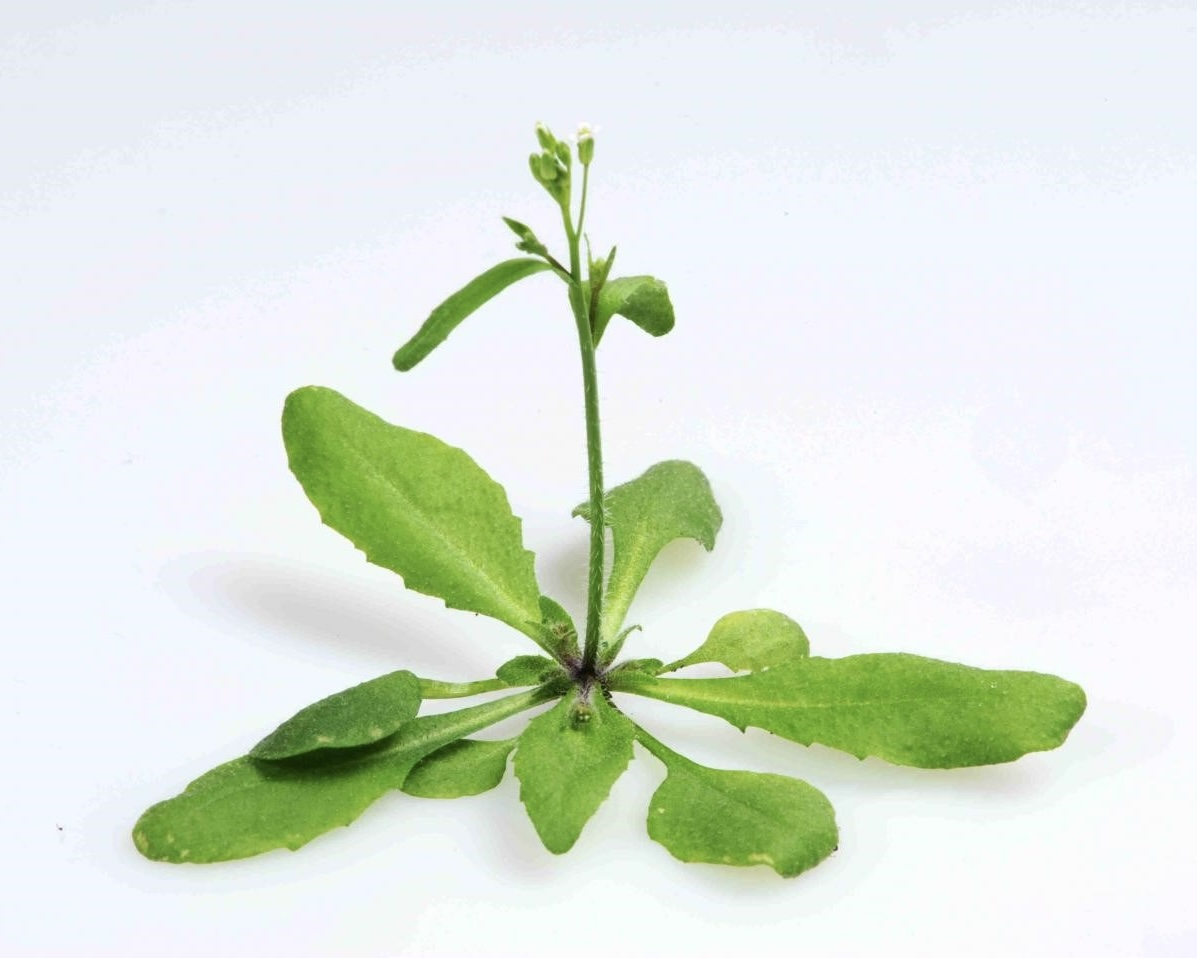
シロイヌナズナは時限ロゼット植物であり、地上茎基部にロゼット葉、花茎に茎生葉をつける。

地上茎の基部の節に付き、根から生じているように見える葉は根生葉（こんせいよう、radical leaf）と呼ばれる。根出葉（こんしゅつよう）または地生葉（ちせいよう、ground leaf）とも呼ばれる。大葉シダ植物や草本性被子植物に多い。バラの花冠状に放射状に重なり合ってつき、地表に密着して越冬する根生葉をロゼット葉（ロゼットよう、rosette leaf）と呼ぶ。そのように節間を伸ばさない成長をロゼット型成長といい、生活史の一時期にロゼット型成長を行う植物をロゼット植物という。ロゼット植物には、開花期に茎が伸長する時限ロゼット植物と、伸長しない終生ロゼット植物がある。
一方、根生葉に対し伸長した地上茎に側生する葉は茎生葉（けいせいよう、または茎葉、cauline leaf）と呼ぶ。時限ロゼット植物では生殖成長期には節間が伸長し、花序の近くまで茎生葉をつける。一方終生ロゼット植物では生殖成長期になってもロゼット状態を解消せず、茎生葉を欠く。

### 葉上生

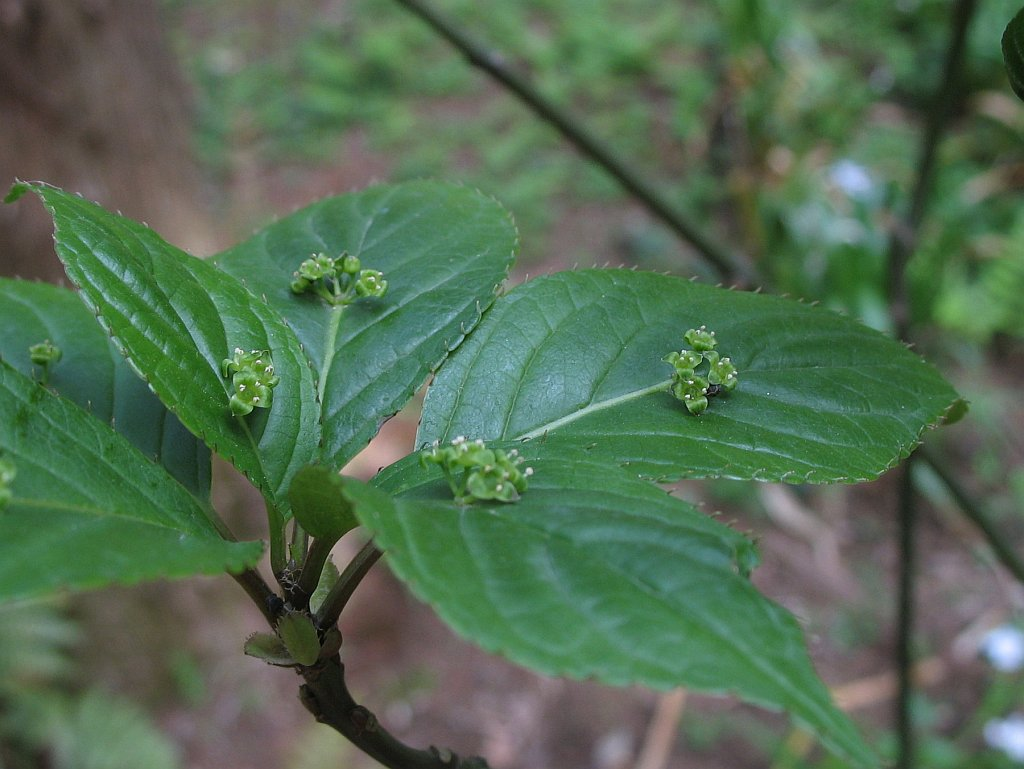
ハナイカダ Helwingia japonicaの葉上にみられる雄花序

葉は有限成長する側生器官であるため、他の器官を付けないのが普通であるが、葉上に花序や不定芽を付けることがあり、このような性質を葉上生（ようじょうせい、epiphylly）という。
ハナイカダ属 Helwingia（ハナイカダ科）やビャクブ Stemona japonica（ビャクブ科）は普通葉と花序が発生初期に原基が分かれることなく同時に成長し、葉上に花序ができる。シナノキ属 Tilia（アオイ科）では苞上に花序が生じるように見える。これらの葉上花序は蓋葉と腋芽が癒合してできたものである。そのため、これは下記のような不定芽とは異なる。

#### 葉上不定芽
葉上芽（ようじょうが、または葉上不定芽、epiphyllous bud）は脱分化により葉に生じた不定芽である。
ベンケイソウ科リュウキュウベンケイ属 Kalanchoe の植物では、普通葉の葉縁に不定芽が生じる。この不定芽は受精卵と同様な形態的変化の過程をとって体細胞から生じる不定胚を経て形成される。また、Begonia phyllomaniaca（シュウカイドウ科）も自然状態で葉の表面脈上に無数の不定芽や葉片状形成物を生じる。
単子葉類にも葉上不定芽の例は多く、ショウジョウバカマ（シュロソウ科）やカラスビシャク（サトイモ科）で知られる。
薄嚢シダ類でも多数、葉上不定芽を生じる例が知られている。葉の先端に近い向軸面から生じるものは、クモノスシダ（チャセンシダ科）など複数の系統で知られ、独立した1個体に成長する。ミズワラビ（イノモトソウ科）は葉縁に不定芽が形成されるが、葉縁に残存分裂組織 (residual meristem) があるためであると解されている。コモチシダ（シシガシラ科）は葉の表面脈上に多数の不定芽を生じる。
普通、シダ類では向軸面からのみ不定芽が生じるが、Tectaria cicutaria（ナナバケシダ科）やチリメンシダ Dryopteris erythrosora f. prolifica（オシダ科）では背軸面からの発生が知られている。また、化石シダ類やホラゴケ属 Trichomanes（コケシノブ科）などでは葉柄の途中から不定芽を生じる報告がある。葉柄の基部背軸側に芽を生じ、分枝する例も多い。羽片の基部中軸向軸側の付近からの不定芽が知られているものも複数ある。

### ヒカゲノカズラ科の無性芽

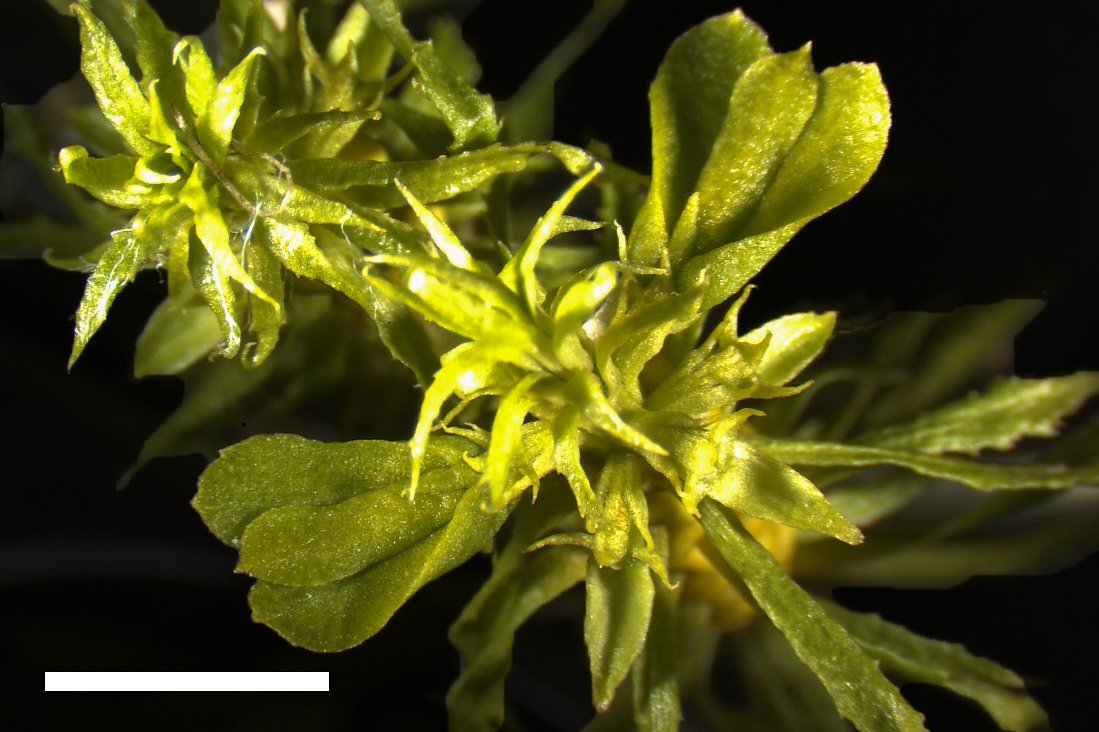
トウゲシバ Huperzia serrata（ヒカゲノカズラ科）のシュートの先端と無性芽

トウゲシバやヒメスギランといったヒカゲノカズラ科コスギラン属 Huperzia s.s. の植物では、頂端付近の茎に無性芽（むせいが、gemma; 芽体、bulbil）を側生し、脱落して新個体を作る。これは不等二又分枝によって形成されたシュートであるとも考えられている一方、葉が形成される位置に生じ、維管束の供給が葉と同様であることから、葉そのものと相同であると考えられている。

### 葉のようになった茎

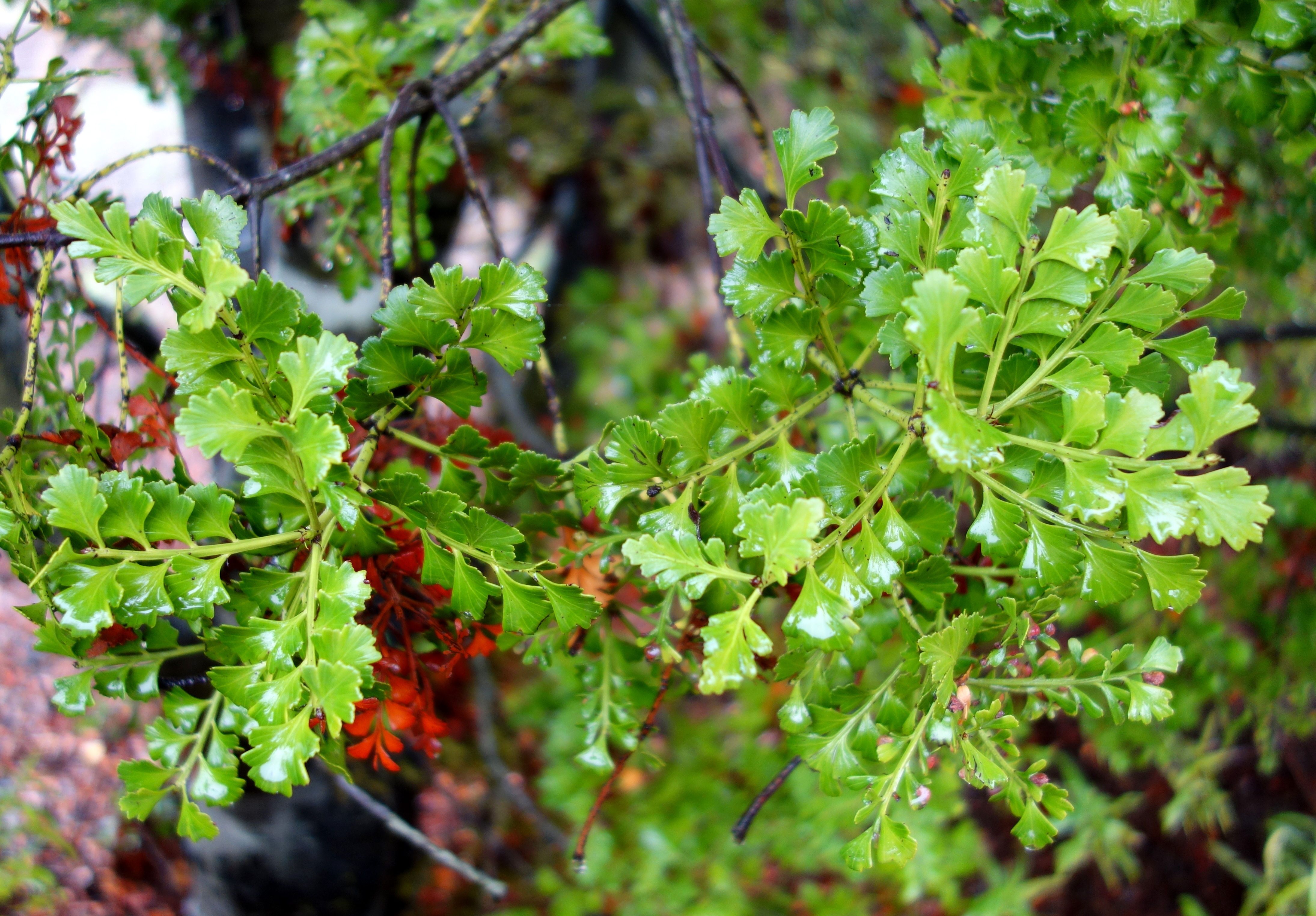
エダハマキ属の一種 の仮葉枝。葉身状の部分は茎である。

茎が光合成を行う器官として平たくなり、葉身状になる植物もある。そのような茎を扁茎（へんけい、cladode, cladodium, platycladium）という。ウチワサボテン、カニサボテン、シャコバサボテン（いずれもサボテン科）、カンキチク（タデ科）などにみられる。
一見葉に見えるまでに変形した扁茎を特に仮葉枝（かようし、phylloclade; 葉状茎、葉状枝）という。裸子植物のエダハマキ Phyllocladus（マキ科）や単子葉類のクサスギカズラ科（キジカクシ科）などに見られる。
エダハマキは、若い個体は螺生する針形葉であるが、成長すると鱗片状に退化し、その腋から羽状複葉や単葉に見える仮葉枝を形成する。
クサナギカズラ科において、ナギイカダなどのナギイカダ属 Ruscus では、針状葉の腋に扁平な仮葉枝が形成され、仮葉枝の中央に花序をつける。クサスギカズラ属 Asparagus のクサナギカズラは側枝となる腋芽が扁平になるが、分裂組織に葉の背腹性を制御する遺伝子群が発現することで、葉状となることが分かっている。同属のアスパラガスでは、葉は針状となり、その腋に緑色の細い柱状の枝を束生する。これは扁平ではないが、仮葉枝とされる。仮葉枝は退化した葉に腋生することや花や腋芽をその上に作ることから、葉ではなく茎であることがわかる。

## 生理機能と適応

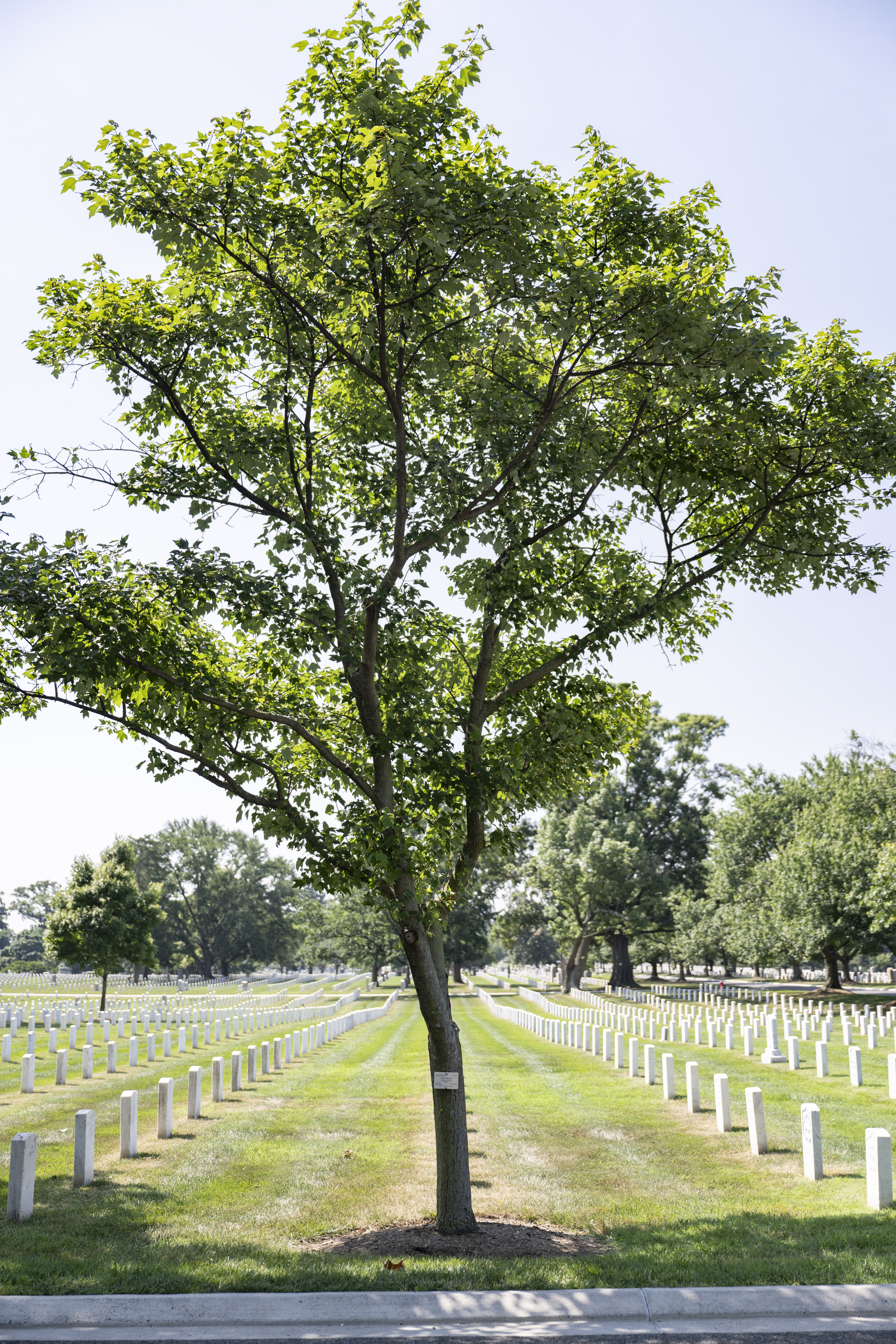
アメリカハナノキ （ムクロジ科）

葉は、茎とともに陸上植物の地上部を構成する基本器官の1つである。上記のように発達した同化組織により光合成を行い、活発な物質転換や水分の蒸散などを行う生理機能を持っている。葉が扁平であるのはこの光合成やガスの拡散に適しているためであると考えられている。
一方、葉で使われる水分や養分は根で吸収されるが、植物が大きくなると根と葉の距離も離れていく。そこで、葉で行われた光合成産物（糖）を根に輸送し、根で吸収した水分や養分を葉に供給するための長距離輸送が行われている。また葉は、光質や日長、温度などの環境刺激を検知し、花形成を誘導するFT蛋白質を合成する。
木本植物では幹と太い枝が植物体の骨格をなすが、発生的にも生理的にも最も活発な部位は末端部であり、そこに葉を密生する。1個体当たりで多くの葉をつけるが、胸高直径わずか28 cm のアメリカハナノキ Acer rubrum（ムクロジ科）には99,284枚の葉がついていたという研究結果が知られる。そのため巨樹では30–50万枚の葉をつけると推測されている。
栄養は根以外の葉面からも水分や養分が葉面吸収される。気孔の開く時期などに応じて葉面散布が行われるが、効果としては栄養補給の補助的な手段、必要な微量元素栄養の応急的な補給、樹に刺激を与え植物ホルモンを活発化させるなどの目的で行われる。

### 光合成
葉は植物の体において、主な光合成の場となる。光合成の基質として使用される二酸化炭素（CO2）は、普通空気中から気孔を通って葉の内部に取り入れられる。取り込まれた二酸化炭素は細胞間隙を移動し、葉肉細胞に取り入れられる。光合成の代謝過程は葉の柵状組織と海綿状組織の葉肉細胞で起こり、特に前者で活発に行われる。光合成に働く酵素であるRuBisCO（ルビスコ）は、葉の蛋白質のうち30–50%を占める。
光合成は葉の構造的特性と機能的特性に影響される。葉の内部構造や葉の方向は光合成のための光吸収を最大化するようになっている。また、葉肉細胞では細胞間隙に面する細胞壁が大きく、気体の交換がしやすいようになっている。この表面積を大きくする構造は車のエンジンを冷却するために襞状をしたラジエーターに喩えられることもある。光合成を行う細胞の二酸化炭素の需要と、孔辺細胞による二酸化炭素の供給の協調作用が純CO2吸収として測定される光合成速度に影響する。

#### 陰葉と陽葉
ギャップ形成などにより植物が置かれた環境が変わると、植物はその環境に適応する。葉が生育環境に適した性質を持つように生化学的および形態学的に調節された発生学的過程を馴化（順化、じゅんか、acclimation）という。馴化は新たに展開する葉においても、既に成熟した葉においても起こりうる。陸上植物は生育する環境の光条件に応じて形態的、生理的に異なった性質を持つ葉を作ることが多い。弱光下で形成された葉を陰葉（いんよう、shade leaf）、強光下で形成された葉を陽葉（ようよう、sun leaf）という。これは1つの種が複数の形態を持つ葉をつける不等葉性（異形葉性）の一つと解釈される。種によって陰葉と陽葉の分化の程度は異なる。陰葉と陽葉のどちらが分化するかは、葉が発生するシュート頂ではなく既に成熟している葉に対する光環境で決まる。木本植物だけでなく、オオアレチノギクやセイタカアワダチソウ（ともにキク科）のような草本植物でも陰葉と陽葉を分化することが明らかにされている。
陰葉と陽葉には以下のような違いがある。
|                                                                               | 陰葉 | 陽葉                                           |
| ----------------------------------------------------------------------------- | --- | ---------------------------------------------- |
| 形態的特徴                                                                    | （相対的に）面積が大きい | （相対的に）面積が小さい                       |
| 形態的特徴                                                                    | 厚さが薄い | 厚さが分厚い                                   |
| 形態的特徴                                                                    | 柵状組織の発達が悪い | 柵状組織が発達し、多層になる                   |
| 生化学的特徴                                                                  | |                                                |
| クロロフィルa/b比が小さい                                                     | クロロフィルa/b比が大きい |                                                |
| 弱光下でも光合成効率をあげられるように、 反応中心あたりのクロロフィル量が多い | ルビスコを多く持ち、炭酸同化を増加させ、キサントフィルサイクル構成要素の プールを大きくすることにより過剰エネルギーを放散する |                                                |
| 生理的特徴                                                                    | 光飽和時の葉面積当たりの光合成速度が小さい                                                                                    | 光飽和時の葉面積当たりの光合成速度が大きい     |
| 生理的特徴                                                                    | 葉面積当たりの呼吸速度が小さく、光補償点が低い                                                                                | 葉面積当たりの呼吸速度が大きく、光補償点が高い |

単位葉面積当たりの重さを比葉重（ひようじゅう、LMA, leaf matter per area）といい、単位は g/m2 である。比葉重の大きな葉は物理的な強度が高い傾向にある。陰葉より、強風などのストレスを受ける開けた環境の陽葉の方が比葉重が大きい。また、草本植物に比べ木本植物の方が比葉重は大きく、木本の中でも落葉樹より常緑樹の方が比葉重が大きい。常緑樹の葉は長い場合10年もの寿命を持つことがあり、長期間にわたって生存できるため、比葉重が大きい葉を作る。

#### 開葉のタイミング
生物は季節に応じ、自らの適応度を高めるような戦略をとっていることが知られている。葉が展開する開葉の時期は、温帯では春先に集中するが、種ごとに違いがある。葉の展開と脱落のタイミングは光資源の効率的な活用に関連している。親個体が開葉して林内が暗くなる前に稚樹が開葉するなどの現象も知られている。
光資源が豊富かつ不安定な環境では、光合成能力が高く寿命の短い葉を順次展開し、自己被陰を避けて、獲得した資源で新たな葉を生産する順次開葉が適応的であると考えられている。一方、光資源は少ないが安定した環境では既に準備していた葉を一斉に展開して少ない資源を有効に利用する一斉開葉が適応的であると考えられている。そのため、極相林の構成樹種であるブナやミズナラ、アラカシ（ブナ科）、トチノキ（ムクロジ科）などや、林内の中低木であるサワシバやウスノキは一斉開葉を示す。一方、陽生植物であるケヤマハンノキやオオバヤシャブシ（ハンノキ科）、アカメガシワ（トウダイグサ科）は順次開葉を示す。
季節変化が少ない熱帯雨林であっても開葉季節があることが分かっており、落葉に伴う栄養塩類の放出や植物食者による被害の軽減などが要因ではないかと考えられている。

### ソースとしての葉
成熟葉は自分が必要とする以上の光合成産物を生産することができ、それをほかの器官に輸出するが、そのような器官をソース（source）という。一方、根や塊茎のように光合成産物をほかの器官に依存し、輸入する器官をシンク（sinc）と呼ぶ。そのため、葉原基や未成熟な展開途中の葉は、正常な発達に炭水化物の供給を必要としているシンクである。ソースとして機能する葉はソース葉、シンクとなっている葉はシンク葉と呼ばれる。
葉のようなシンクから根のようなソースへの光合成産物の輸送は篩管を通じて行われ、これを転流（てんりゅう、translocation、篩部転流）という。転流は葉の篩管細胞内への膜輸送系によって行われるが、成熟葉において葉肉細胞の葉緑体から篩要素に光合成産物を移動させることを篩部積み込み（しぶつみこみ、phloem loading）という。篩部積み込みには、アポプラスト型篩部積み込みとシンプラスト型篩部積み込みの2種類がある。アポプラスト型では、光合成をおこなう葉肉細胞（またはそれと原形質連絡で繋がる篩部柔細胞）と伴細胞・篩管要素との間に原形質連絡が少ないため、葉肉細胞や篩部柔細胞からスクロースが一旦細胞壁に出され、それが伴細胞や篩管要素に取り込まれる。これは草本植物に多く、ユリノキ（モクレン科）やハンノキ（カバノキ科）にもみられる。また、寒冷地や乾燥地域に進出した植物で多い。一方、シンプラスト型では葉肉細胞や篩部柔細胞と伴細胞や篩管要素との間に原形質連絡があり、糖がそれを通って拡散により移動する。熱帯に産する植物やつる植物に多い。
光合成産物の供給速度はソース活性、光合成の消費・貯蔵速度はシンク活性と呼ばれる。ソース活性がシンク活性を上回ると、光合成により生産された糖や澱粉が葉内に蓄積し、糖センサーが感知する。糖センサーの働きにより、RuBisCOなどの葉緑体蛋白質の代謝回転が停止し、蛋白質が分解されて葉の光合成最大活性は低下する。この蛋白質分解によって生じたアミノ酸は篩部転流により展開中の若い葉などの成長部位に供給される。展開中の葉のシンク活性は高く、植物体のほかの部分から糖や窒素源を輸入して成長する。シンク葉は先端から基部に向かってソース化する。これがソース葉に転じると、糖が蓄積すると光合成蛋白質が分解される。ソース化しつつある葉をシンク-ソース転換葉という。

### 蒸散と排水

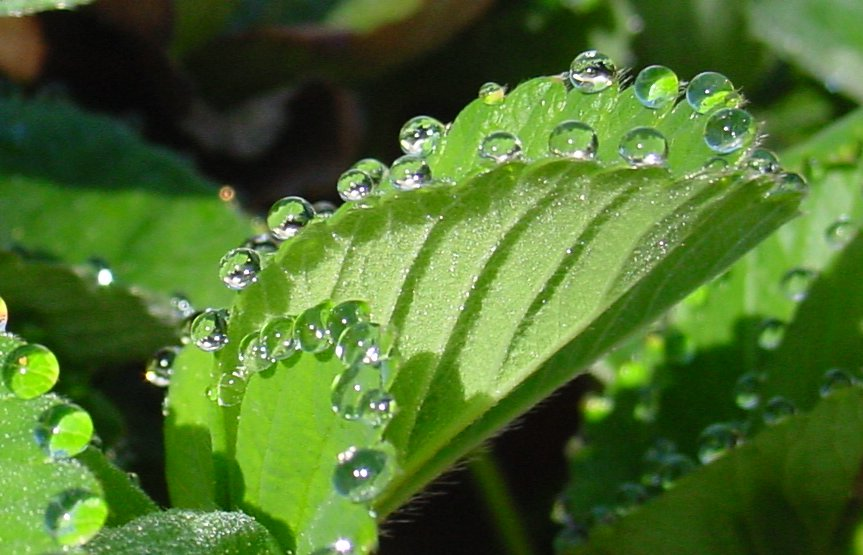
葉縁から排水を行うオランダイチゴ（バラ科）の葉

光合成のためのガス交換の際に気孔が開かれるが、多くの場合大気中の水ポテンシャルは葉の水ポテンシャルより低いため、気孔を通じて水蒸気が大気に拡散する。クチクラ層からもわずかに水が滲み出すため、ここからも水蒸気が大気に拡散する。このように気孔またはクチクラを介した大気中への水蒸気の拡散を蒸散（じょうさん、transpiration）という。気孔を通じた蒸散はおもに葉の裏で行われる。気孔は2個の孔辺細胞の働きにより開閉し、蒸散量の調整を行う。葉の内部では、気孔に近い細胞壁表面から蒸発した水は細胞間隙および気孔腔を通過し、気孔を通じて葉から出る。葉で蒸散が行われると、根で吸収された水が吸い上げられる。夏の日中などの蒸散が激しく行われるときには、水の吸い上げが追いつかず、葉は一時的に萎れる。多くの種では、気孔の開閉は葉の内部の細胞間隙の二酸化炭素濃度に応答して起こる。また、高い二酸化炭素濃度による気孔閉鎖は葉肉によって加速される。
一方、蒸散が活発でないときには根から押し上げられた水が、陽圧によって葉縁の鋸歯にある水孔などの排水組織（はいすいそしき、hydathode）から水滴として排出される。この現象は排水（はいすい、guttation）と呼ばれる。排水組織には、排水細胞、排水毛、水孔などがある。多くの陸上植物の葉の辺縁部に見られる排水組織は水孔（すいこう）である。特にサトイモ（サトイモ科）、フキ（キク科）、アジサイ（アジサイ科）、ユキノシタ（ユキノシタ科）、イネ科によく発達する。水孔からの排水は蒸散速度が低くなる、（特に夏の）夜から早朝にかけてよく観察される。葉内間隙の気相を維持する機能があると考えられている。

### 運動

オジギソウ Mimosa pudica（マメ科）の葉を閉じる素早い運動

マメ科植物の葉は、太陽光線の強さに応じて角度を変化させる調位運動や就眠運動を行う。クズの葉は、早朝と夕方には太陽光線に葉を向け、一方日中は太陽光線を避けて葉を立てる。これにより、葉の温度を低減させる効果があると考えられている。この太陽光に葉を向ける性質を向日性（こうじつせい、diaheliotropism、向日屈性）、葉面への対応の直射を避ける性質を忌日性（きじつせい、paraheliotropism）という。向日性は正向日性、忌日性は負向日性とも呼ばれる。
この調位運動や睡眠運動には、葉柄基部が肥大化した葉枕（ようちん、pulvinus）と呼ばれる構造が関与している。マメ科のほかにカタバミ属やヤマノイモ科にも知られる。特にマメ科のオジギソウでは、葉身が刺激を受けると小葉が折りたたまれ、葉枕の働きによって葉全体が下向きに倒れることが知られている。これは葉枕細胞の透過性が高まり、活動電位が生じて発生した振動傾性運動である。この素早い運動は植食性昆虫や草食動物による採食行動を抑制していると考えられている。
食虫植物のハエトリグサ（モウセンゴケ科）では、捕虫葉の葉身の向軸側にある感覚毛にハエなどの昆虫が2回触れると葉を閉じ、捕食して消化する。

### 葉の色と生理
多くの植物で光合成を行う普通葉は、葉緑体を含むため、緑色を呈することが多い。しかし、種や条件により他の色を呈するものも知られる。
例えば、下記の紅葉のほかに、多年生の木本植物などの芽が休眠を打破して形成される新葉（しんよう）には、赤く色付くものがある。例えば、バラ（バラ科）、ハゼノキ（ウルシ科）、アラカシ（ブナ科）、タブノキ（クスノキ科）、アカメガシワ（トウダイグサ科）、テイカカズラ（キョウチクトウ科）、ヒサカキ（モッコク科）、フジ（マメ科）など様々な分類群で見られる。
葉はストレス応答によっても、アントシアニンなどの色素を蓄積して呈色する。そのため、ナンテン（メギ科）の葉は冬季には赤くなるが、春になると再び緑色に戻る。スイバ（タデ科）のような多年草やノゲシ（キク科）のような越年草でも越冬葉が赤くなる。
新葉や落葉前の紅葉を含む、赤く色付いた葉の究極要因として、2つの仮説が考えられている。1つは、葉を過度の光から保護するためであると考えられている。クロロフィルが分解されて光合成活性が低下した葉に光が過剰に当たると、細胞損傷や早期の落葉を引き起こす可能性がある。これを防いで葉から幹への栄養素の移動を促進するために、短波長の光を吸収するアントシアニンを合成し、入射光の量を和らげていると考えられている。
もう1つの仮説は、植物を食べる昆虫への警告であると考えられている。葉に防御物質が多く含まれていたり、栄養価に乏しかったりするため、昆虫に近寄らないように指示する信号となっていると説明される。これは特に秋に産んだ越冬卵が春に孵化して葉を食害するアブラムシなどの昆虫を想定したものである。これにより、植食者による食害を防ぐ効果があるとされる。
花の周りの葉が変色し、花を目立たせるものも知られる。ポインセチア（トウダイグサ科）の苞は、花粉を媒介する虫をおびき寄せるために赤く変色し、期間が過ぎると緑となる。ハンゲショウやマタタビでは、花の近くの葉が白く変色する。

### 地理的変異

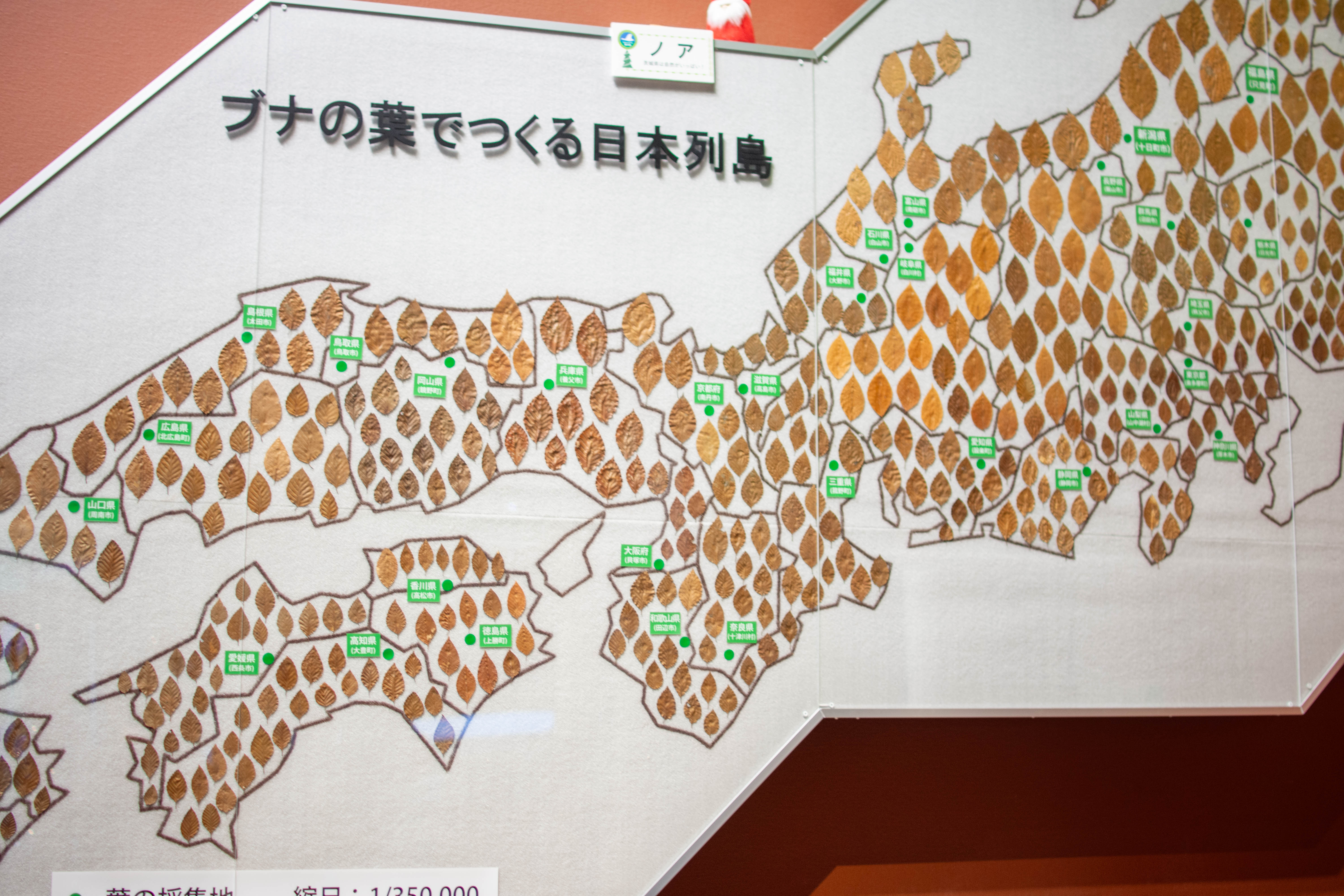
日本列島におけるブナの葉にみられる地理的変異

同じ種でも、異なる環境に適応して形質を変化させることが知られている。この異なる型をエコタイプ（ecotype、生態型）という。種内で地域的にまとまってみられる地理的変異では、中間型が存在することが多い。緯度などの環境傾斜である性質が連続的に変化する変異をクライン（cline）という。日本におけるブナ（ブナ科）の葉では、葉面積は北に行くほど大きくなる傾向があり、ほぼ緯度に従ったクラインが見られる。日本海側と太平洋側でも葉の大きさと厚さが異なる。また、形態的可塑性にも地域差があり、北方の集団では陰葉と陽葉の葉面積の差が大きいことが知られている。

### 渓流沿い植物の葉
渓流沿い植物（レオファイト、rheophyte）は流れの速い河床や豪雨により氾濫しやすい川の増水時に水没する川岸に生育する植物であり、その環境に適応して特殊化した形態を示す。葉や小葉の葉身が狭くなる適応形態を持つことが多く、この適応を狭葉化（きょうようか、stenophyllization; 細葉化）という。葉の幅に対する相対的な長さを表す葉形指数（ようけいしすう、leaf index）は大きく、ふつう4以上である。葉脚は楔形で、先端は鋭尖頭から尾状、葉縁は全縁となり、流線型に近付くことで環境に適応している。ヤシャゼンマイ（ゼンマイ科）では葉身だけでなく葉柄も変化し、柔軟性に富み、水流ストレスを低減させるための進化が報告されている。

## 葉の老化
植物の老化（ろうか、senescence）はその組織単位によって、遺伝的に制御された細胞の死であるプログラム細胞死、器官の老化、個体全体の老化の3タイプが区別される。器官の老化には、葉、枝、花や果実の老化が含まれ、栄養成長や生殖成長の様々な段階で発生し、老化した器官は脱離（abscission）する。葉の老化は常緑樹も含めてすべての葉に起こる現象で、年齢、環境要因、ストレスに応答し老化が起こる。通常の生育条件下では、植物ホルモンや制御因子の機能により老化が起こり、シュート頂分裂組織から遠い、古い葉から老化してゆく（逐次的な葉の老化）。一方葉の老化は日長が短くなり、気温が低下する季節性によっても起こる（季節的な葉の老化）。

### 落葉

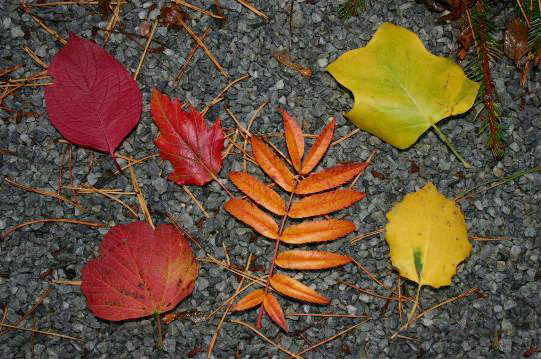
様々な色を呈す落葉

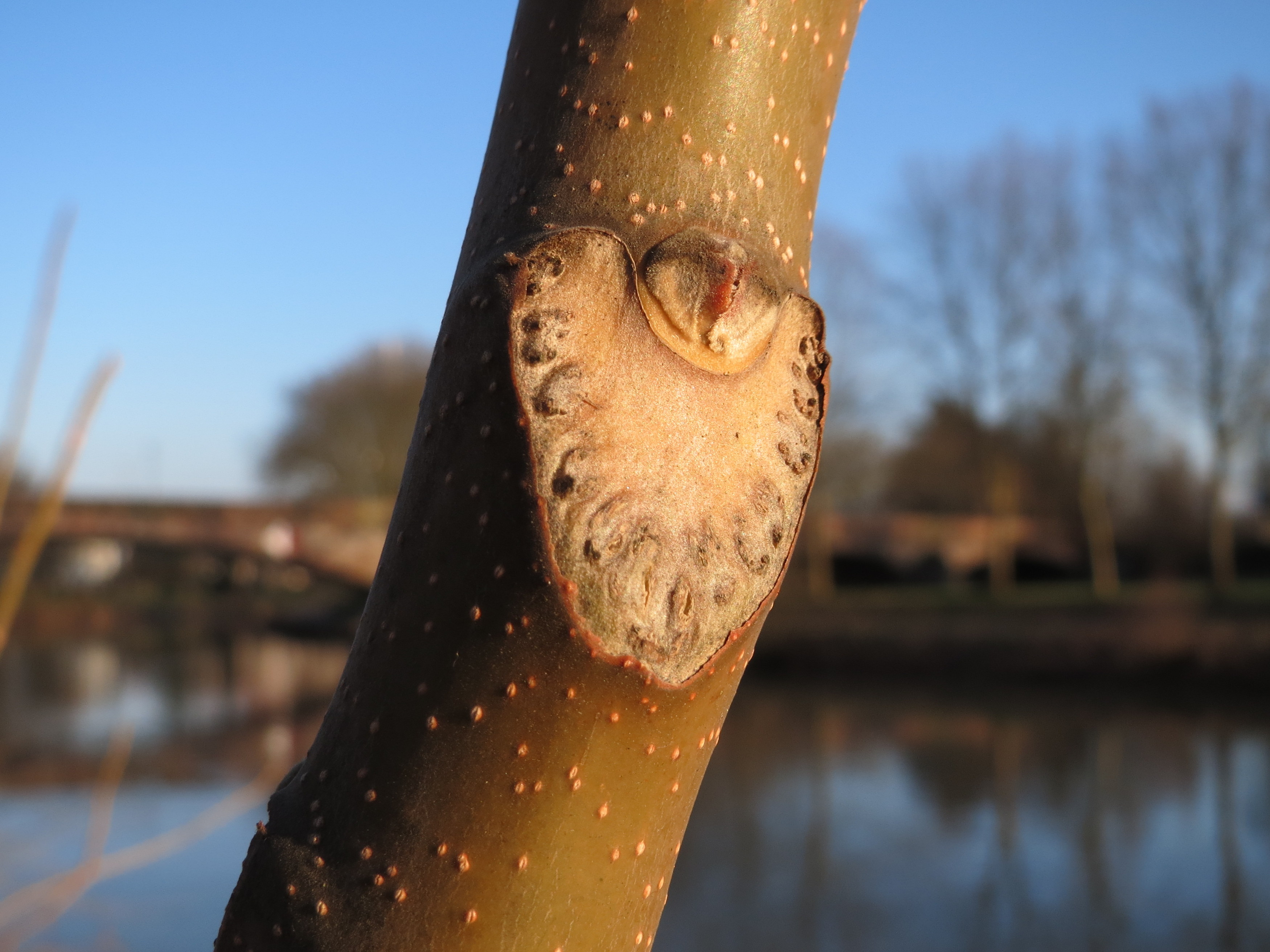
ニワウルシ （ニガキ科）の葉痕

ほとんどの植物で葉は二次肥大成長を行わないため、老化し、個体とは別に寿命を持つ。老化した葉はあるタイミングで茎との境界に離層を分化して母体から脱落することが多い。このように、葉が脱離する現象を落葉（らくよう、leaf abscission）という。この際、茎の表面に葉痕（ようこん、leaf scar）を残す。落葉に伴い、葉色が変化して紅葉や黄葉を伴うものも多い。
葉の生理的寿命が近づくと、葉内の養分がより若い葉などの栄養組織や生殖器官に向けて栄養を効率的に移動させる篩部転流が起こる。この際最初に起こる構造変化は、葉の全蛋白質の70%を含んでいる葉緑体が分解される。離層帯の中にある離層が発達して物質の流通が制限される。その後離層細胞内で新たに合成された細胞壁分解酵素の分泌により、離層細胞の分離や崩壊が起こり、葉が脱離する。これに伴い、茎側の断面はコルク層で被覆される。脱離の過程は離層周辺のオーキシン量とエチレン量により制御されている。すなわち、植物ホルモンであるエチレンの増加が離層形成を促進し、オーキシンの低下によりその過程が促進される。
一般的な紅葉はクマリン臭を呈す。一方、カツラ（カツラ科）では、落葉がカラメル様の芳香を放つことが知られている。これは老化段階や乾燥により生成されるマルトールによるものである。
落葉樹であるデイゴ（マメ科）は、葉を残したまま越冬するとほとんど開花不良となることが知られており、花芽形成には落葉が必要であると考えられている。

#### 落葉性
植物の個体が、生活史中ですべての成葉を脱落させる時期を持つ性質を落葉性（らくようせい、deciduous）といい、その性質を持ち、ある時期には全く緑葉を付けなくなる木本植物を落葉樹（らくようじゅ、deciduous tree）という。落葉樹のうち、落葉の時期にも少数の緑葉を残すものは半落葉性と呼ばれる。葉の寿命が1年以内である落葉樹に対し、葉の寿命が1年から数年で、年間を通して緑葉を付ける性質を常緑性（じょうりょくせい、evergreen）といい、そのような樹木は常緑樹（じょうりょくじゅ、evergreen tree）と呼ばれる。
落葉樹で落葉が起こるのは生育に不適な時期であることが多い。四季を持つ温帯では生育に不適な時期が寒期（冬）であることが多く、寒期に落葉する性質を夏緑性（かりょくせい、summer green）といい、そのような落葉樹を夏緑樹（かりょくじゅ、summer green tree）という。この生育に不適な時期は乾燥期や光条件が悪い時期であることもある。落葉樹林の林床に生える多年生草本では、光条件が良くなる冬に葉をつけるものが知られる。気候帯によっては温暖で湿潤な冬季に葉を展開し、乾燥した夏季に落葉するのもみられ、冬緑性（とうりょくせい、winter green）と呼ばれる。熱帯から亜熱帯にかけて、二季性の気候下で乾季に落葉するものは雨緑（うりょく、rain green）と呼ばれ、そのような樹木を雨緑樹（うりょくじゅ、rain green tree）という。熱帯では、年中落葉が続く種もあれば、周期的に落葉する種もある。

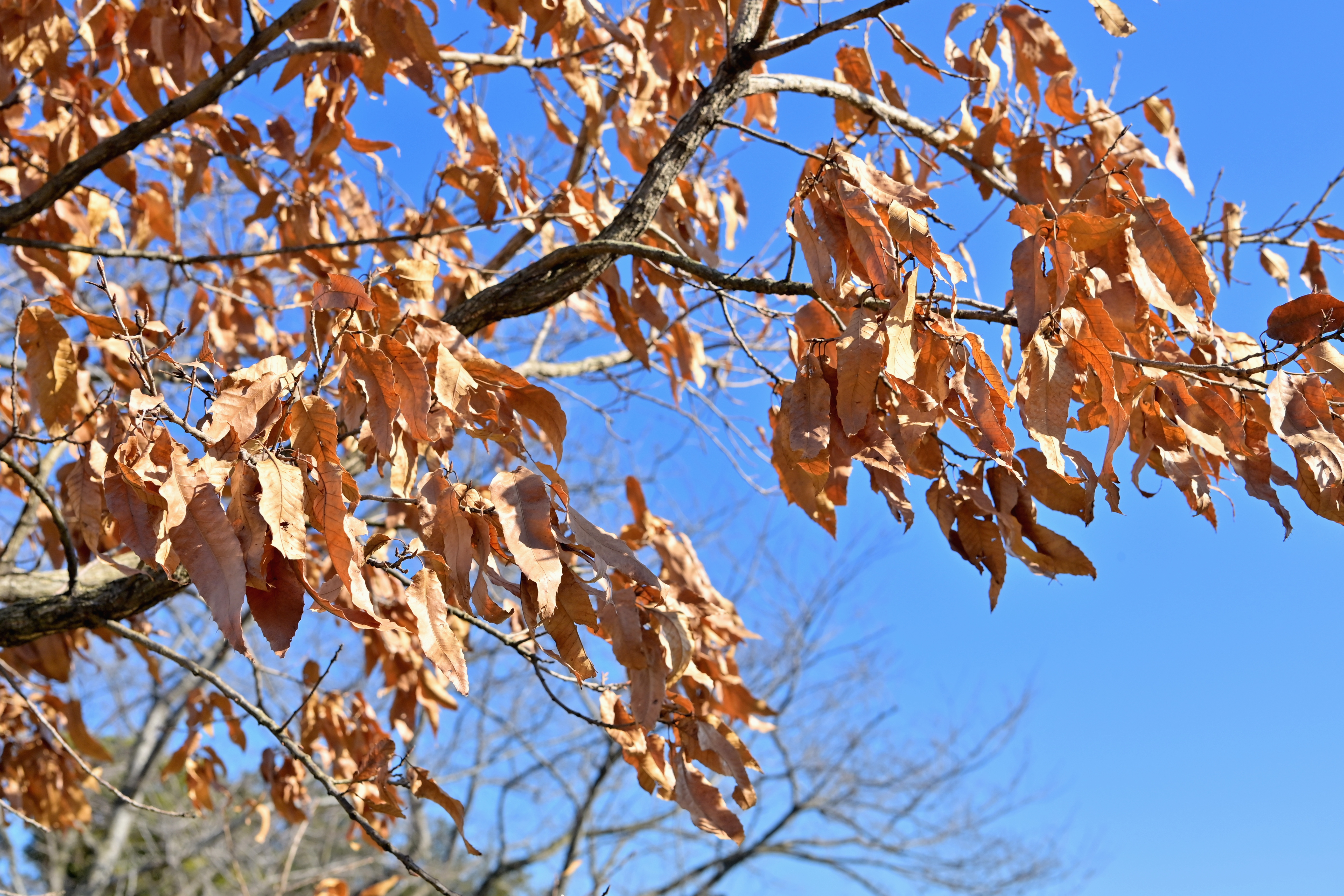
落葉せずに木に残るクヌギ（ブナ科）の枯葉

落葉のタイミングも種によって異なり、クヌギやカシワ、ブナ（いずれもブナ科）のように、離層形成が遅いためしばらく枯葉が残り続けるものも知られる。ヤマコウバシ（クスノキ科）のように、葉は枯れても落葉せずに枯死した葉がそのまま越冬するものも見られる。落葉樹の枯れた葉が離れないで枝に残る性質は枯凋性（こちょうせい、marcescence）と呼ばれる。
落葉樹と違って目立たないが、常緑樹であっても落葉は起こっている。葉は次々に更新され、東アジアでは普通、2–3年かけて入れ替えられる。ただし、常緑樹であっても、それ未満の葉の寿命を持つ場合もある。例えばクスノキ（クスノキ科）の日当たりの良い位置についた葉では、1年後には半数となる。マングローブの常緑樹でも、葉の寿命が半年のものが知られる。この常緑樹の落葉は主に春から初夏にかけて起こり、新葉が展開するとともに旧葉が落下する。葉の寿命や更新する頻度は種によって異なり、常緑樹のアコウ（クワ科）は、葉の寿命が8か月程度であるとされる。アコウは年に数回落葉し、落葉の時期は個体によって異なる。6割程度の個体は5月ごろ新葉が出る前に落葉し、一時期ほぼ全部葉を落とすが、夏や秋口に落葉するものも見られる。
草本植物でも落葉は見られる。例えば、セイタカアワダチソウでは茎の成長とともに上部に葉が展開し、下部の葉が落下する。これは落葉樹が示すような季節的な老化に対し、葉の発達年齢によって支配される逐次的な葉の老化（sequential leaf senescence）である。

### 紅葉

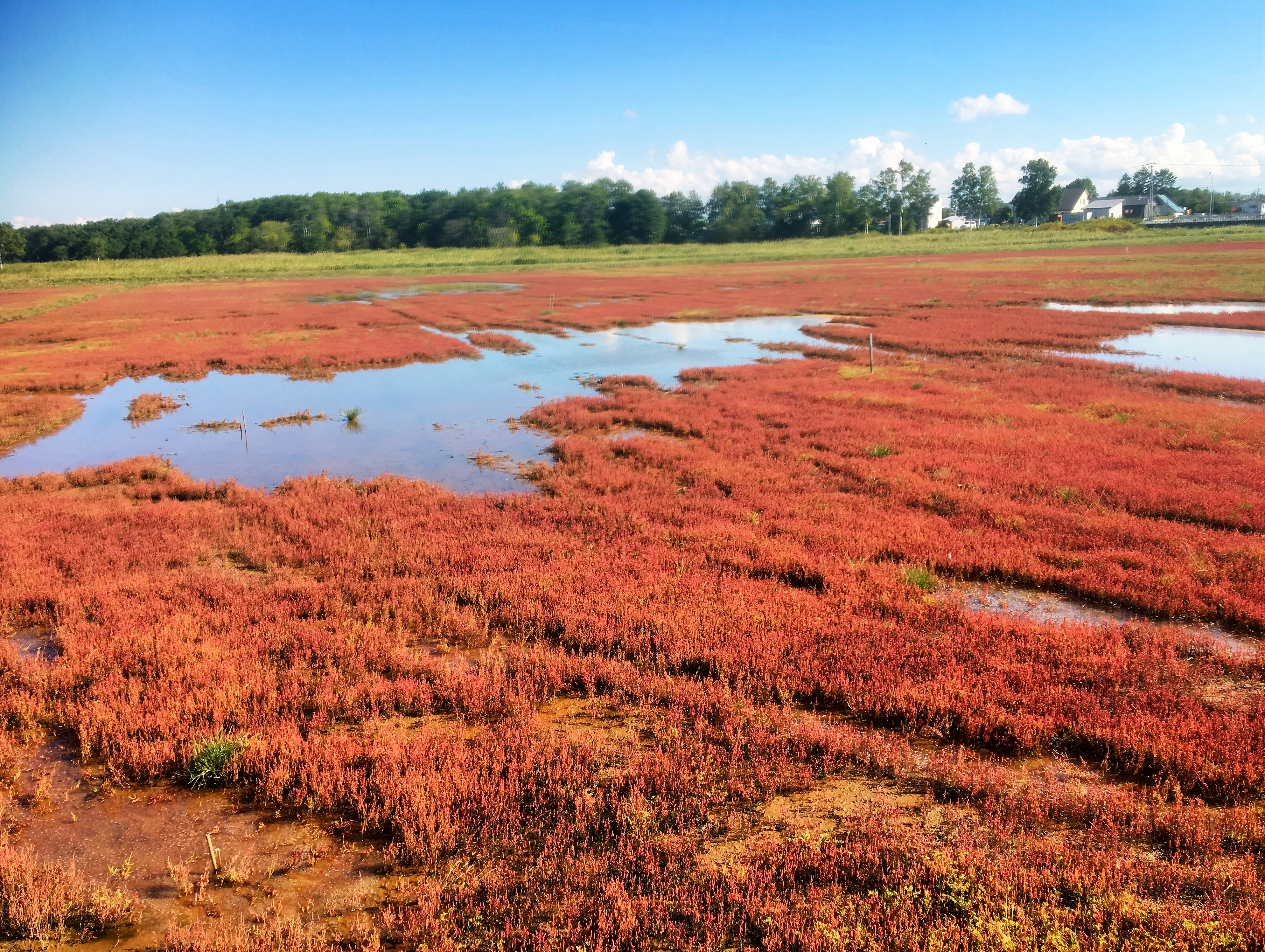
紅葉したアッケシソウ （ヒユ科）の群生

秋から冬口に気温が低下して日照時間が短くなったとき、主に樹木の葉が赤色、黄色、褐色などに変化し、落葉（アポトーシス）する現象を紅葉現象（こうようげんしょう）という。紅葉現象には、葉の色によって紅葉、黄葉、褐葉が区別される。日本では紅葉はカエデ属 Acer、黄葉はイチョウやカバノキ属 Betula に顕著である。
紅葉現象において、葉が赤く色づくことを紅葉（こうよう）という。落葉に先立って葉柄基部に離層が形成され、糖類の移動が妨げられることで葉内の糖量が増加する。また、葉緑体が退化してクロロフィルが分解され、それとともに赤色を呈する色素であるアントシアニンを合成し、それが蓄積されることで赤色を呈する。この離層形成には糖の増加とともに植物ホルモンが関与していることが示唆されている。アントシアニンは葉に蓄積した糖やアミノ酸から作られる。イロハモミジ（ムクロジ科）、ドウダンツツジ（ツツジ科）、ウルシ（ウルシ科）、ニシキギ（ニシキギ科）、ツタ（ブドウ科）、ヤマザクラ（バラ科）など多様な樹木に見られる。一方、秋に葉緑体が退化するのに伴い、アントシアニンではなくロドキサンチンなどの赤色のカロテノイドが色素体に蓄積することで紅葉を呈すが、落葉せずに春になると再び葉緑体が発達して緑色に戻るものも知られる。スギやヒノキ（ヒノキ科）、セイヨウツゲ（ツゲ科）に見られる。
草本植物でも紅葉を示すものがあり、樹木と同様にアントシアニンの蓄積を示すものが知られる。しかしこの場合、クロロフィル分解とアポトーシスは起こらず、蓄積されるアントシアニンは複数の糖とアシル基で修飾されている。このタイプの紅葉はベゴニア（シュウカイドウ科）、アカキャベツ（アブラナ科）、イヌタデ（タデ科）、コウライシバ（イネ科）、ヨモギ（キク科）などに見られる。草本植物のうち、アントシアニンではない別の赤色色素ベタシアニンにより呈色するものも知られる。アカザ、ケイトウ（ともにヒユ科）、ヨウシュヤマゴボウ（ヤマゴボウ科）などに知られるほか、アッケシソウ（ヒユ科）やシチメンソウ Suaeda japonica（アカザ科）は秋にベタシアニンを合成してアポトーシスする。
一方、葉内のクロロフィルや蛋白質が秋の落葉前に分解されて移動する結果、残されたカロテノイドやキサントフィル類を主体とする黄色色素により葉が黄色を呈する現象を黄葉（おうよう、こうよう）という。これにより窒素やリンなどの栄養素が回収される。これらのカロテノイドは夏場はクロロフィルによって見えないが、共存している。アントシアン形成とカロテノイドの多寡により葉は様々な色調を呈し、紅葉と黄葉は同じ葉に起こることもある。
褐葉（かつよう）を持つものは、クロロフィルの分解とともに葉の中に含まれるフラボノイドが重合し、フロバフェンとなることで褐色を呈す。褐葉初期にはカロテノイドと共存することにより黄色から褐色への変化が観察される。褐葉を持つ樹種には、ケヤキ（ニレ科）、クヌギ、ブナ、コナラ、クリ（以上いずれもブナ科）などが知られる。

### 生理障害

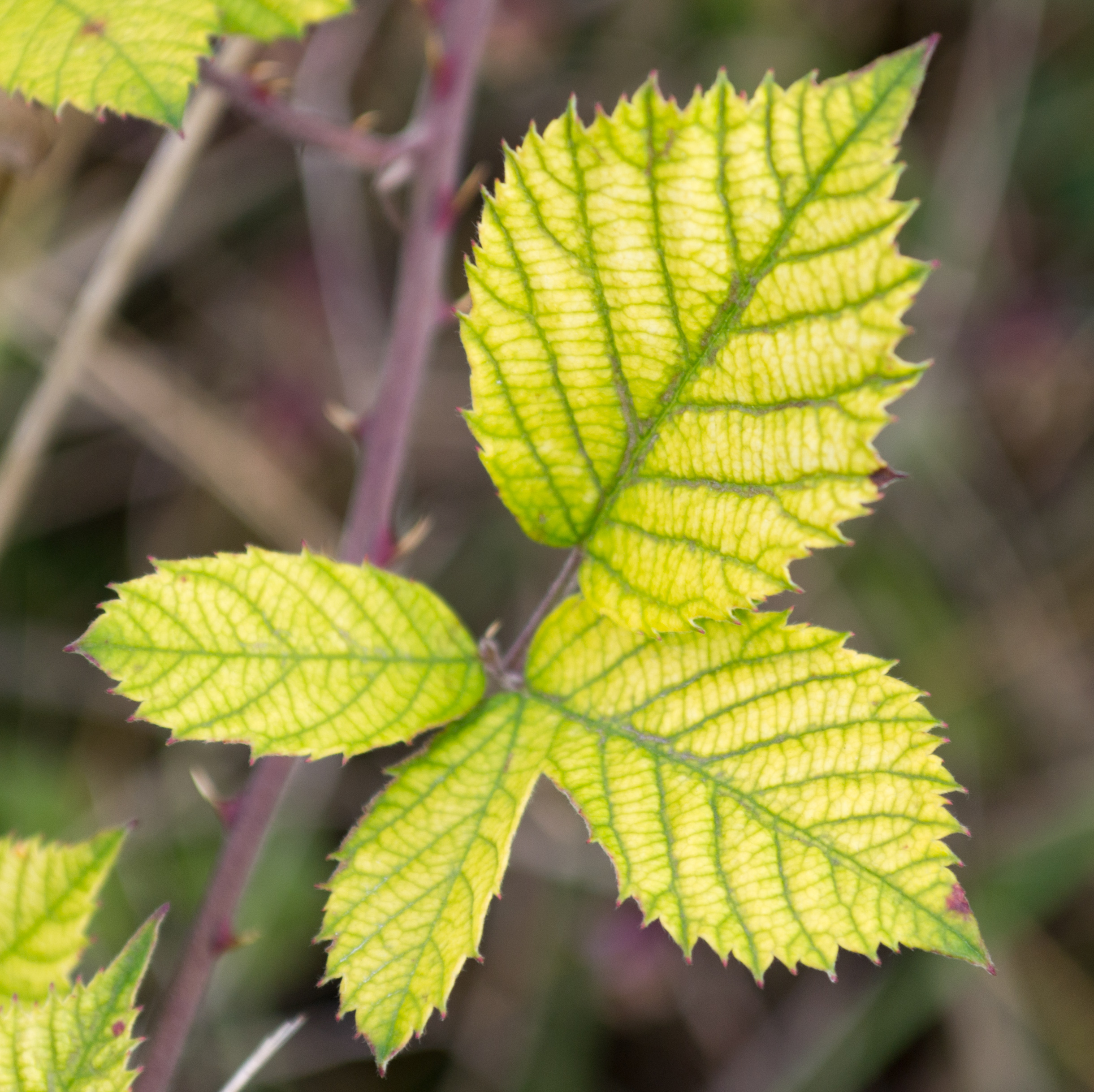
葉脈を残して白化したキイチゴ属の一種 （バラ科）

葉の老化は、成熟前であってもストレス環境にさらされることで起こる。
様々なストレスによっても離層が形成され、落葉が誘導されることが知られている。例えば、病原体の侵入や捕食者による攻撃、水不足のほか、化学物質によっても落葉が誘導される。例えば、バラ科の落葉果樹では、酢酸フェニル水銀や硫酸銅、塩素酸マグネシウムにより落葉が誘導されることが示されている。また、塩化ナトリウムによるストレスによっても落葉が起こる。オレンジ Citrus sinensis（ミカン科）では、塩ストレスに応答してエチレンの生成が増加し、落葉が促進されることが分かっている。アコウでも台風による潮害で落葉した報告がある。
強光下における緑葉では、光合成が光飽和に達する。余剰な光エネルギーにより活性酸素の生成につながり、光阻害が起こる。光阻害では、蛋白質の破壊や膜脂質の過酸化により葉緑体における光合成系の機能が低下してしまう。なお、直射日光による高温障害や低温障害などの急激な環境変化により、葉が部分的に変色する現象を園芸用語では葉焼け（はやけ）という。植物は光阻害を回避するためのメカニズムを備えており、調位運動による受光量の調節や、励起エネルギーの熱散逸を行う。
植物では特定の元素の欠乏により、特定の欠乏症状が現れる。中でも、葉緑体は多くの蛋白質を含んでいるため、その構成元素を主とする多くの元素で欠乏症状として成熟葉や新葉におけるクロロシスが起こる。クロロシス（chlorosis、白化）はクロロフィルなどを失い白っぽくなる現象である。逆にリン欠乏では葉緑体が減少せずに生育抑制が起こるため、葉が濃緑色化する。キュウリ（ウリ科）では、未展開の若葉時のカルシウム不足により「落下傘葉」と呼ばれる葉の形態を示すことが知られている。ブドウ（ブドウ科）では、マグネシウム欠乏により、葉肉が黄色くなり、葉脈だけが緑色に残る「トラ葉」と呼ばれる形態を示す。

## 生態系における葉
植物が葉で光合成を行うことにより生産した栄養は植物体の葉を支えるほかの部分に溜め、繁殖のための花や果実にも投資される。従属栄養の動物や分解者となる微生物は、それらの栄養を利用して生存している。植物は生態系における生産者であるため、様々な従属栄養生物により被食される。一方、植物は捕食者から身を守るために様々な防御の手段を獲得している。
森林では、樹木の葉や枝が落下し、土壌生物によってほとんど分解されないまま堆積する落葉落枝層を形成する。この落葉落枝の供給は森林や水圏生態系の物質循環に重要な役割を担っている。落葉はその半分以上が分解して失われる頃まで、内在する微生物の助けを借りて窒素を大気から取り込み、多くの種の微生物を包み込んで繁殖させている。
また、葉面に分布する気孔からの蒸散は、植生地における潜熱の大部分を陸域生態系から大気へ輸送するのに機能する。そのため、植物からの蒸散は大気-陸域生態系の水交換において最も重要なプロセスとなる。それ以外にも、雨や露などで濡れた葉面からの遮断蒸発も大気への水輸送に寄与する。森林は成層構造をなし、葉が何層にも重なっているため、地面の面積当たりでは、湖のような開けた水面よりも多くの水が蒸散されることがある。

### 生葉上着生

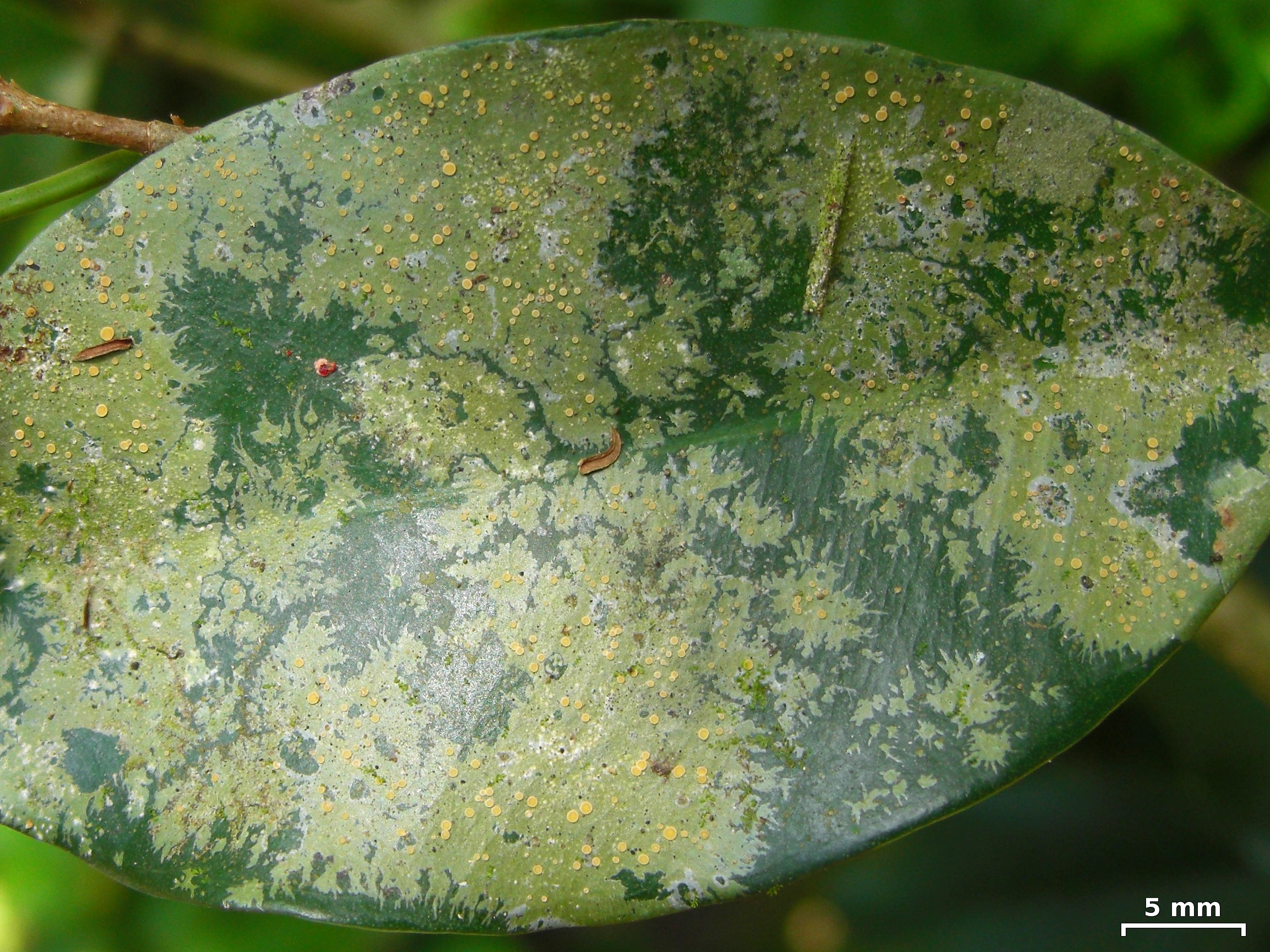
アマゾンで見られた生葉上地衣類

蘚類・苔類・地衣類には植物の生きた葉上に着生するものが知られ、これを生葉上着生（せいようじょうちゃくせい、epiphyllous, foliicolous）という。生葉上着生は熱帯で多くみられる。
大葉シダ植物や被子植物の葉上にはカビゴケ Leptolejeunea elliptica やヨウジョウゴケ Cololejeunea goebelii（ クサリゴケ科）のような生葉上苔類（せいようじょうたいるい、epiphyllous liverworts）が生育する。生葉上に着生する蘚類の報告は極めて少ないが、コバノイトゴケ Haplohymenium pseudotriste（シノブゴケ科）などの例があり、合わせて葉上蘚苔類とされる。
また、地衣類にも葉上で生活するものがあり、生葉上地衣（葉上生地衣、foliicolous lichen）と呼ばれる。時には落葉樹の葉上にも見つかることがある。

### 被食と防衛
葉は昆虫など様々な動物に摂食される。特に昆虫は約50万種が植物を常食している。3億5千万年以上前から捕食-被食関係にあり、共進化が起こってきた。一方植物は昆虫の食害に対し、毛状突起や棘などの表面構造および鉱物結晶による物理的な障壁や、毒性を持つ二次代謝産物による化学的防御を発達させてきた。例えば、アブラナ科では毛は鱗翅目の幼虫からの食害を防ぐことが知られ、食害によって毛が増加することが示されている。それに加え、直接的または間接的な誘導型防御も進化させており、昆虫に食害されると、食害された葉などから食害を行った虫の天敵となる捕食者を誘引するための植食者誘導性植物揮発性物質を放出するものも知られている。
一般的に葉を摂食する昆虫を食葉性害虫（defoliator）という。アゲハチョウ科（鱗翅目）のように、その幼虫が特定の植物のみを食草として摂食するものも知られる。このような食性は狭食性（スペシャリスト）と呼ばれ、90%の昆虫は狭食性で、食べる植物を選り好みしない広食性昆虫（ジェネラリスト）は残りの10%に限られる。こうした狭食性は、化学物質を毒として防御を行っている食草に対して、解毒作用を持つ代謝系を獲得して特化することにより起こっている。また、昆虫の中には植物が生成した毒を蓄積し、天敵に対する防御に用いるものもいる。
葉肉中に潜孔して葉肉細胞を摂食する昆虫も知られ、潜葉性昆虫（leaf miner、リーフマイナー、ハモグリ）と呼ばれる。クルミホソガ（鱗翅目）やハモグリバエ（双翅目）などが知られる。通常の昆虫に食べられた箇所の細胞は褐変し、枯死するのに対し、潜葉性昆虫が摂食した葉は緑色が維持される。潜葉性昆虫が残す潜葉痕は葉化石においても観察され、後期三畳紀の地層から潜葉痕の残ったシダの葉化石も見つかっている。
葉は、それを食害する昆虫の身を守るためにも利用される。アメリカシロヒトリやモモノゴマダラノメイガなどの鱗翅目幼虫は、葉を網で綴り合わせて身を守りつつ、葉を食害する。オトシブミ科（鞘翅目）のオトシブミ亜科およびアシナガオトシブミ亜科の全て、チョッキリゾウムシ亜科の一部では、宿主植物の葉を巻いて揺籃を作り、その中に産卵する。揺籃は切って落とされ、孵化した幼虫がそれを食べて成長する。鱗翅目でも揺籃を作るものがあり、ハマキガ科などに知られる。

#### 虫癭

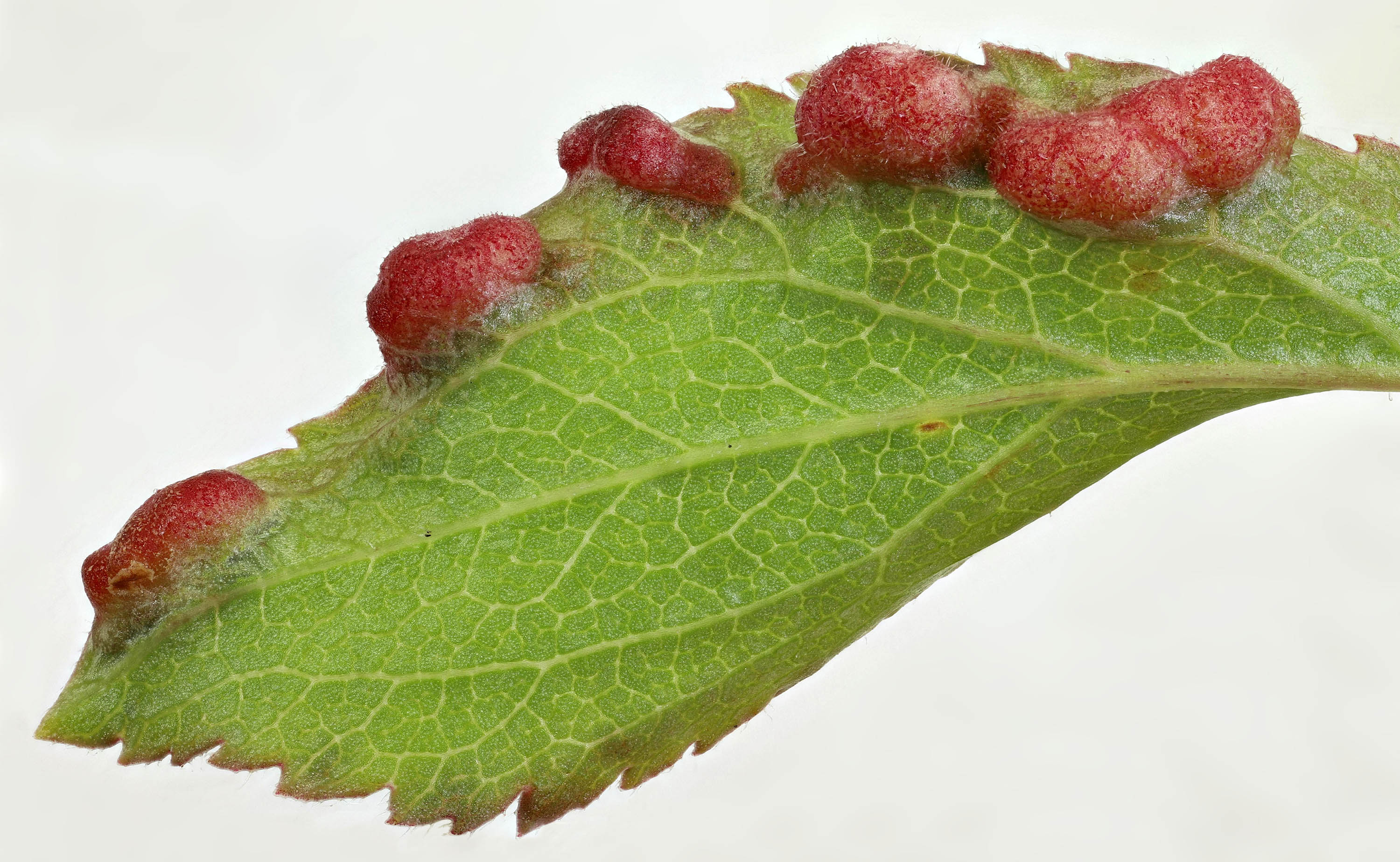
フシダニの一種 によりスピノサスモモ Prunus spinosa（バラ科）の葉につくられた虫癭

昆虫が新しい植物組織を刺激し、一部の細胞を増殖・肥大させることで虫癭（ちゅうえい、虫こぶ、gall, zoocecidium）と呼ばれる異常な構造が形成されることがある。ふつう新葉や新芽などに昆虫が産卵することで形成される。代表的な昆虫はタマバエ類で、種ごとに宿主特異性がある。タマバエが虫癭を作る植物は、ヤナギ科、ブナ科、クスノキ科、バラ科、マメ科、キク科などに多く見られる。ほかにも、タマバチ、アブラムシ、キジラミ、ハバチ、スカシバガ、アザミウマ、コナジラミ、カイガラムシなど、多様な分類群が虫癭を形成する。

#### 菌の栽培への利用

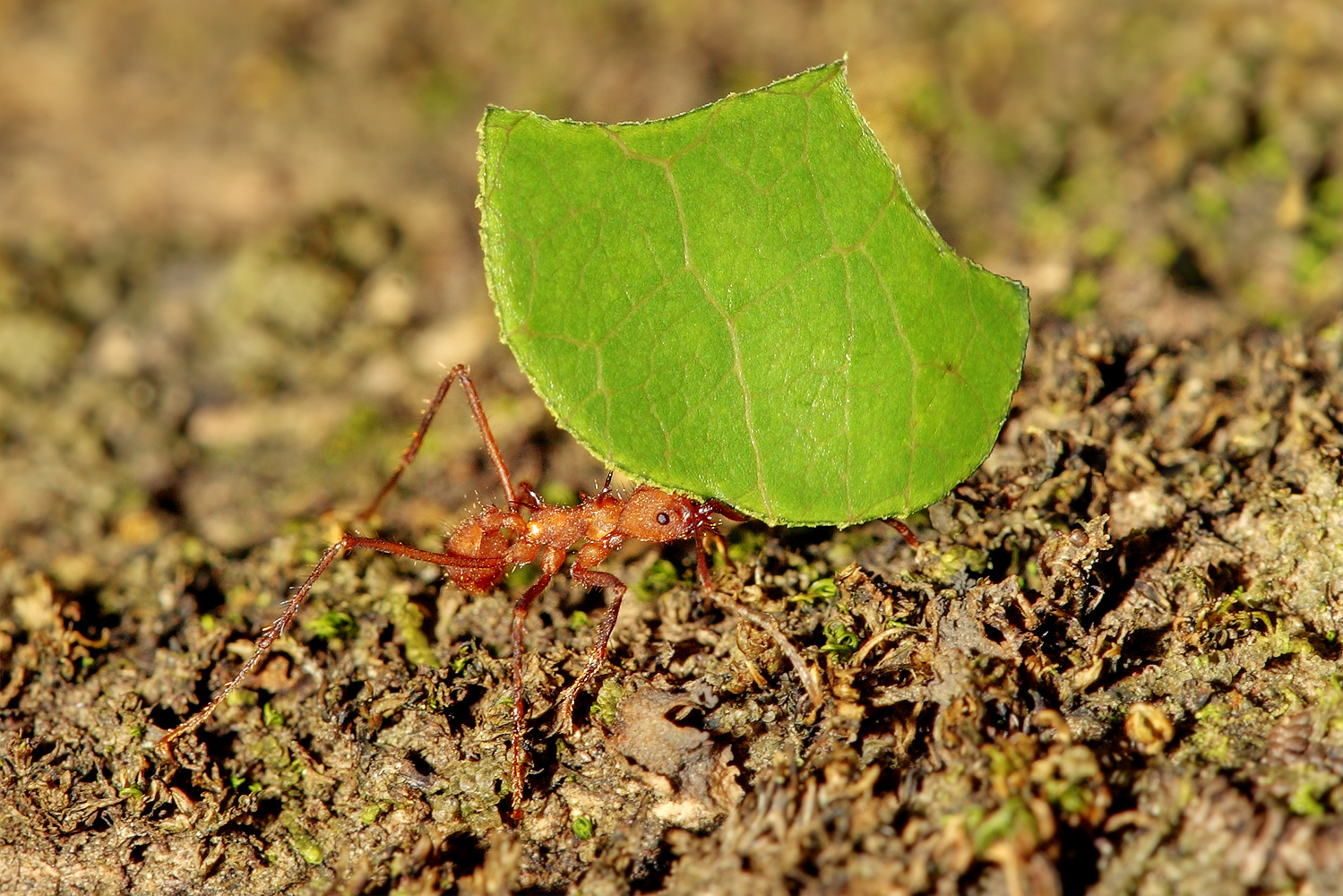
コスタリカで観察されたハキリアリ

ハキリアリ（膜翅目アリ科）は植物の葉を切って持ち帰り、それを用いて特定の種の真菌を栽培し利用する。まず中型の働きアリが巣外で植物の葉を噛み切ってもち帰り、小型の働きアリがその葉片をさらに細かく噛み砕いて菌室に積み上げ、そこで固有の真菌を栽培する。菌糸は植物体の表面に繁殖し、微小な小球体が育ってアリの食物となる。

### 動物による擬態

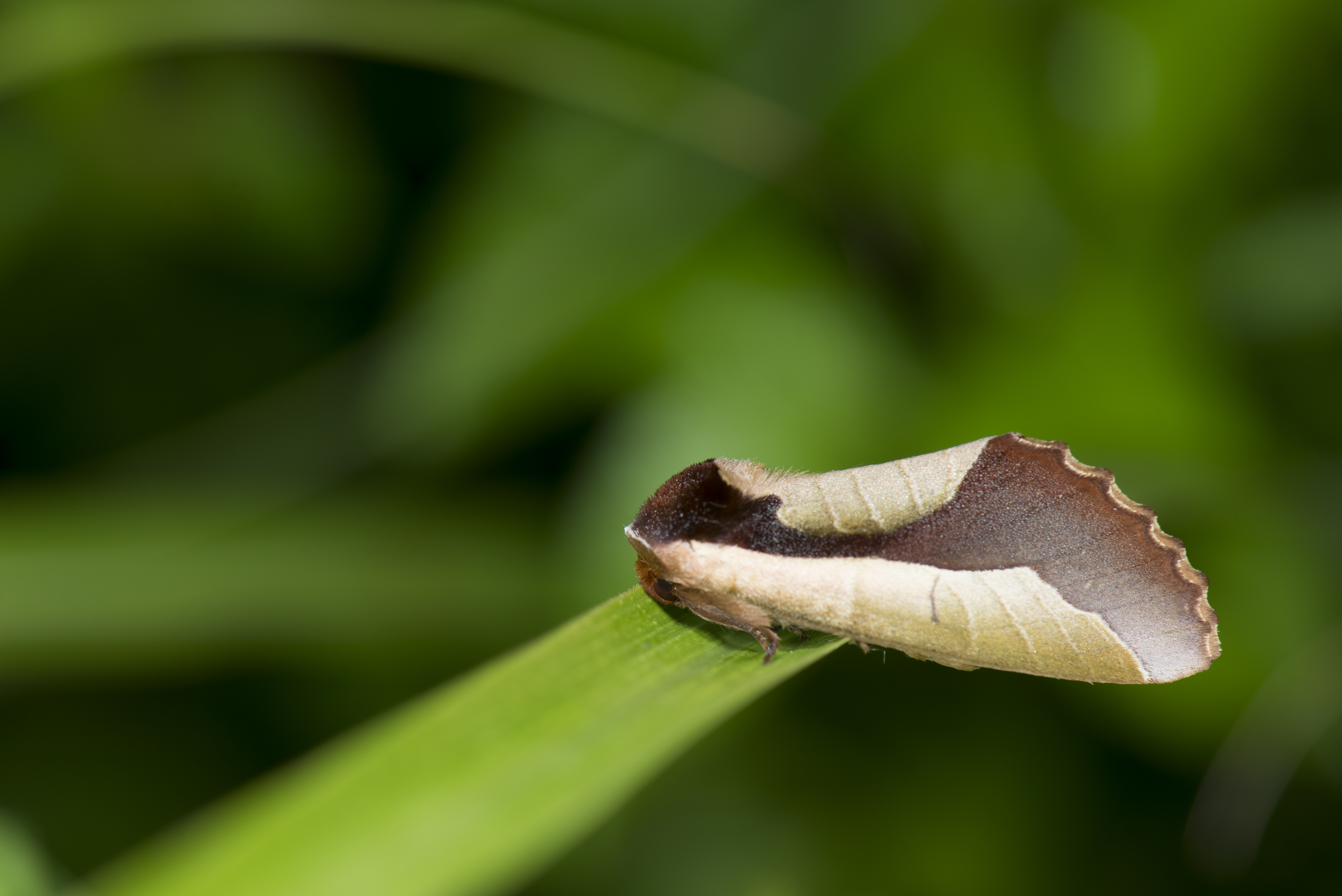
枯葉に擬態するムラサキシャチホコ

動物の中には、捕食者などの他の動物の関心を惹かないものへの隠蔽的擬態を行うものが知られる。特に植物への擬態は隠蔽的植物擬態（いんぺいてきしょくぶつぎたい、phytomimesis）と呼ばれる。例えば、緑葉上に生息する鱗翅目幼虫やバッタ（直翅目）などの被食者の多くは隠蔽色として緑色の体色を持っている。一方、多くの昆虫にとっての捕食者でかつ鳥などに対する被食者であるカマキリ（蟷螂目）も緑色であり、双方から隠れる効果があると考えられる。コノハムシ（ナナフシ目）の雌は緑葉や枯葉に擬態する。
コノハチョウ属 Kallima（タテハチョウ科）の鱗翅目昆虫は、枯葉を模して葉脈やカビの模様のように見える翅を持つ。枯葉への擬態は、ムラサキシャチホコ Uropyia meticulodinaやアケビコノハのような鱗翅目昆虫以外に、クモの一種、ナンヨウツバメウオ幼魚のような魚類でも知られる。
化石でも、石炭紀に産出する Neuropteris の葉化石がゴキブリの翅の模様に似ていることが指摘され、当時から葉に擬態していたと考えられている。また、中期ジュラ紀に見つかる Juracimbrophlebia ginkgofolia（脈翅目）は、イチョウ類のイマイア Yimaia に似ているという報告もある。

### 巣材への利用

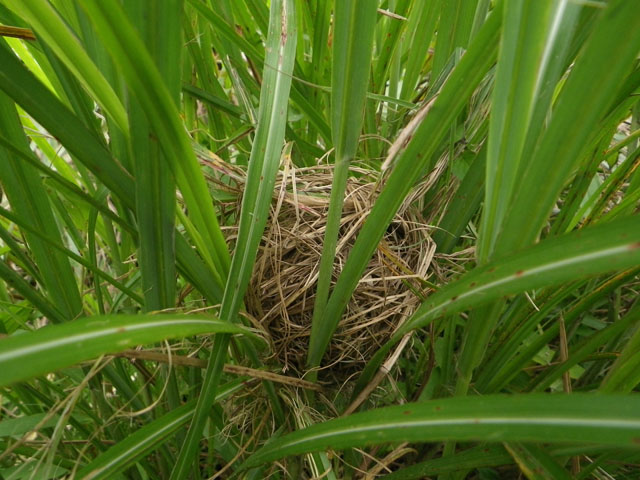
カヤネズミ の球巣

鳥類は様々な物を巣材として用いて営巣を行うが、中でも植物質は最もよく利用され、枯葉を含む植物体のあらゆる部分が巣材となる。哺乳類でも、カヤネズミは植物を用いて球巣を形成する。特に鹿児島県川内川流域ではオギの葉が良く用いられているという調査結果がある。ヒメネズミも巣材として青葉や枯葉を用いている。
多毛類であるクシエライソメ Anchinothria cirrobranchiata（ナナテイソメ科）は深海に生息しているが、河川から流入した照葉樹の落葉を巣材や食物として利用することが明らかとなっている。

### 病原体による病理
細菌やウイルス、真菌などは傷ついた葉から植物に侵入して感染し、葉に斑入りなど病徴を示すことがある。自然界では多くは葉1枚や葉の一部にとどまることが多いが、農業作物では遺伝的に均質であることから大きな被害がもたらされることも多い。
モザイクウイルスの感染により、スイカズラ（スイカズラ科）などでは緑葉に黄色の斑が表れる。ウメ（バラ科）の変葉病、アジサイ（アジサイ科）のさび病、ゴボウ（キク科）のモザイク病のように様々な形態の病徴が知られる。

## 葉化石

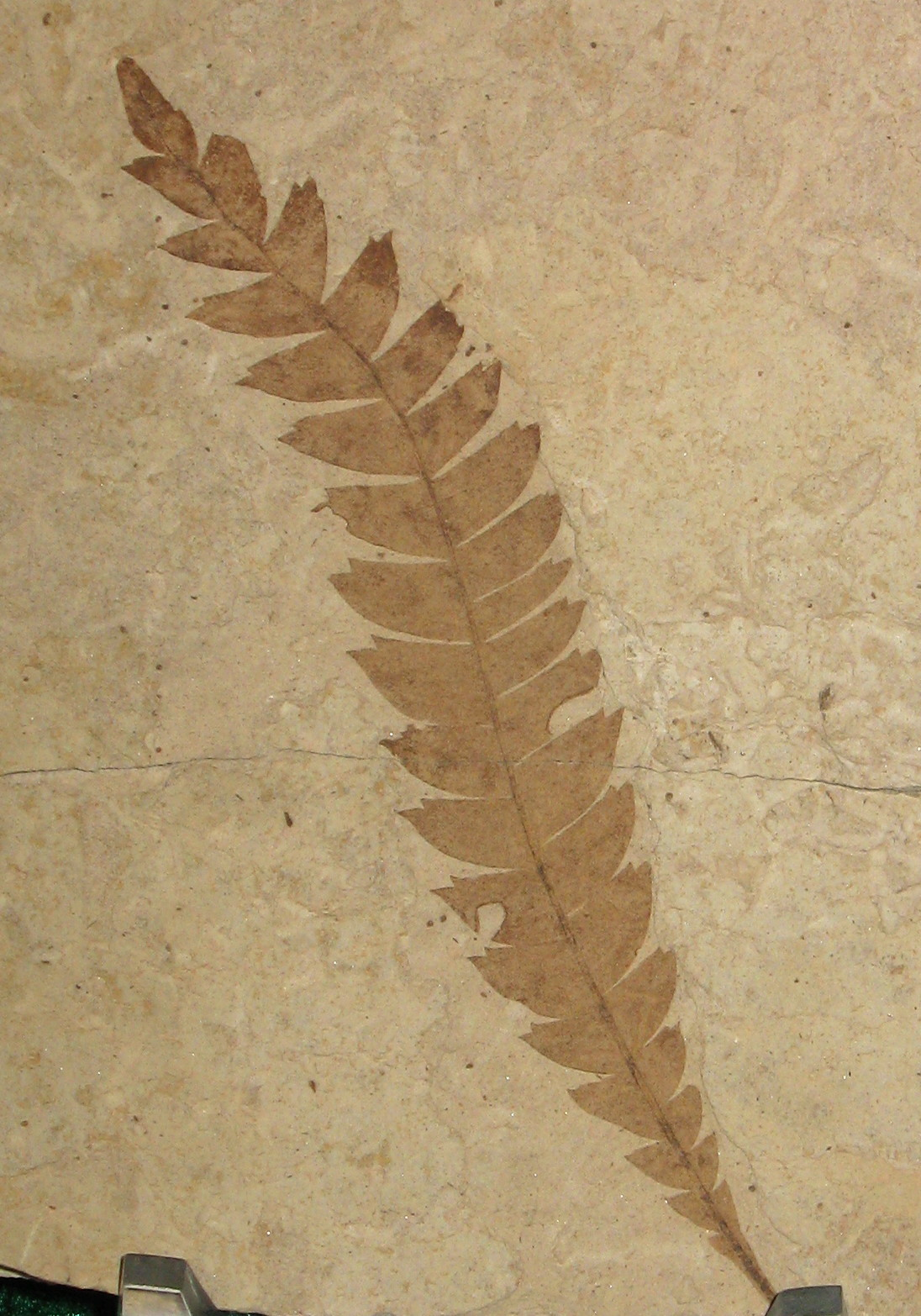
アメリカのワシントン州から産出したコンプトニア属の一種 （ヤマモモ科）の葉化石

植物化石は植物体全体が化石化することはまずなく、脱離したいずれかの器官が残されていることがふつうである。大きさや比重などに応じて選別され、堆積して化石となる。葉化石（はかせき、ようかせき）は、大型植物化石の中で最も産出量が多く、よく見られる。植物化石ではそうしてばらばらになった器官をもとに、器官属として記載されてきたが、2000年からはそれが整理されて形態分類群として扱われるようになり、2012年以降は化石分類群として記載されるようになった（化石分類群を参照）。

### 同定
葉化石は花粉化石などと異なり、通常、種レベルで同定することができる。ただし、同一種でも成長段階や生態的条件で葉形は変化するため、陰葉と陽葉や、水中葉などの異形葉性を示すものでは形態が異なり、それを見極めるのは難しい。
同定には、外部形態の観察から、葉身の全形、葉先・葉脚の形、葉縁の形態、脈理などの形質が用いられる。特に、葉脈の特徴に基づいた形態比較は、正しい系統関係に基づくより客観的な分類に重要である。また、クチクラの観察により、表皮細胞や気孔の形態も分類学的に重要である。

### 保存
植物化石は様々な保存形態があり、葉化石を含む大型化石は印象化石や圧縮化石、鉱化化石および植物遺体に区分される。
印象化石は概形だけが保存され、もとの組織や有機物が残されていない保存状態である。葉の場合は葉脈の細部まで観察できることがあり、分類の指標となる。葉上に着生する菌類や昆虫による食痕が保存されることもある。印象化石による葉形の情報は相観解析にも用いられている。
圧縮化石はもとの植物の炭質物が保存されている保存状態である。岩石を割ると葉がそのままの形で剥げ落ちるような分離を示す。葉肉のような細胞は保存されておらず、葉脈も見にくい場合もある一方、アルカリなどの処理により溶かすと表皮のクチクラが得られ、気孔の形態などの情報が分類に用いられる。例えば、裸子植物のソテツ類の葉とキカデオイデア類の葉は気孔の形態により判別できる。
石灰質ノジュールに保存されるような場合、埋没した植物片に鉱物が浸み込み、鉱化化石となる。植物の組織が保存されており、解剖学的に観察することができる。シダ類の葉柄の解剖学的研究などに利用されている。

### 堆積
多くの植物化石は、自生していた場所から多少なりとも運搬されて形成されることが多い。そのため、陸成層だけでなく浅海成層や深海成層にも保存される。化石林は原地性（現地性; autochthonous）の産状を示すが、葉化石は少なくとも運搬されて堆積した異地性（allochthonous）の産状を示す。ただし産状によっては、ある葉化石群中に同一種と考えられる種実類が共産し、葉化石の方向や葉面積に偏りがない場合、準原地性（準現地性）だと推定される場合もある。
葉化石は、泥岩層あるいは砂岩層において、層理面に平行に堆積して産出することが多い。母岩を割ると、葉化石が含まれる面で割れることが多く、その面を挟んで両側の岩石にそれぞれ印象化石が押し型として残される場合もあれば、圧縮化石が保存されている場合には、片面に炭化して圧縮された葉身の本体が、他方に印象化石が残される。このような場合が、両者を採集して保管すべきだとされる。また葉化石は平行葉理泥岩層や細粒砂岩層など、特定の岩相の同一層準に複数種が混在して見つかることが多い。そのため、同一層準から見つかった化石群をもとに過去の植生が推定される。

### 古植生復元

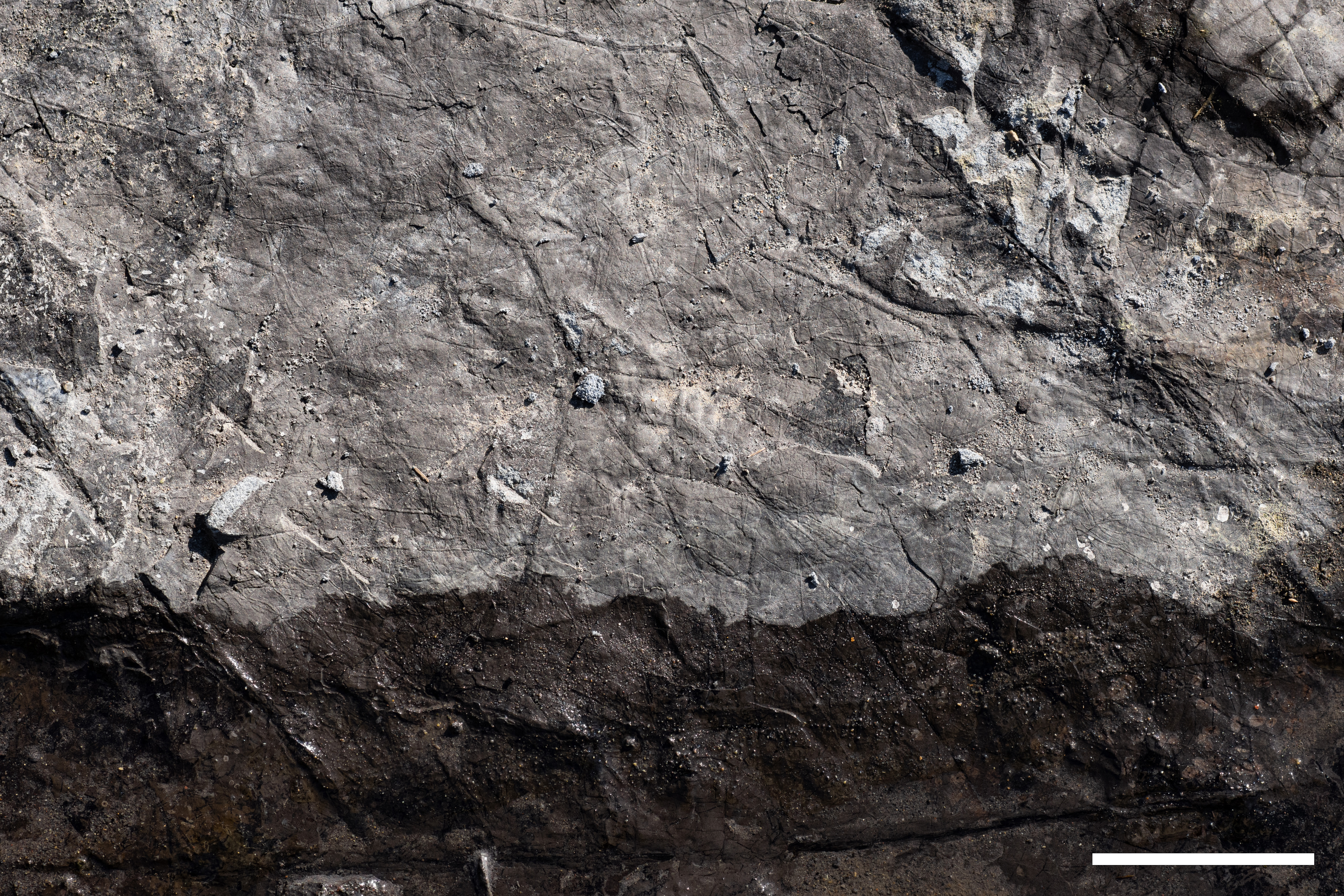
ウリノキモドキ Byttneriophyllum tiliifolium（アオイ科）葉化石の密集層。

上記のような準原地性の葉化石群からは、堆積場近傍の古植生が推定される。異地性の強い葉化石群からはより広汎な古植生の推定や古気候の推定が行われる。
また、葉化石を中心とする大型化石と花粉化石を用いた層序学的関係をもとに、過去の植物相が明らかにされている。日本では、かつての熱帯から亜熱帯性の植物相が消滅し、始新世末に現在の日本に分布する温帯から冷帯の植物相に置き換わっていく過程が明らかにされた。
葉と他の器官の化石を結び付けた植物体全体の復元も、化石種を理解するのに重要である。木曽川の化石林で見られる珪化木のワタリア（アオイ科）は原地性であることが知られ、当時の林床であったと考えられる有機質の泥層に埋没していた葉化石は「ウリノキ様化石 "Alangium" aequalifolium」とされ所属不明であったが、2023年の研究でこの葉化石は珪化木と同じくアオイ科のウリノキモドキと同定され、葉化石群集が準原地性であることが推定されて、同じ植物体を構成することが立証された。

### 古環境の推定
1970年代からは葉を用いた相観解析も行われている。葉の大きさや形といった外形上の特徴を葉相観（ようそうかん、foliar physiognomy）という。葉の形態は植物の生育環境に影響を受け、特に広葉樹では年平均気温と降水量、最暖月と最寒月の長さなどの要因によって一定の変化をすることが分かっている。葉縁が全縁か鋸歯縁かは年平均気温と相関があり、温暖になればなるほど全縁の葉の割合が増加する。また葉面積は高温多湿で大きく、低温下や乾燥下で小さくなる。こういった情報が古気候の復元に利用されている。
また、葉の形態には複数の気候条件が複雑に関係しているため、全縁葉率のような一つの形質から一つの気候条件を求めるのではなく、複数の形質と複数の気候条件との関係を多変量で解析し、古気候条件の解明に応用するCLAMP法（気候と葉の多変量解析、Climate-Leaf Analysis Multivariate Program）も考案されている。これらの解析は葉相観を用いるため、同定に誤りがあっても算定結果には影響しないという強みがある一方、広汎な植生を代表した化石群で、同一化石群から少なくとも20種類以上の形態の広葉樹葉化石が含まれているといった前提条件を満たす必要がある。

## 人間とのかかわり
人間の生活に何らかの形で役に立っている植物を有用植物といい、様々な形で用いられてきた。部分においても、植物体全体を用いるものもあれば、根や茎、花や果実、種子、そして葉と様々な場合がある。用途としても、直接または加工して食用としたり、油や繊維をとったり、飼料や肥料として用いたりするなど様々で、栽培方法もそれに伴って異なる。葉を目的に栽培される植物は非常に多く、人間の食料や飼料、嗜好品、そして医薬品に用いられる。
花は花葉と胞子嚢からなるが、本項では花の利用については述べない。

### 食用

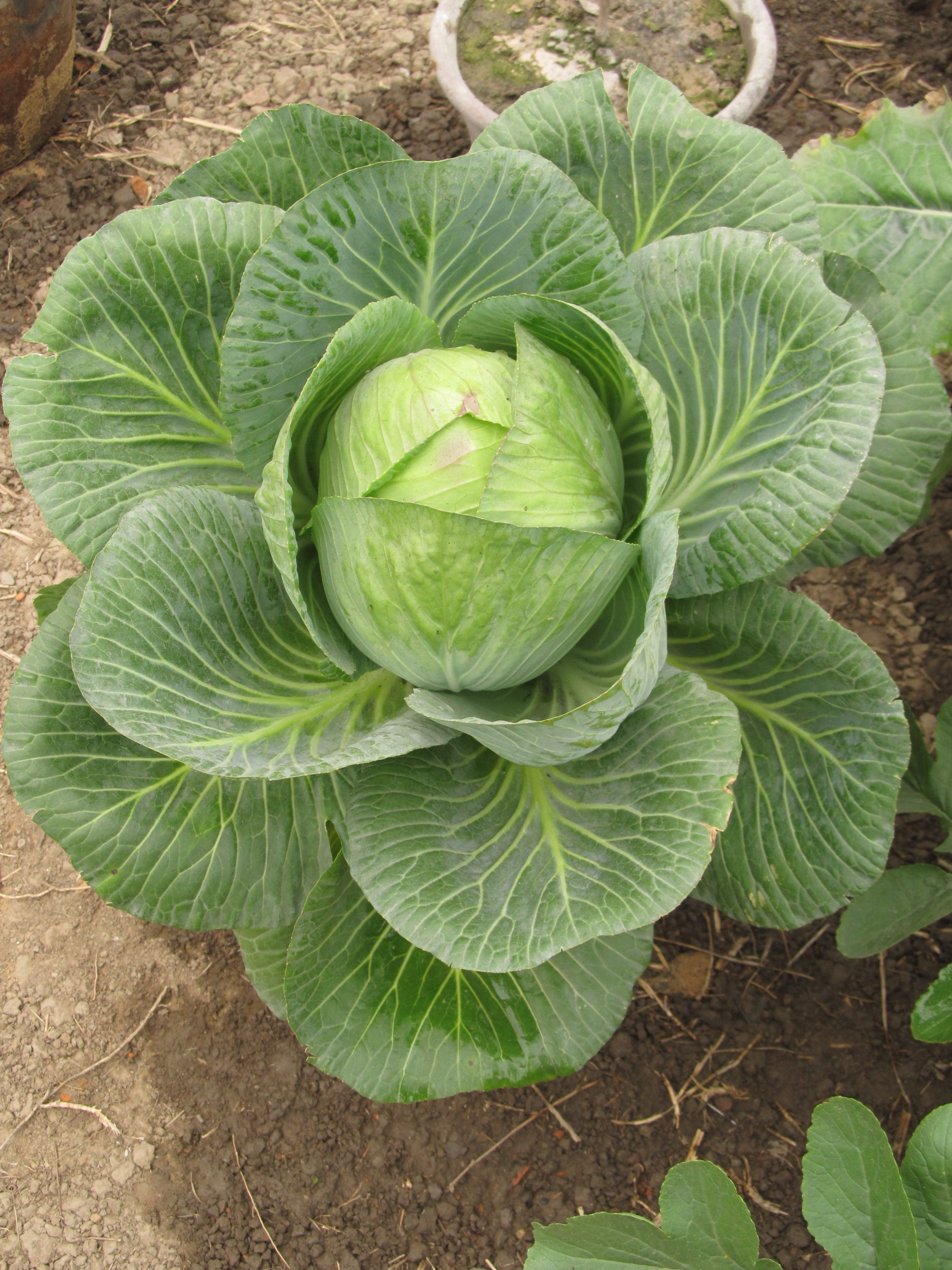
食用として重要とされる結球性葉菜類のキャベツ Brassica oleracea capitata（アブラナ科）

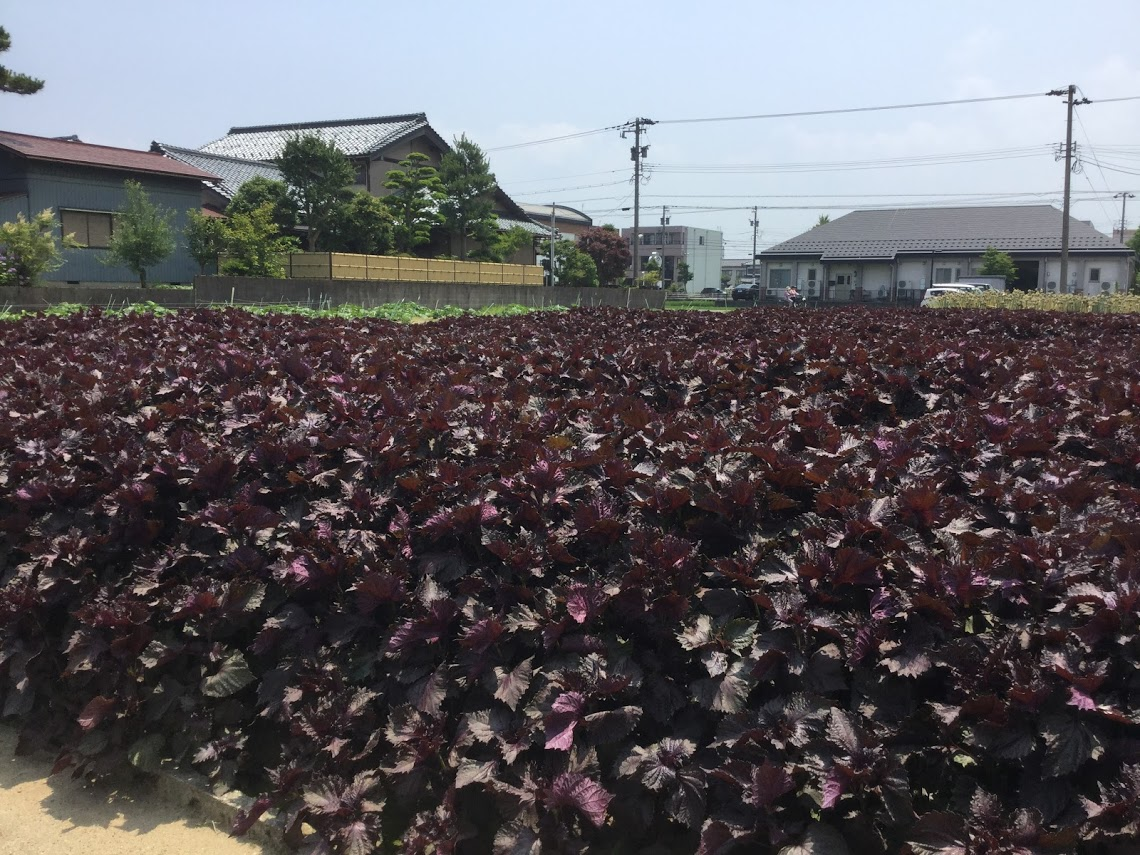
栽培中の赤ジソ（福井市）

種々の草本植物の葉が葉菜類として栽培され、食用に供される。葉菜としての利用には食用にとくに発達した組織を必要としない。葉菜には、料理用ハーブを含む香辛野菜や山菜も含まれる。
摂食量の多い葉菜は多少の甘みと旨味を含み、特有の風味はあるが濃厚ではなく、柔軟な部分が多い。種類や生産量はアブラナ科が特に多く、旧ユリ科、キク科、セリ科、アカザ科に重要なものが含まれる。中でも、葉全体を利用する植物としてはアブラナ科のキャベツ類やハクサイ類が特に重要である。キク科のアキノノゲシ属 Lactuca およびキクニガナ属 Cichorium も食用として重要である。普通は貯蔵根が食用となる根菜類であるダイコンやワサビ（アブラナ科）も、葉の部分を食用としてそれぞれ「大根葉」、「葉ワサビ」として親しまれる。セリ科は香味が強いため少量利用されるものが多い。ミツバ（セリ科）や、「大葉」と呼ばれるシソ（シソ科）などの葉菜類は「薬味」として用いられる。
香辛料（ハーブ）として、臭み消しや香りづけに用いられることもある。例えば、ゲッケイジュ（クスノキ科）の葉はローリエとして用いられる。ローズマリー（シソ科）も肉料理や魚料理の臭い消しに用いられる。
野山に自生する植物で食用として利用されるものは山菜と呼ばれ、特定の木本植物の葉や芽、野草、薄嚢シダ類の若い葉が利用される。特に後者はフィドルヘッド（fiddlehead; ワラビ巻き）と呼ばれ、各地で食用とされる。日本では、樹木の若い芽としてウコギ科のタラノキやコシアブラ、タカノツメなどが食用となる。サンショウ（ミカン科）の若い葉は「木の芽」と呼ばれる山菜となる。ミツバアケビ（アケビ科）の新芽も同様に「木の芽」と呼ばれ食用となる。草本植物では、ナズナ（アブラナ科）、ヨモギやヨメナ（キク科）、ジュンサイ（スイレン科）、ギョウジャニンニク（ヒガンバナ科）などが山菜として利用される。シダ類の若い葉としては、ゼンマイ（ゼンマイ科）やワラビ（コバノイシカグマ科）、クサソテツ（コウヤワラビ科）などが食用となる。
桜餅に用いられるサクラの葉のように、樹木の成葉を塩漬けなどに加工して、食用にする場合もある。

### 薬用など
嗜好品

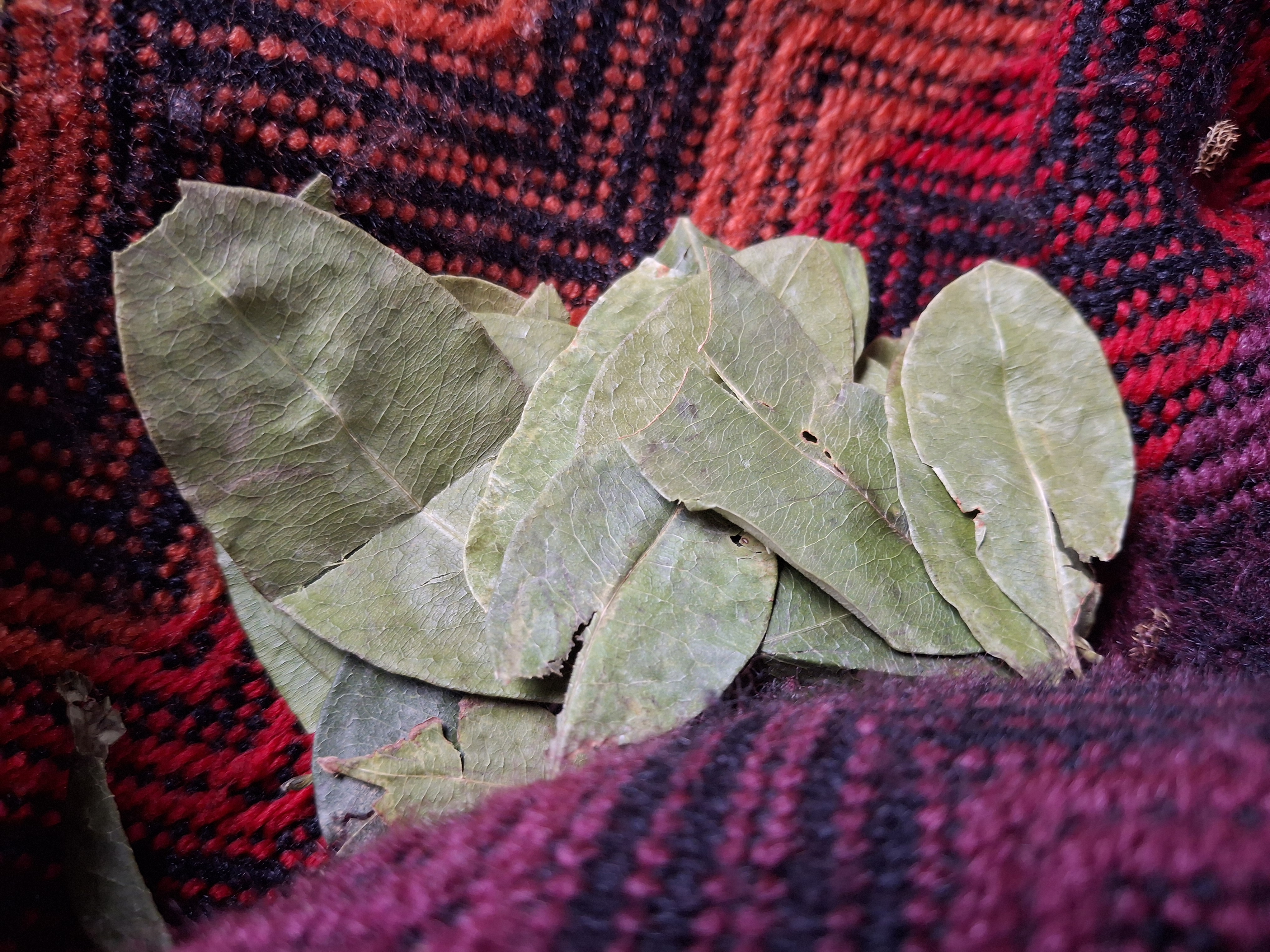
乾燥させたコカノキ Erythroxylum coca（コカノキ科）の葉

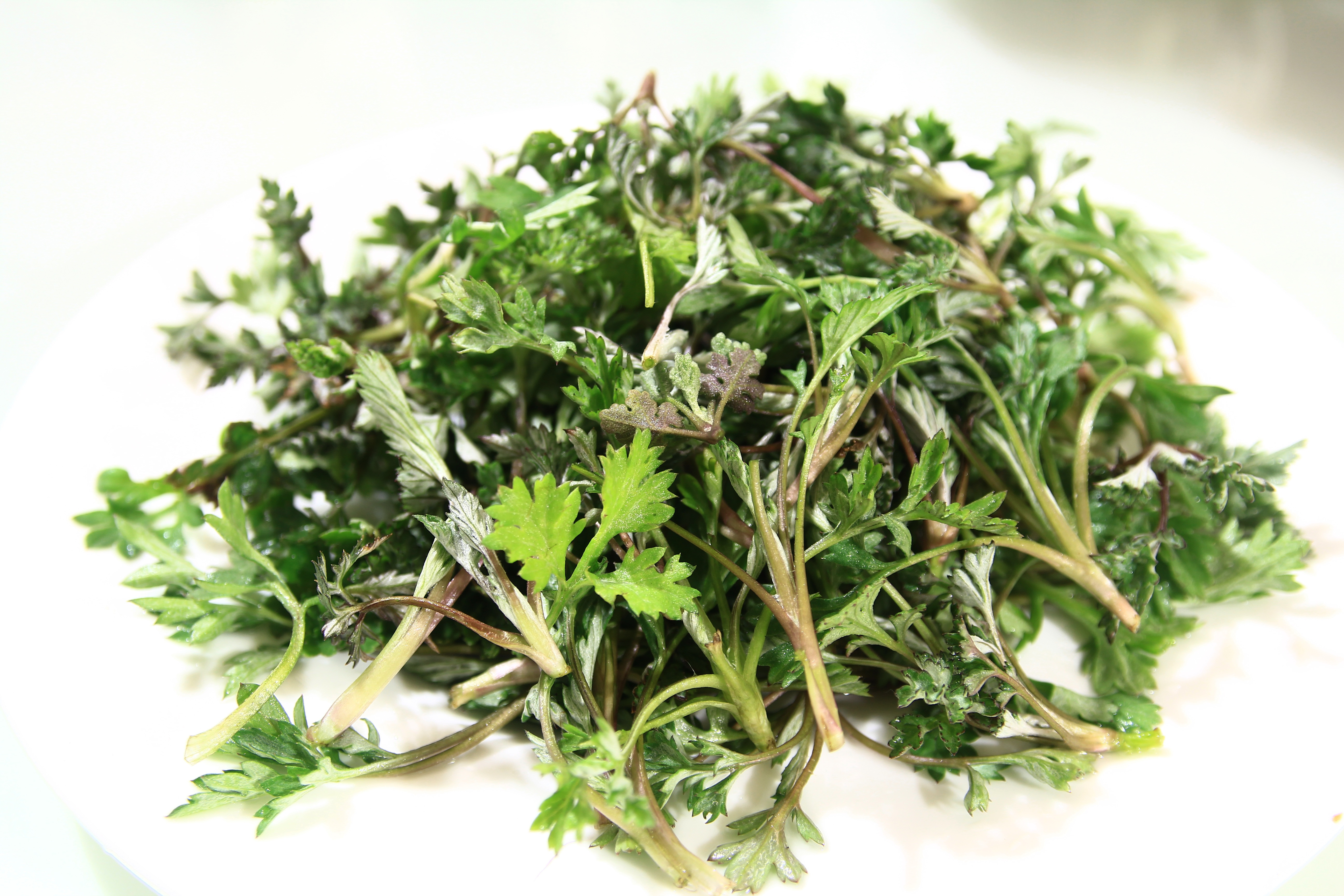
収穫されたヨモギ Artemisia indica maximowiczii（キク科）の葉

人間の生活の精神安定的効果や刺激興奮の効果を有する植物は嗜好料作物と呼ばれる工芸作物として栽培される。
チャノキ（ツバキ科）の葉からの抽出物は、紅茶や緑茶などの茶として飲まれる。嗜好飲料として飲まれるが、カフェインやカテキンなど保健上有効な成分を含むとされ、薬用にも用いられてきた。トチュウ（トチュウ科）、ビワ（バラ科）、アマチャヅル（ウリ科）、クワ（クワ科）のように、それ以外の植物の葉から抽出されたものも、茶外茶と総称される茶として飲用に供される。南アメリカの亜熱帯に生育するパラグアイチャ（モチノキ科）の葉にはカフェインが含まれ、マテ茶として飲まれる。
タバコ（ナス科）の葉は収穫後、乾燥および発酵させ、加工して喫煙に供される。ニコチンなどの人体に対して猛毒なアルカロイドが葉タバコに含まれるが、快い刺激を与えるものとして利用される。
コカノキ（コカノキ科）は麻酔成分により近代医学に重要な役割を果たしており、原産地である南アメリカでは古くから栽培されてきた。現地では、コカの葉は少量の石灰や灰とともに噛むと神経が刺激されて筋力を高め、苦痛を和らげるのに用いられてきた。そのような働きから崇敬され、宗教行事である重要な儀式や占いの供物として用いられ、死者があの世へ行くのにもこの葉を携えた。1840年代にコカの葉からコカインアルカロイドが抽出されると、欧米で飲料や粉薬に添加され、ドラッグとしても用いられるようになった。
甘味料
ステビアの葉にはステビオサイドが含まれ、甘味料に用いられる。
医薬品
イチョウの葉（イチョウ葉）やヨモギの葉（艾葉）のように、薬効があるとして抽出物が医薬品として用いられるものもある。キツネノテブクロ（ゴマノハグサ科）の葉は、開花前のものを採取して60℃以下の温度で乾燥・粉砕したものがジギタリス葉として医薬用に用いられる。これはステロイド性強心配糖体のジギトキシンを含み、鬱血性心不全や不整脈の治療に用いられる。下記のアイから取られた藍汁は鎮痛剤として用いられた。
香料
セージ（シソ科）は葉にサルビア油など数種の揮発油が含まれるため芳香があり、これを香辛料（ハーブ）や薬用（うがい薬）に用いた。キツネノテブクロ（ゴマノハグサ科）は葉の煎汁が害虫駆除に用いられる。クスノキの変種ホウショウ Cinnamomum camphora var. linalifera（クスノキ科）は葉からリナロールを含む芳樟油をとり、石鹼や香水などに用いられる。ゼラニウム（フウロソウ科）も香料作物として栽培され、乾燥させた葉は入浴剤やポプリなどに用いられる。

### 繊維と染料

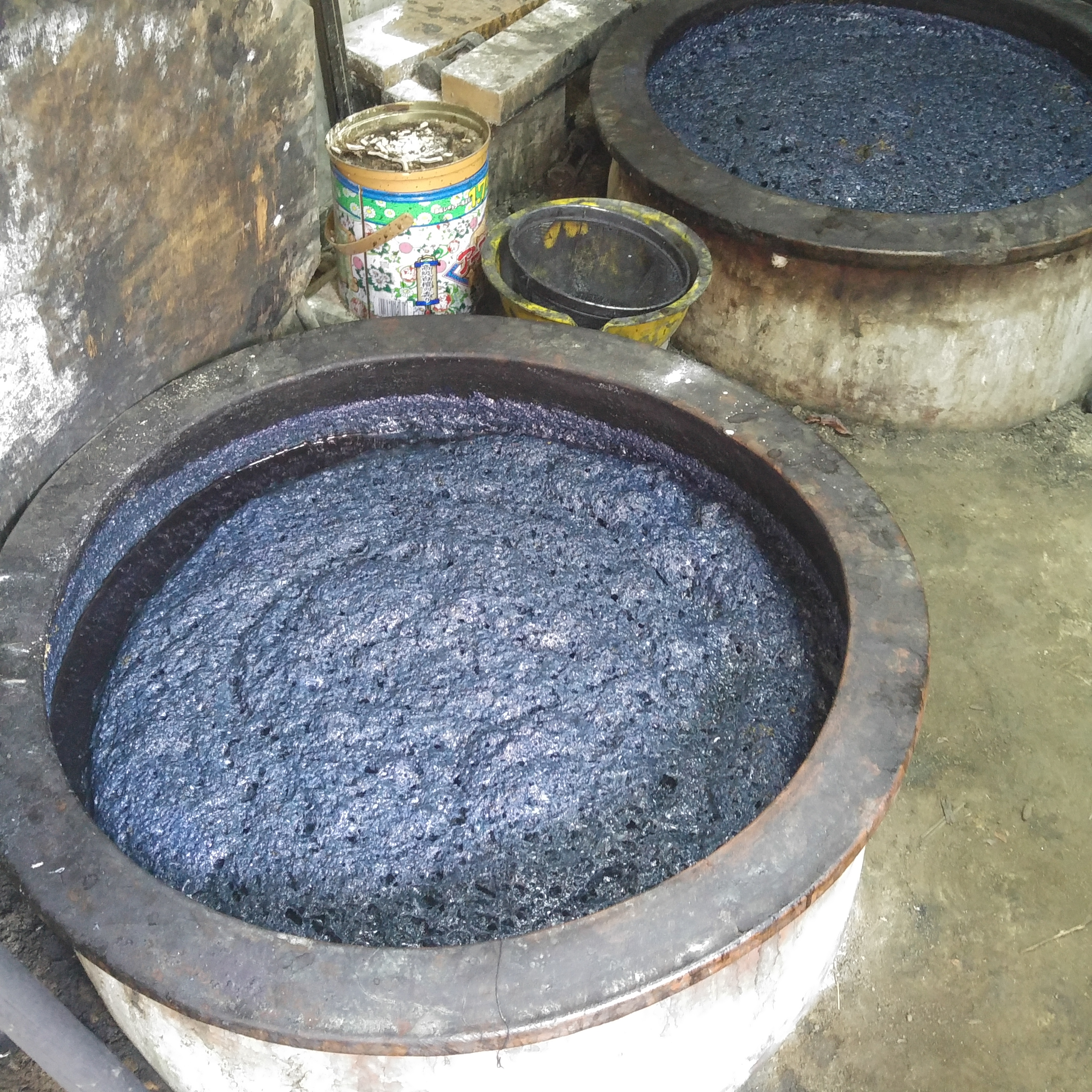
愛知県岡崎市で行われる藍染

ニュージーランドのマオリが伝統的に来ている織物はニューサイラン（ワスレグサ科）の葉の繊維から作られている。この繊維はほかにも、縄やマット、籠、紙を作るのにも用いられる。ラフィアヤシ（ヤシ科）の葉からも、ナイフで小葉に切れ込みを入れて引きはがされ繊維が取られる。ザイール盆地では、かつてはラフィアが布づくりの唯一の繊維原料であった。地中海沿岸では、ハネガヤ属 Stipa（イネ科）の葉を収穫し、繊維が縄や布、サンダルなどに加工された。マニラアサ（バショウ科）は葉鞘から繊維をとり、ロープや網などに加工される。
アイ（タデ科）は葉にインディゴ（青藍）や藍紅などのアイ物質を含み、青色の染料として用いられる。ヨーロッパではインディゴを採るのにホソバタイセイ（アブラナ科）の葉が用いられていた。特に、古くはケルト人が衣服の染色に用いていた。かつてはヨーロッパで大規模なホソバタイセイの栽培が行われていたが、16世紀から17世紀初頭にはコマツナギ属 Indigofera のキアイ（マメ科）に押されて衰退し、現在ではそれも合成インディゴの台頭により取って代わられた。

### 飼料
家畜の飼料を目的に栽培される作物は飼料作物と呼ばれ、茎や葉が良く繁茂して多収となり、家畜に好まれるものが用いられる。特にイネ科草本（grass）やマメ科草本（legume）は牧草と呼ばれる。イネ科ではイタリアンライグラスと呼ばれるネズミムギやチモシーとして知られるオオアワガエリ、マメ科ではアカクローバーと呼ばれるアカツメクサやアルファルファと呼ばれるムラサキウマゴヤシなどが牧草として用いられる。
草本植物だけでなく、木本植物も飼料木（fodder tree）として草食家畜の飼料に用いられる。世界的に重要な飼料木は約130種とされ、窒素固定能力が高く高蛋白質含有のマメ科木本は世界的に重要である。アフリカのサヘル地域では、家畜に供給される蛋白質の最大80%がフウチョウソウ科の飼料木由来であるとされる。クワ（クワ科）の葉がヤギなどの飼育に用いられることもある。
絹を採るためのカイコの飼育（養蚕）では、餌としてマグワ（クワ科）の葉が用いられる。

### 文化
料理の装飾

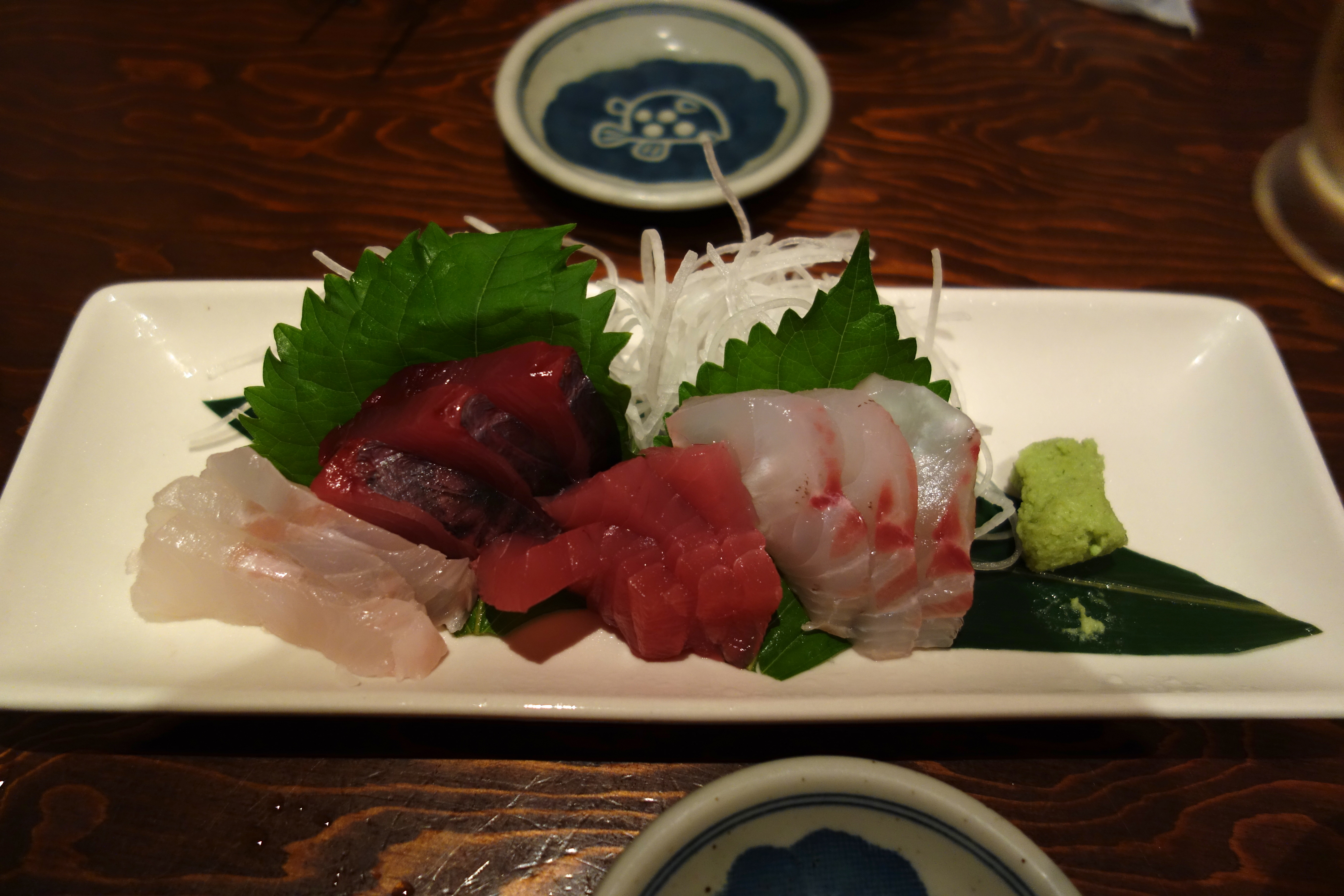
刺身盛り合わせ。掻敷として笹の葉が、薬味としてシソの葉「大葉」が用いられている。

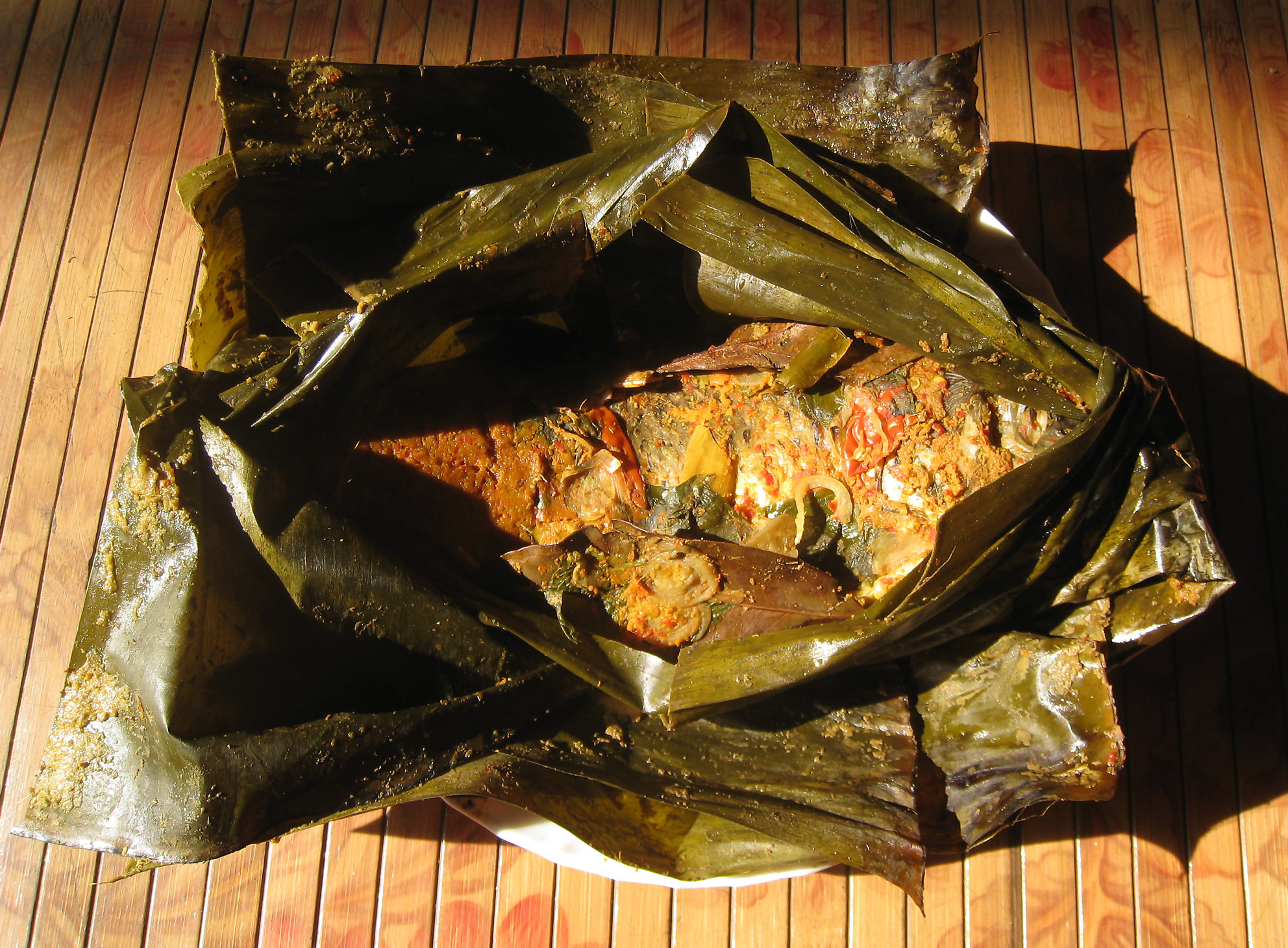
スンダ列島で食される、魚をバナナの葉で蒸したペペスイカン (Pepes ikan)。

日本料理では器に盛りつける際、食用としない植物の葉を食物の下に敷いて料理をあしらう掻敷（かいしき、皆敷、苴）が用いられることもある。多くは常緑樹の葉が用いられ、ナンテン（メギ科）、ヒバ（ヒノキ科）、ユズリハ（ユズリハ科）などが用いられる。特に寿司や弁当などには、ハラン（キジカクシ科）やクマザサ（イネ科）の葉を用い、飾り切りなどが施されることも多い。下記の食品の包装と同様に、殺菌のためと説明されることもある。また、このハランがプラスチック製の人造バランの元となった。掻敷としてアジサイ（アジサイ科）の葉が用いられることもあるが、有毒であるため誤食して青酸中毒になった事件もある。
食品の包装
葉は、笹寿司や柿の葉寿司などのように食品を包むのに用いられる。東南アジア諸国では、バナナ（バショウ科）の葉で包んだ料理が作られる（banana leaf も参照）。例えば、インドネシアではバナナの葉で包んで蒸すペペス (Pepes) と呼ばれる調理法が知られる。また、日本では柏餅や信玄餅、ちまきのように菓子を包むことも多い。これには、全国各地で34種類の葉が用いられるという研究結果がある。伝統的には、柏餅を包む葉は、関東ではカシワ（ブナ科）、京都ではアカメガシワ（トウダイグサ科）が用いられてきた。西日本を中心とするカシワの葉が手軽に手に入らない地域では、柏餅としてサルトリイバラ（サルトリイバラ科）の葉を使って餅を包む風習がある。また、奄美大島を初めてとする南西諸島では、クマタケランやゲットウ（ともにショウガ科）の葉で包んだかしゃもちが食される。植物の葉で包む風習は保存のためであると考えられる。
食器
かつての日本では食物を盛る食器として様々な種類の葉が用いられ、複数枚を組み合わせて葉盤（ひらで）や葉椀（くぼで）として用いられていた。インドでは、バナナ（バショウ科）の葉やパラミツ（クワ科）の葉を料理を乗せる食器として用いる。
断熱材
アルプス山脈で発見された紀元前3300年頃の遺体であるアイスマンの遺留品からは、カエデの葉が発見されている。アイスマンはアルプス越えの旅の途中で、カンバの樹皮でできた容器に火種のための温かい炭火を入れ、それを新たに摘んだカエデの葉で包んで断熱材として利用したと考えられている。
行事や信仰・文化
薄嚢シダ類であるウラジロ（ウラジロ科）の葉は、長寿の象徴として正月飾りに用いられる。ナギ（マキ科）の葉は、や「梛の葉守り（なぎのはまもり）」や「なぎ守」として各地の神社でお守りとして頒布される。四つ葉のクローバーは幸運の象徴とされる。また、日本ではシュロ（ヤシ科）の葉から作ったバッタを模したものや、笹舟など、葉を使った玩具を作る文化がある。

### 鑑賞用
専ら葉を観賞用に栽培される植物は観葉植物（かんようしょくぶつ）と呼ばれる。観葉植物は、葉の形や色が多様性に富む。フィロデンドロン（サトイモ科）やヤツデ（ウコギ科）のほかに、シダ類も観葉植物として用いられる。
色付いた葉を持つ観葉植物は、特に「カラーリーフプランツ」として利用される。新葉や紅葉のように一時的なものだけでなく、成葉で発現するものも知られる。色は単色だけでなく、模様状のものも見られ、赤、黄、白、斑入りなど様々なものが用いられる。彩葉をもつ観葉植物にベゴニア（シュウカイドウ科）、クロトンとして知られるヘンヨウボク（トウダイグサ科）、カラジウム（サトイモ科）などの熱帯植物が挙げられる。

### バイオミメティクス

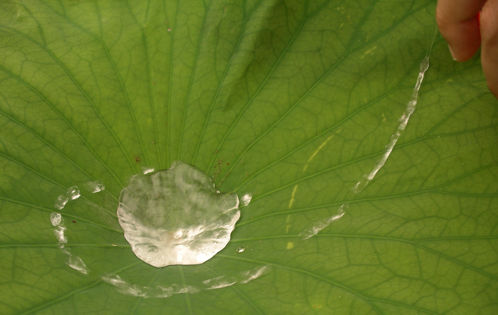
ロータス効果を示すハス Nelumbo nucifera（ハス科）の葉

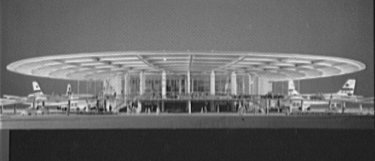
パンナム・ワールドポートと呼ばれたジョン・F・ケネディ国際空港第3ターミナルビル。現在は取り壊され、現存しない。

生物の持つ機能や構造を真似て工学的に利用することをバイオミメティクスといい、特定の葉も利用されている。
その中でもハス（ハス科）の葉の撥水する機能は「ロータス効果」と呼ばれ、汚れが付着しにくい微細構造へと応用されている。ハスの葉には、分泌された疎水性のワックスが表面構造の突起上に細かな凹凸構造を作り、超撥水作用を示す。これはヨーグルトの蓋の裏などに用いられるほか、傘やコート、コーティングスプレーなどにも利用されている。食虫植物のウツボカズラ（ウツボカズラ科）の捕虫嚢の開口部から内壁上部には、葉から分泌されたワックスに覆われて昆虫などの小動物を逃がさないようにしている。これはロータス効果と似ているが、突起からなる微細構造ではなく平滑な表面により撥水しており、テフロンの細かい穴に潤滑油を浸み込ませた薄膜を作る表面加工技術により、摩擦係数の極めて低い表面を作るSLIPS (Slippery Liquid Infused Porous Surface) という技術に応用されている。
食虫植物のハエトリグサ（モウセンゴケ科）の捕虫葉は、その内側にある感覚毛の2度目の接触刺激により閉じるが、この感覚毛を模倣したセンサーにより局所作業マイクロロボットが試作されている。また、開閉機構をヒントに、無電源で動作する機器やスイッチングシステムの開発が期待されている。
オオオニバス（スイレン科）は直径 3 m を超える浮葉を持つが、空洞を持つ網目状に広がった葉脈により水に浮かんでいる。この構造は、1851年に開催された第1回万国博覧会の会場となったロンドンの水晶宮（クリスタル・パレス）のような建築物に利用されている。1960年に作られたジョン・F・ケネディ国際空港第3ターミナルビルの屋根もオオオニバスの葉を裏返したような構造となっている。

### 意匠
特徴的な形の葉は紋章やロゴマークなどのデザインにもなる。例えば、イチョウ（銀杏紋）や、フタバアオイ（葵紋）などが挙げられる。